# Historia de Bretaña

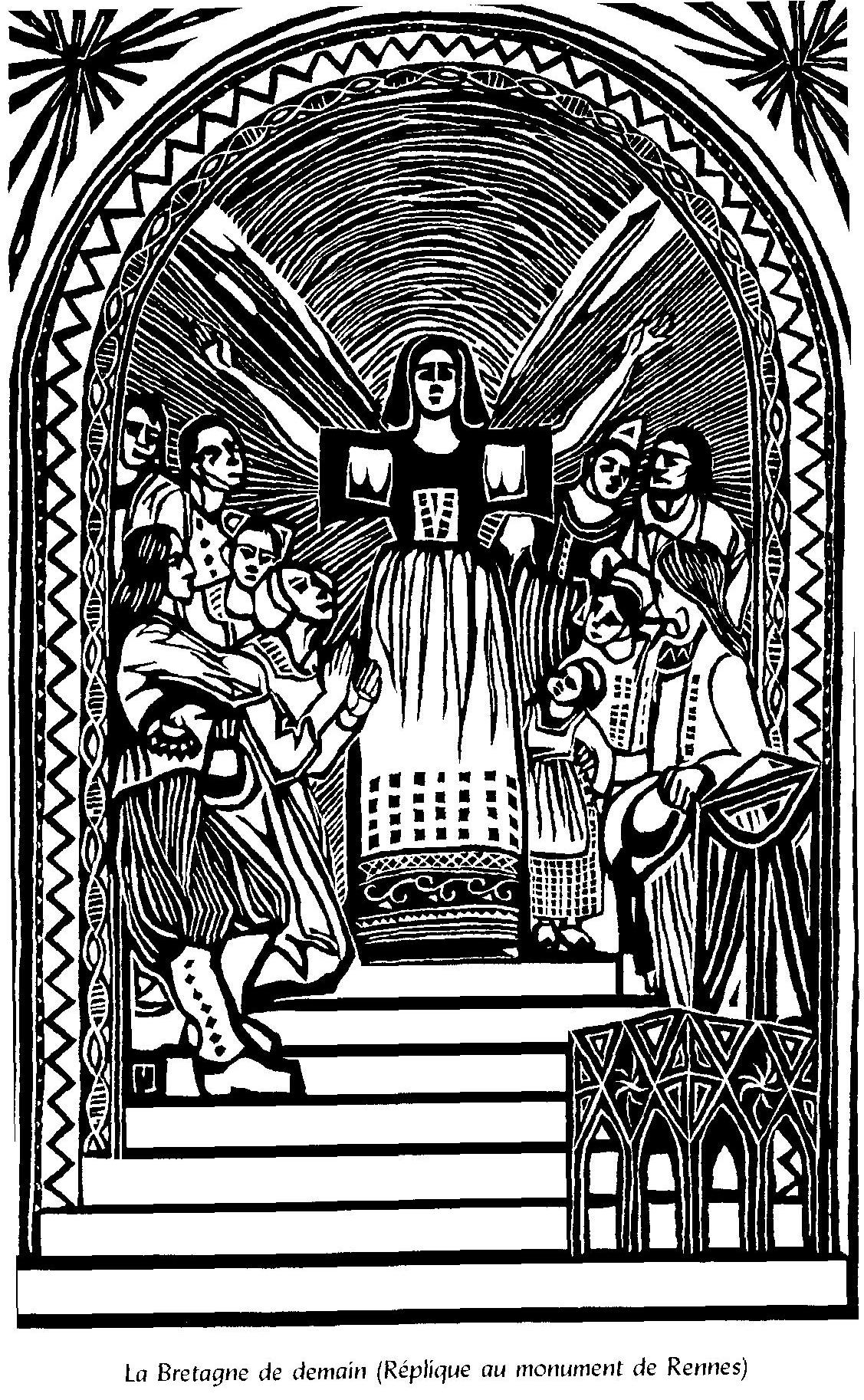
Alegoría de Bretaña, de Jeanne Malivel.

La historia de Bretaña comienza con un poblamiento cuyas trazas se remontan a la prehistoria, desde hace 7000 años. El período neolítico, que comienza en estas regiones alrededor de 5000 a. C., está marcado por el desarrollo de un importante megalitismo que se manifiesta en sitios como el cairn de Barnenez, el cairn de Gavrinis, la mesa de los mercaderes de Locmariaquer o los alineamientos de Carnac. En el curso de su protohistoria, que comienza hacia la mitad del III milenio a. C., el subsuelo rico en estaño permitió el surgimiento de una industria que produjo objetos de bronce, así como también circuitos comerciales de exportación hacia otras partes de Europa.
Durante los siglos que precedieron a nuestra era estuvo habitada por cinco pueblos galos—osismos, coriosolites, redones, vénetos y námnetes— antes de que esos territorios fueran conquistados por Julio César en el 57 a. C., y después progresivamente romanizados. La región, parte de la Galia, quedó bajo administración de la provincia de Gallia Lugdunensis con capital en Lugdunum, siendo cada uno de los cinco pueblos agrupados en las civitates romanas de Carhaix, Alet, Rennes, Vannes y Nantes.
Tras la reforma territorial de Diocleciano, estas civitates fueron incluidas en la diócesis de Tréveris, provincia de Lugdunensis tertia, con capital en Tours. La difusión del cristianismo, iniciada a partir del siglo III en la civitas de Nantes (martirio de Donaciano y Rogaciano, conocidos como los niños de Nantes, en torno a 285) era, hacia el siglo V, limitada fuera de las ciudades, pero cada una de las civitates contaba con un obispo propio, la sede arzobispal (o : metrópolis) estaba en la capital provincial, Tours.
Formando parte de la Armórica durante el periodo galorromano, vio el desarrollo de un importante comercio marítimo en torno a los puertos de Nantes, Vannes y Alet, así como plantas de salazón a lo largo de sus costas. Cuando el poder romano conoció las crisis de los siglos III al V, los primeros bretones insulares fueron llamados por el poder imperial para ayudar a proteger su territorio. Desde el siglo IV, soldados procedentes de la Britania romana ya habían sido transferidos a la Galia, particularmente en el año 383 con la expedición del usurpador Magno Clemente Máximo. Este episodio histórico fue más tarde interpretado en la leyenda de Conan Meriadec, contada por Godofredo de Monmouth en el siglo XII. Dio así comienzo un movimiento migratorio que continuó hasta el siglo VI —huyendo de las islas británicas invadidas por los anglosajones— y dio nacimiento a varios reinos en la península: la Cornualles (Kerne) formada por los Cornovii originarios de la Cornualles británica (Kernow) y Domnonia formada por los Dumnonii originarios de Devon; la Domnonia se extendía a norte de Armórica, entre Dol y la isla de Ouessant. Para entonces, los visigodos se habían instalado en las regiones meridionales de Galia, al sur del río Loira. Parte de Armórica formó parte del reino romano de Siagrio, hasta su sometimiento por los francos de Clodoveo I en el 486.
Para prevenir las incursiones bretonas, el vecino reino de los francos creó una marca de Bretaña incorporando el condado de Rennes y el de Nantes. Los merovingios y después los carolingios intentaron desde el siglo VI al VIII integrar esta región en el reino franco, con un éxito limitado y efímero.
La unidad de la región bajo la forma de reino de Bretaña se hizo en 851 con el rey Erispoe, hijo de Nominoë, pero no perduró debido a las disputas de sucesión e incursiones de los vikingos. Desde 939, un ducado de Bretaña tomó su lugar en las fronteras casi definitivas, administradas por los duques de casas bretonas de 939 a 1166, antes de que cayese en la esfera de influencia de los Plantagenet y los Capetos. La Guerra de Sucesión de Bretaña vio enfrentarse desde 1341 hasta 1364, en el contexto de la Guerra de los Cien Años, diferentes facciones que lucharon por apropiarse del ducado. Un poder autónomo surgió entonces durante los siglos XIV y XV, lo que condujo a una política de independencia vis-à-vis del reino de Francia pero que finalmente resultó en la unión de Bretaña a Francia en 1532.
La provincia bretona integrada en el reino francés conservó una relativa autonomía, beneficiándose de sus propias instituciones. Después de un período de fuerte crecimiento económico y demográfico en los siglos XVI y XVII gracias a la nueva paz, Bretaña conoció más tiempos difíciles desde finales del siglo XVII hasta la Revolución Francesa en 1789. La provincia fue disuelta en 1790 y su territorio dividido entre los cinco departamentos de Côtes-du-Nord, Finistère, Ille-et-Vilaine, Loire-inférieure y Morbihan.
Durante «el largo siglo XIX» (1789-1914), marcado por una modernización de su agricultura y por una explosión demográfica, una migración en el resto de Francia se desarrolló. Tierra entonces considerada conservadora, no obstante, vio el desarrollo de movimientos obreros importantes en ciudades como Brest, Lorient o Saint-Nazaire. La Primera Guerra Mundial constituyó un punto de inflexión para los bretones, que descubrieron entonces otras formas de vida que algunos buscarán integrar poco a poco. La cuestión del lugar del idioma bretón y las tradiciones de la región se convierten en el elemento central de un movimiento político bretón que comenzó a surgir al mismo tiempo. Un largo proceso de modernización se extiende desde la década de 1920 hasta la de 1970, junto con un movimiento de reafirmación cultural.

## Prehistoria
Las trazas arqueológicas en Bretaña son relativamente escasas en comparación con otras regiones francesas. 

El ensañamiento de los pastores espirituales contra todo lo que se sospechaba fuese un rastro de paganismo, el celo de los pioneros desbrozadores, la nueva furia contra los «obstáculos para el uso racional de la tierra» de los promotores de la concentración y de agrónomos aprendices de brujo.
L'acharnement des bergers spirituels contre tout ce qui était soupçonné présenter un relent de paganisme, le zèle des pionniers défricheurs, le nouvel acharnement contre les "obstacles à l'utilisation rationnelle des sols" des promoteurs du remembrement et des agronomes apprentis sorciers.

 han vaciado de sustancia el suelo arqueológico bretón que, además, conserva mal los restos del pasado.

### Edad de Piedra

#### Paleolítico

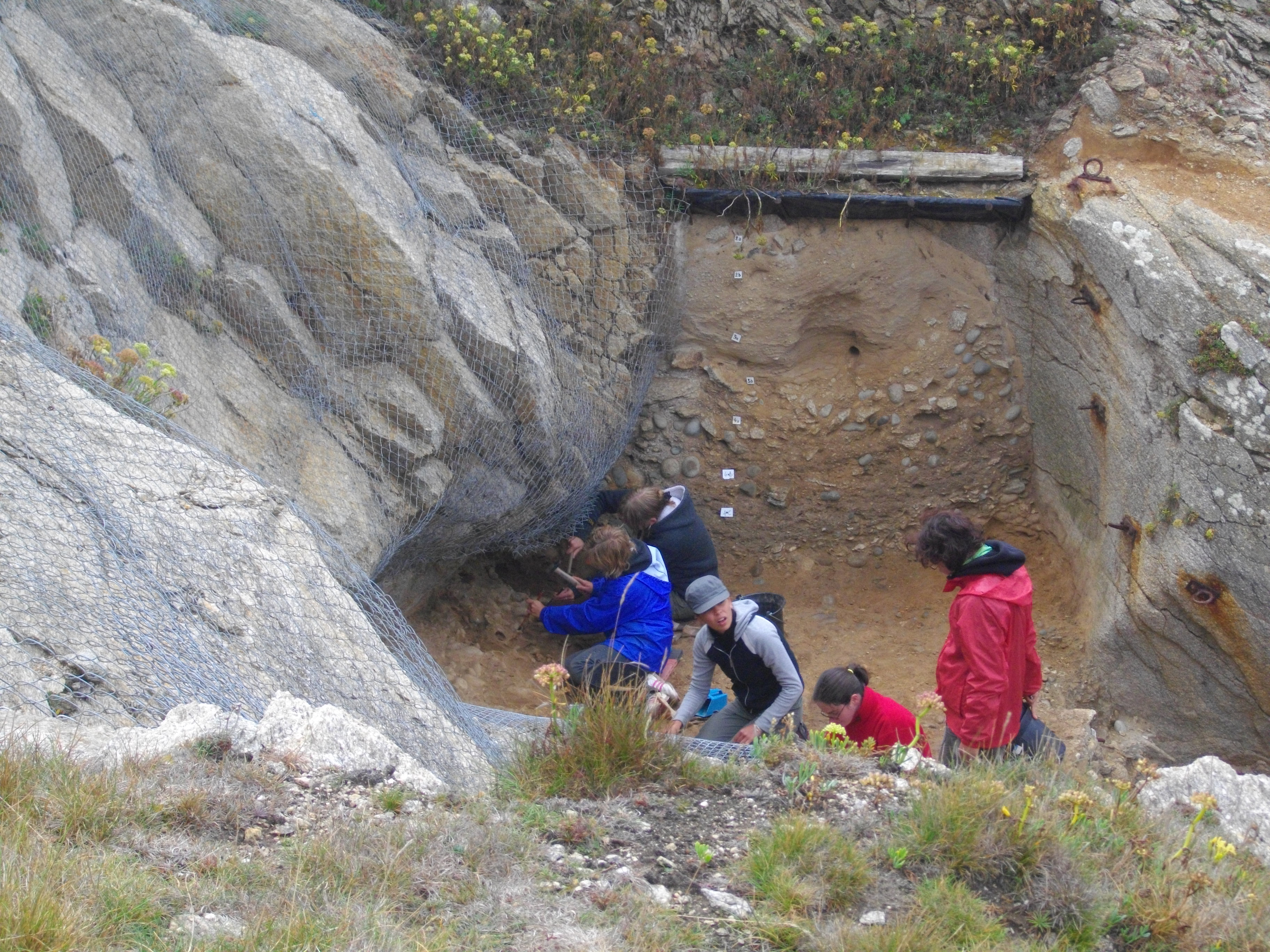
Sitio de Menez Dregan donde se han encontrado los restos más antiguos de uso del fuego.

La época paleolítica cubre en Bretaña un período que oscila entre 700 000-10 000 a. C. Las huellas de industria más antiguas se han encontrado en el valle medio del Vilaine, identificadas como cantos tallados en una cantera situada en Saint-Malo-de-Phily Las trazas de hábitat más antiguas se encuentran en Saint-Colomban, en Carnac, y toman la forma de campamentos acondicionados en abrigos naturales debidos a la erosión del acantilado, a lo largo de la costa. Además de los cantos tallados, se encontraron también bifaces picudas, datando el sitio de 300 000 a. C. Esta facies muy original del Paleolítico Inferior de la costa sur que se distingue del achelense por criterios tecno-tipológicos, geológicos y ambientales, se llama el Colombanien. Bifaces de este período Achelenseestán presentes a lo largo de la costa, como en Tréguennec, Hôpital-Camfrout o Pléneuf. Las trazas más antiguas de uso del fuego se encuentran en el sitio de Menez Dregan, con una antigüedad de 40 0000 a. C. Estas son las huellas más antiguas de Europa occidental. Los raros grupos humanos estaban entonces formados por nómadas cazadores. Cazaban en general mamuts por su carne, pero también por sus osamentas, sus dientes y sus defensas utilizados en la construcción (armazón de cabañas) y en la fabricación de objetos utilitarios (combustible, armas), objetos de arte, instrumentos musicales.
Desde el período musteriense hasta el Paleolítico medio, se han encontrado dos sitios notables en la región, en Mont-Dol donde se encontraron raspadores en un sitio fechado en 70 000 a. C., así como Goaréva en la isla de Bréhat.
El paleolítico superior se caracteriza por las herramientas refinadas como cuchillas y láminas que se encuentran en el sitio de Beg-ar-C'hastel, en Kerlouan, o el de Plasenn-al-Lomm, en la isla de Bréhat. No se ha identificado ninguna cueva ornamentada en la región, probablemente debido al aumento de las aguas del período siguiente, pero, cerca, una gruta de este tipo es conocida en Saulges, en Mayenne. El fin del Paleolítico en la región se sitúa alrededor de 10 000 a. C.

#### Mesolítico

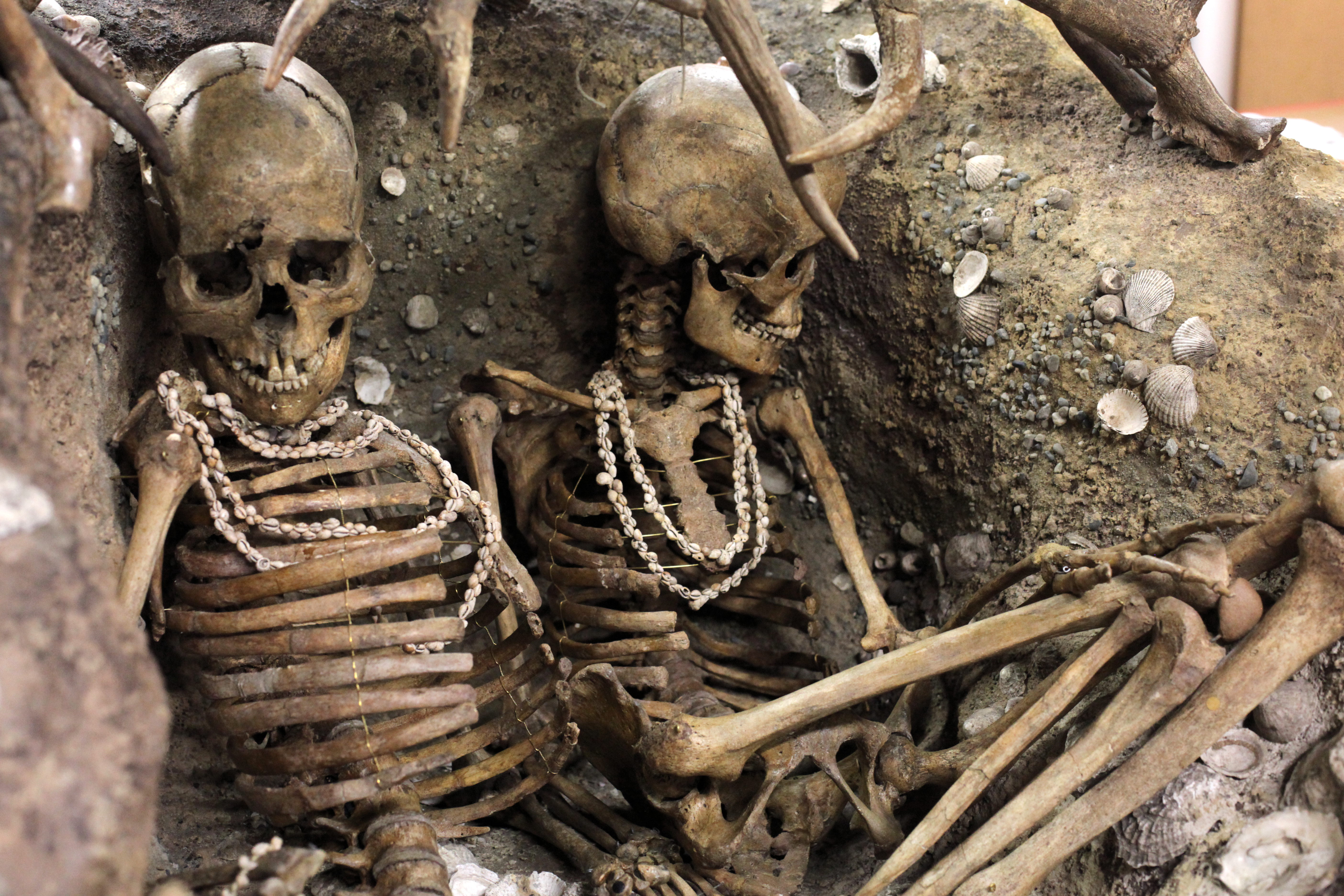
Reproducción de la sepultura de Téviec que muestra los inicios de una creación artística en la región, así como una especialización de las actividades humanas.

La época mesolítica abarca en la región un período que va desde el X milenio al V  a. C., correspondiente al final de la última edad de hielo y el aumento resultante en el nivel de las aguas. La vegetación de las estepas fue reemplazada por vegetación compuesta de abedules y de pinos, luego avellanos, robles y fresnos; los grandes mamíferos dieron paso a animales más pequeños, como ciervos o jabalíes. Los hombres abandonaron la caza por la recolección y aparecieron los primeros intentos de domesticación. La población sigue siendo principalmente costera y más numerosa en el litoral sur. Los esqueletos encontrados que datan de esta época atestiguan una altura media de 1,59 m para los hombres y de 1,52 m para las mujeres.
Las técnicas humanas continuaron progresando con una reducción en tamaño de los útiles de piedra para formar microlitos. Las sociedades están más estructuradas, con un grado de especialización de las actividades en una comunidad dada, como lo demuestran los estudios sobre la sepultura de Téviec, así como el comienzo de un arte. Las trazas de muertes causadas por útiles como las flechas también son visibles en algunos esqueletos, lo que atestigua oposiciones a veces violentas entre las diferentes comunidades.

#### Neolítico

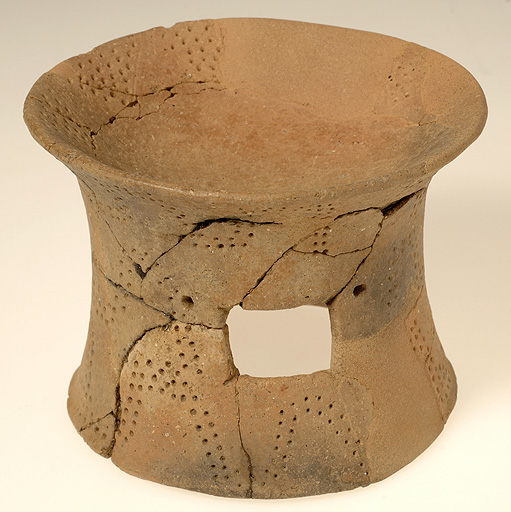
Copa del neolítico medio, proveniente de Kerléan en Concarneau—museo de Bretaña.

El Neolítico, que se extiende desde 5000 a. C. al 2000 a. C., vio la llegada de la agricultura según un método por tala y quema: se gana un terreno en el bosque después de haberlo incendiado, luego se usa para la cría antes de que se siembren allí gramíneas. Esta evolución fue posible gracias a la mejora de los métodos de extracción de piedras y de su tallado. De una cantera de Plussulien salieron en esta época hasta 5000 hachas de dolerita por año, lo que representa el 40 % de las hachas de la península armoricana. La difusión de estas herramientas se hace hasta la cuenca de París y se han encontrado ejemplares de estas hachas en Bélgica y el sur de Inglaterra. El yacimiento de Pleuven produjo la hornblendita con la que se hicieron las hachas que se encuentran hasta los Países Bajos. La región también importó hojas de sílex amarillas de la Touraine.
Este período también es notable por el desarrollo del megalitismo, posibilitado por un importante auge económico. Dos de los sitios más antiguos, el tumulus de Barnenez y el de Petit Mont, cuyas construcciones datan del V milenio a. C., , testimonian por sus similitudes la existencia de una unidad de civilización en la península. Este tipo de construcción evolucionará posteriormente y presentará más variantes regionales. En estos sitios funerarios se encontraron grabados que pueden aproximarse a los observados en sitios irlandeses como Newgrange.

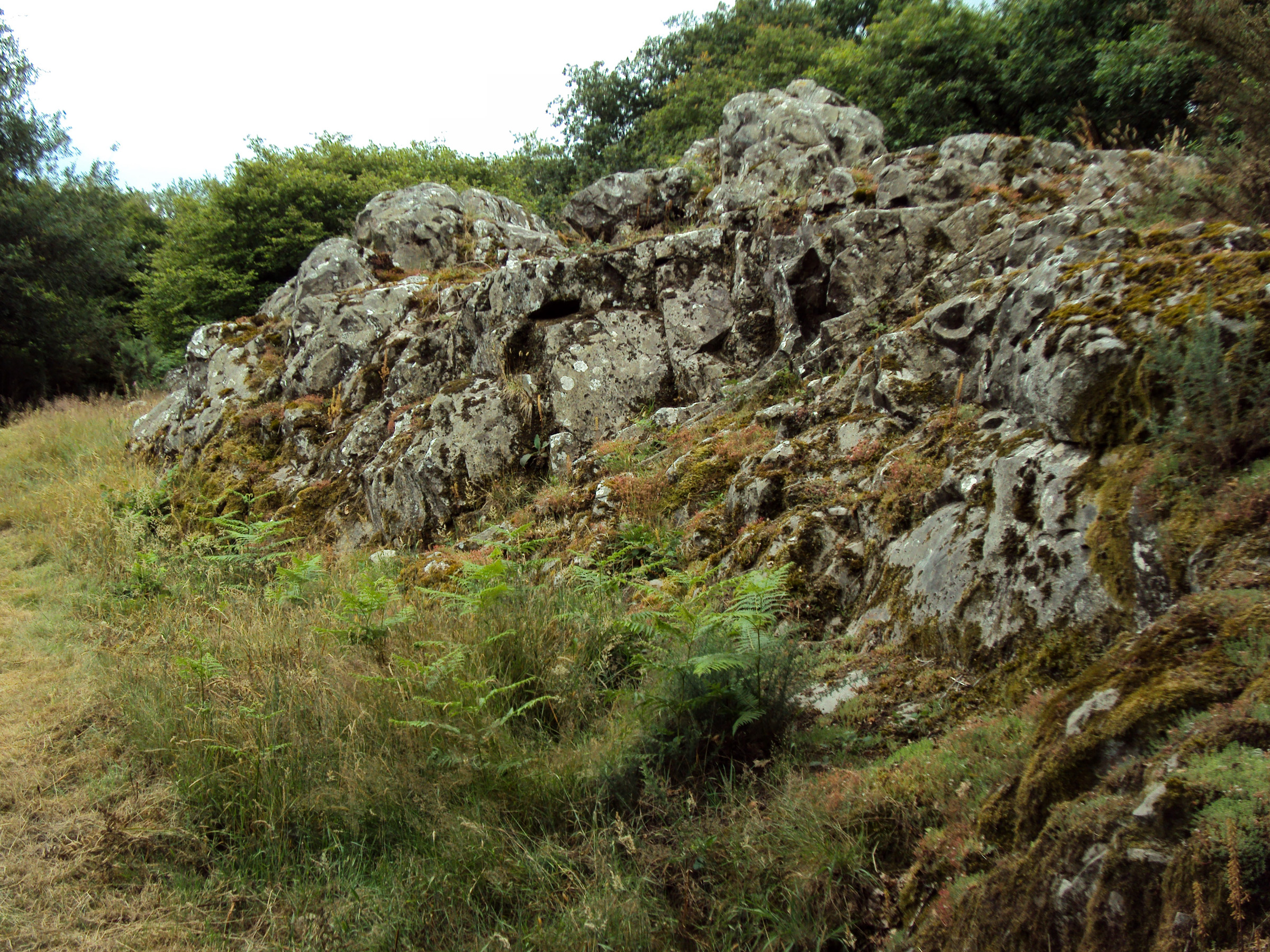
Cantera de Plussulien donde se produjeron hachas de dolerita.
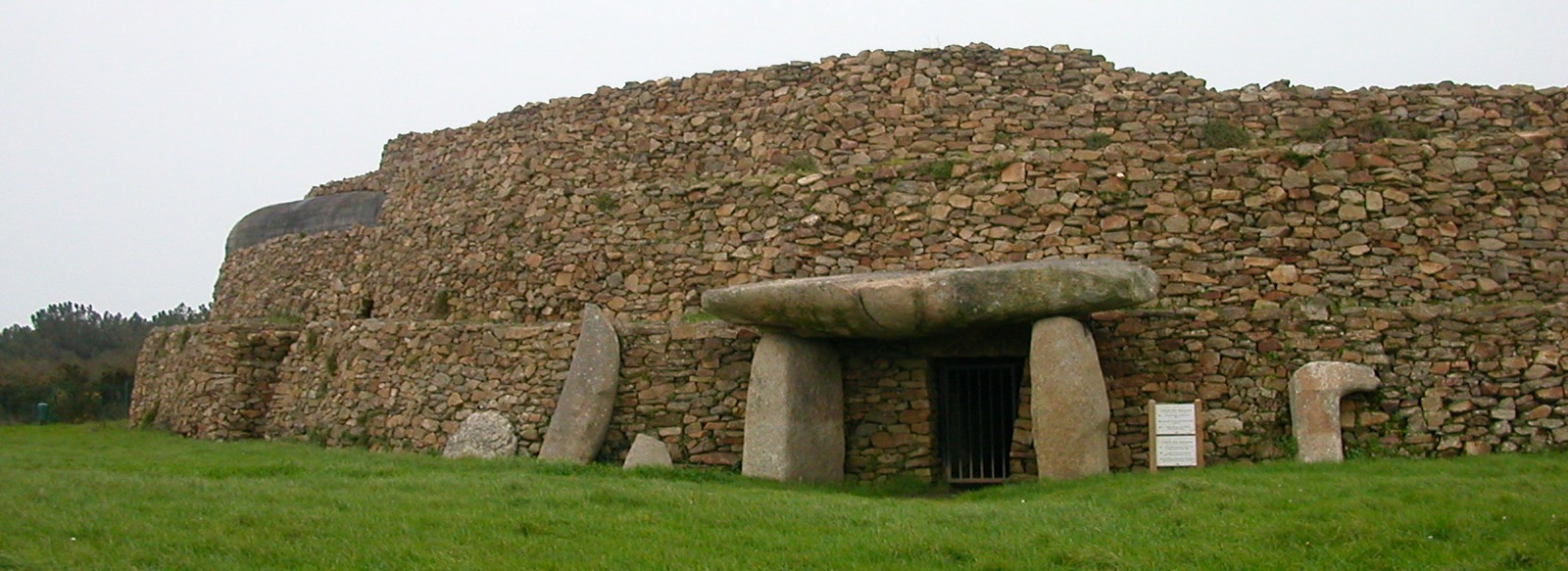
Tumulus du Petit-Mont en Arzon.
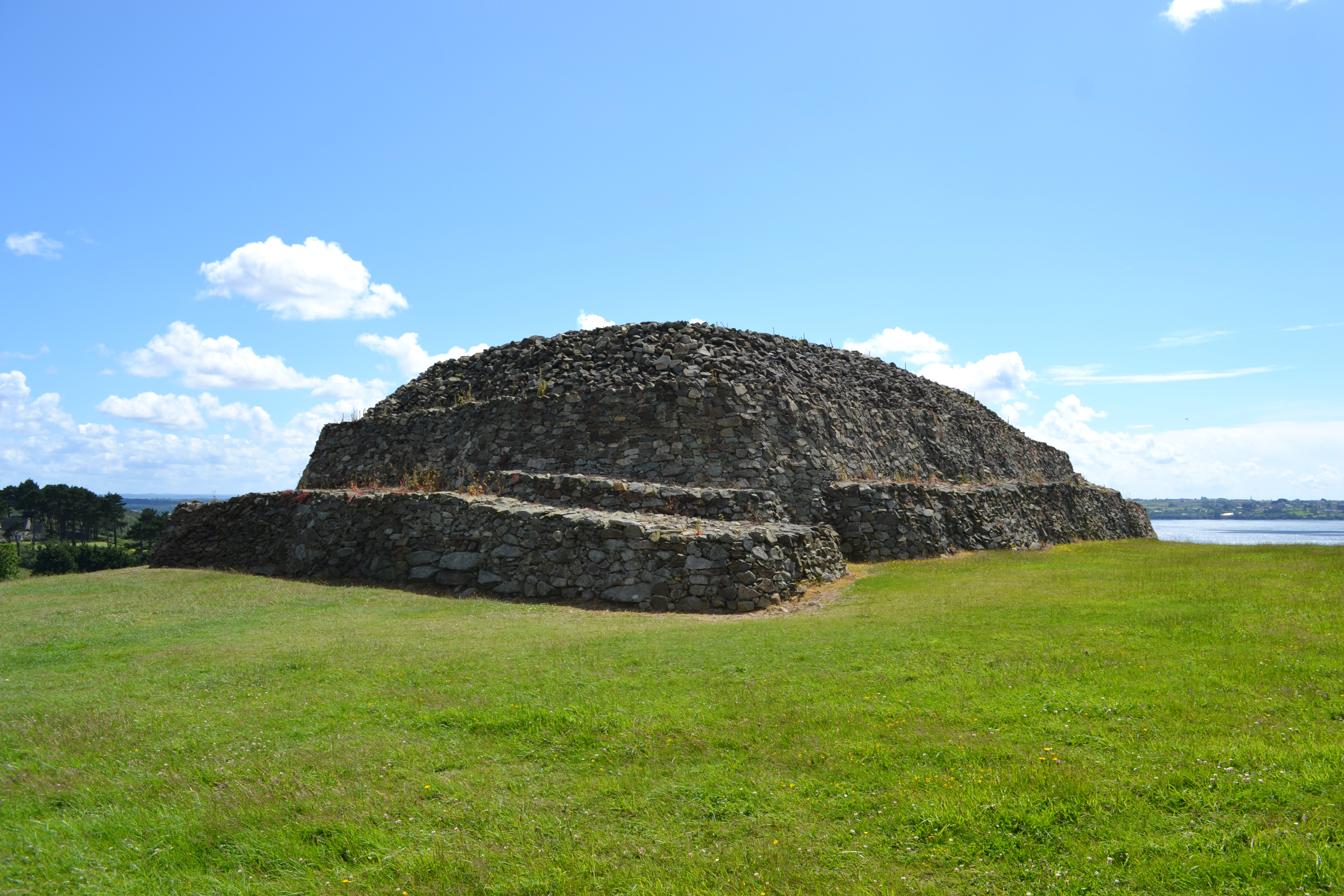
Tumulus de Barnenez.
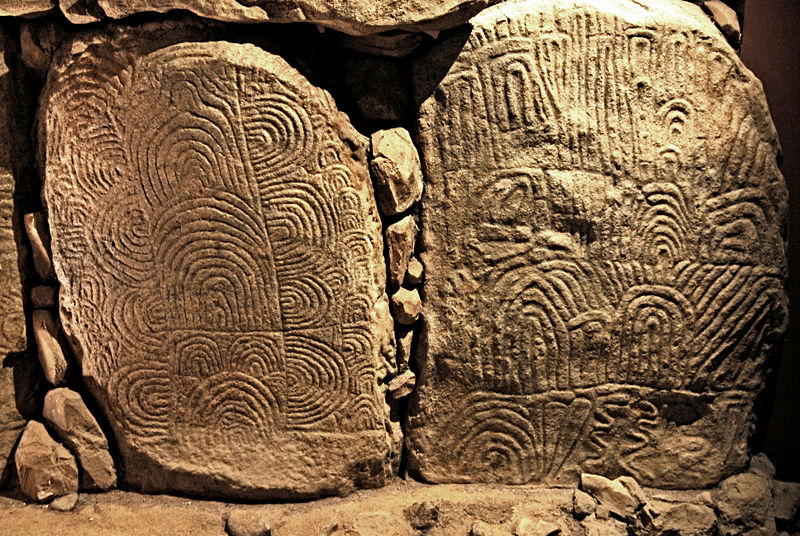
Grabados en el cairn de Gavrinis.

Además de estos túmulos, también están presentes los menhires, estando los más conocidos en la región de León, donde el más grande, de Kerloas, culmina a 9,50 m. El más grande jamás elevado, sin embargo, se encuentra en Brittany-South en Locmariaquer: el gran menhir partido de Er Grah que se eleva hasta los 18,5 m. También se pueden encontrar allí grabados y sus funciones son múltiples: indicadores de sepulturas, puntos de referencia astronómicos o topográficos, o incluso testimonio de un culto de las aguas. Los últimos menhires se erigieron alrededor de 1800-1500 a C. Pueden estar asociados en filas simples o múltiples, o bien en semicirculos o en círculos.

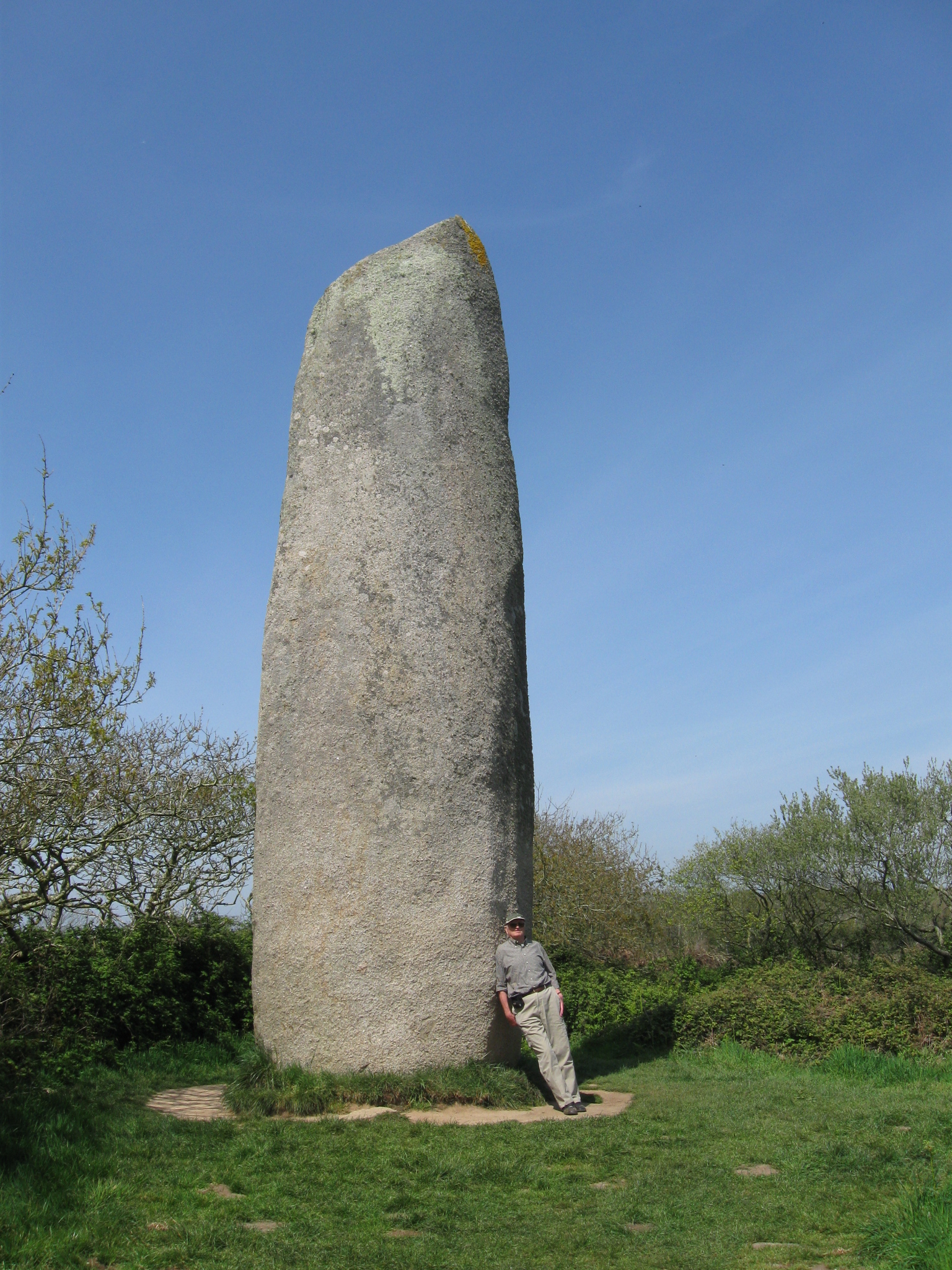
El menhir de Kerloas que alcanza los 9,50 m.
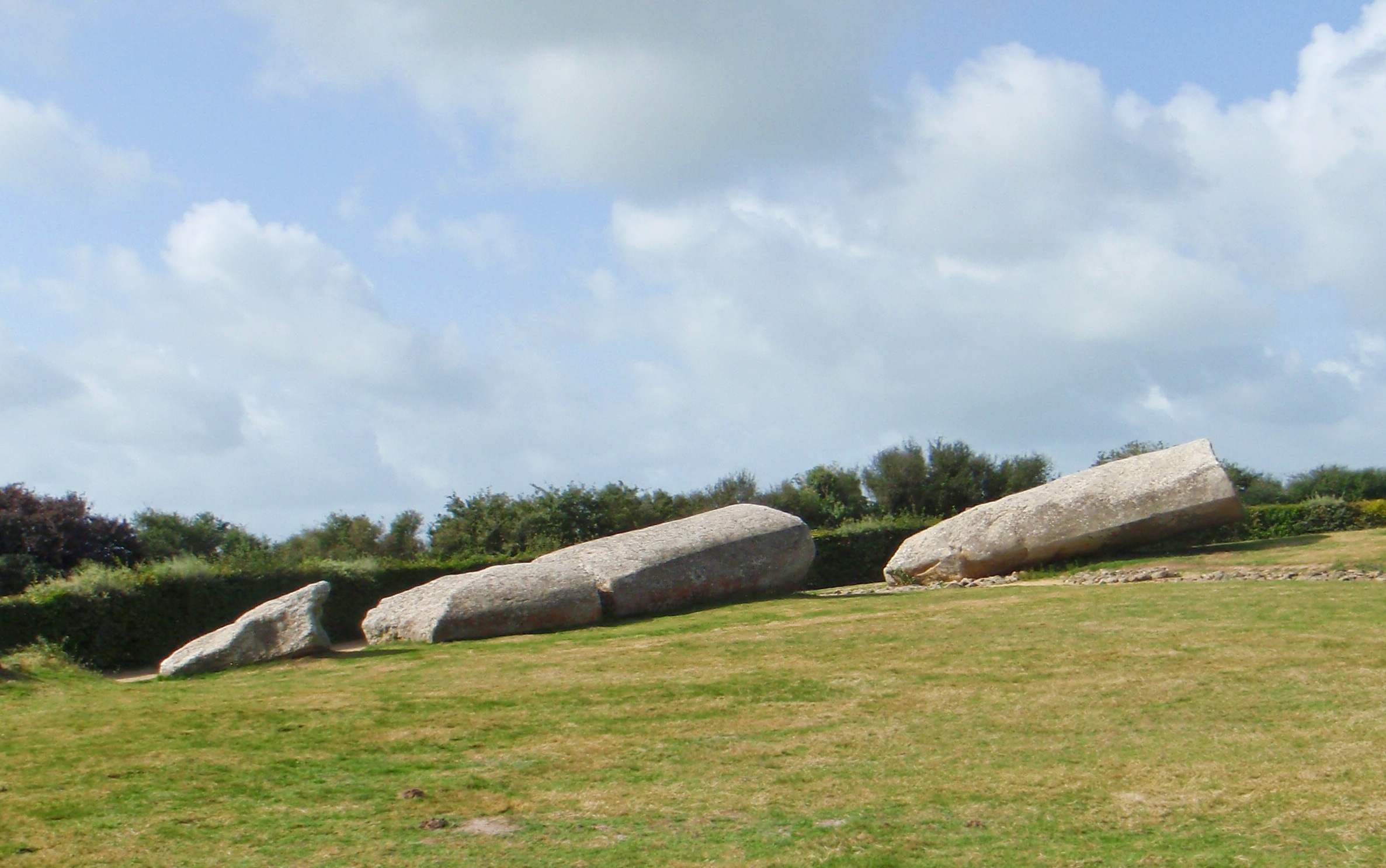
gran menhir partido de Er Grah que antes de su caída alcanzaba los 18,5 m.
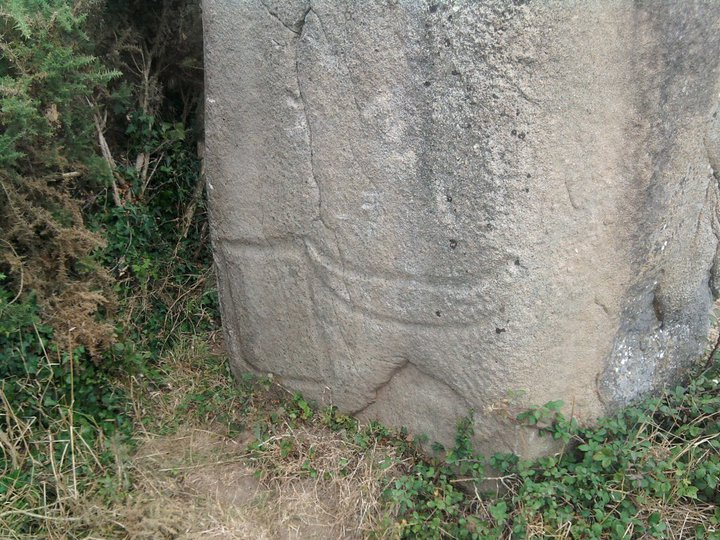
Grabados sobre el menhir de Kermaillard.
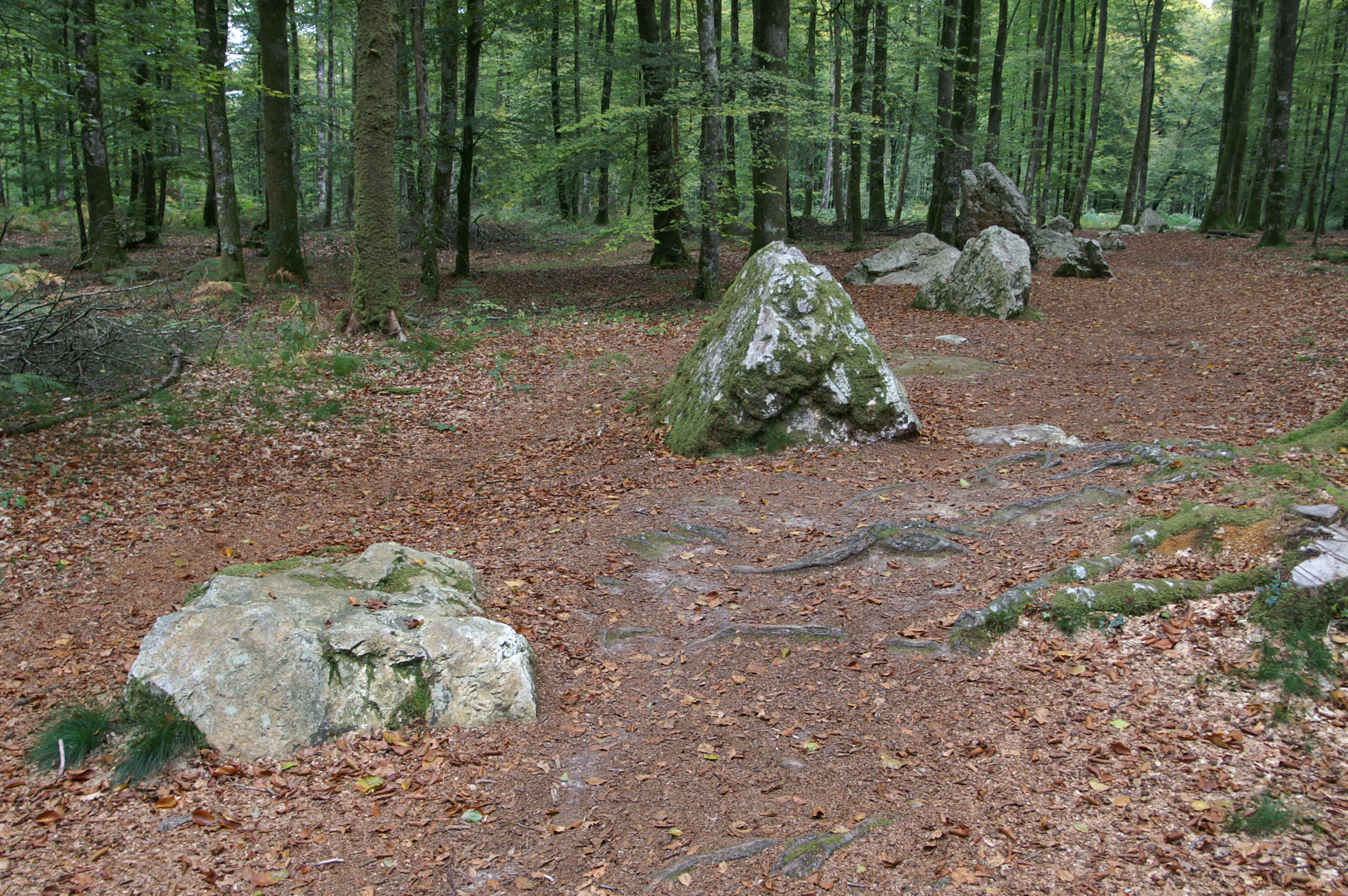
Ejemplo de alineamientos con el cordon des Druides.
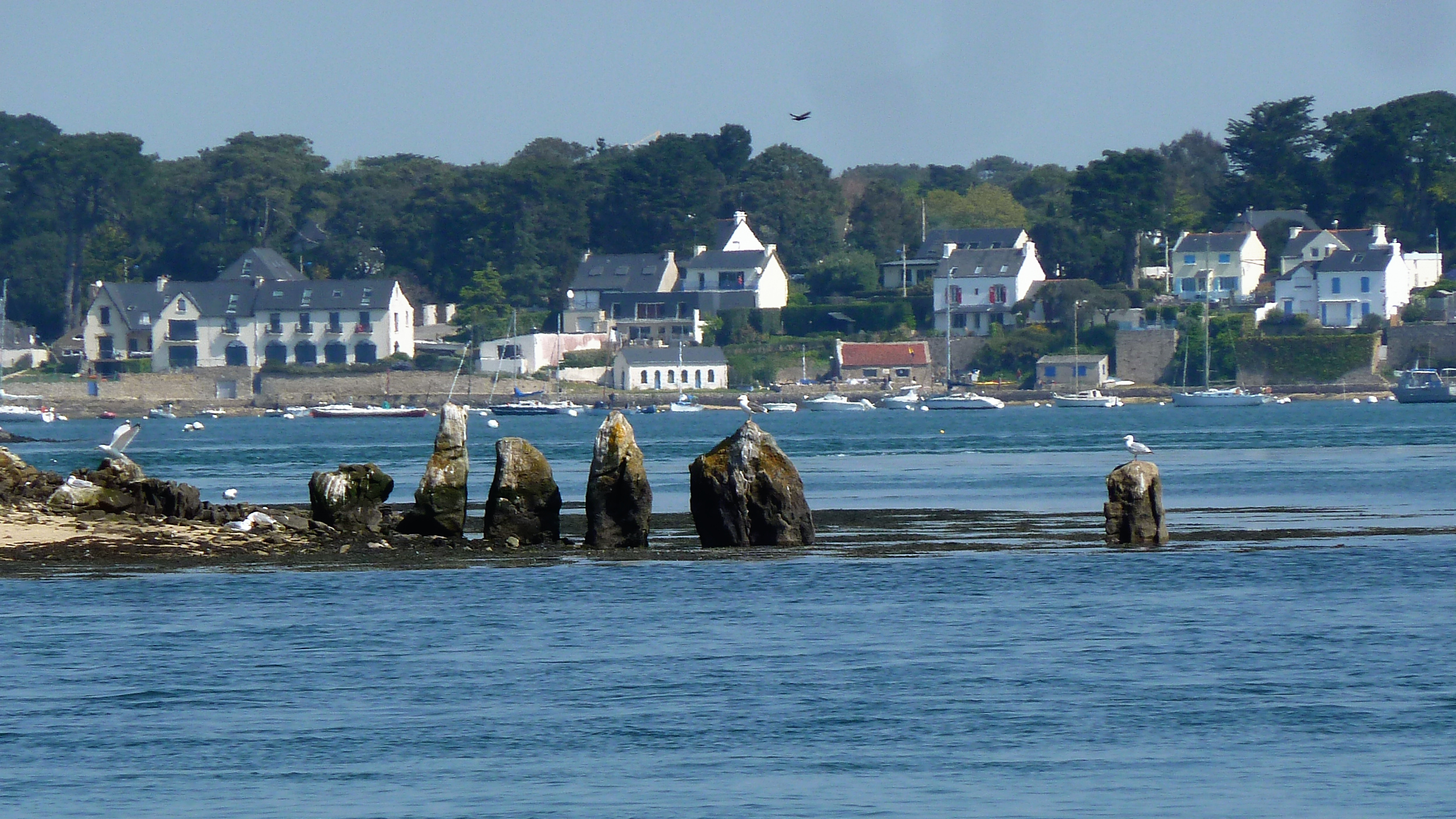
Cromlech de la isla de Er Lannic en círculo. Una parte se sitúa bajo el nivel del mar, testimonio de un ascenso de las aguas.
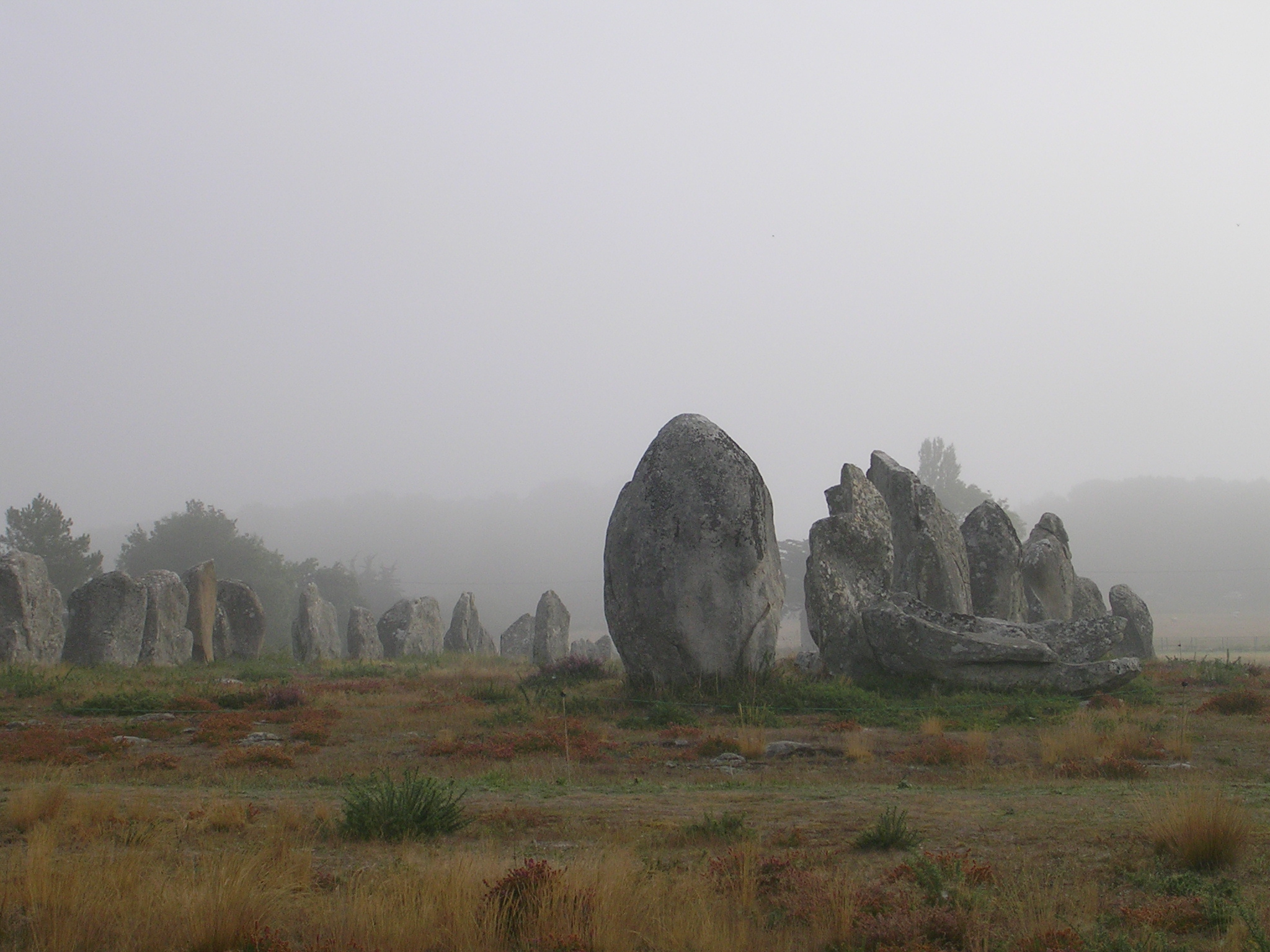
Alineamientos de Kermario en Carnac.

### Protohistoria

#### Una edad de bronce favorable a una región productora de estaño

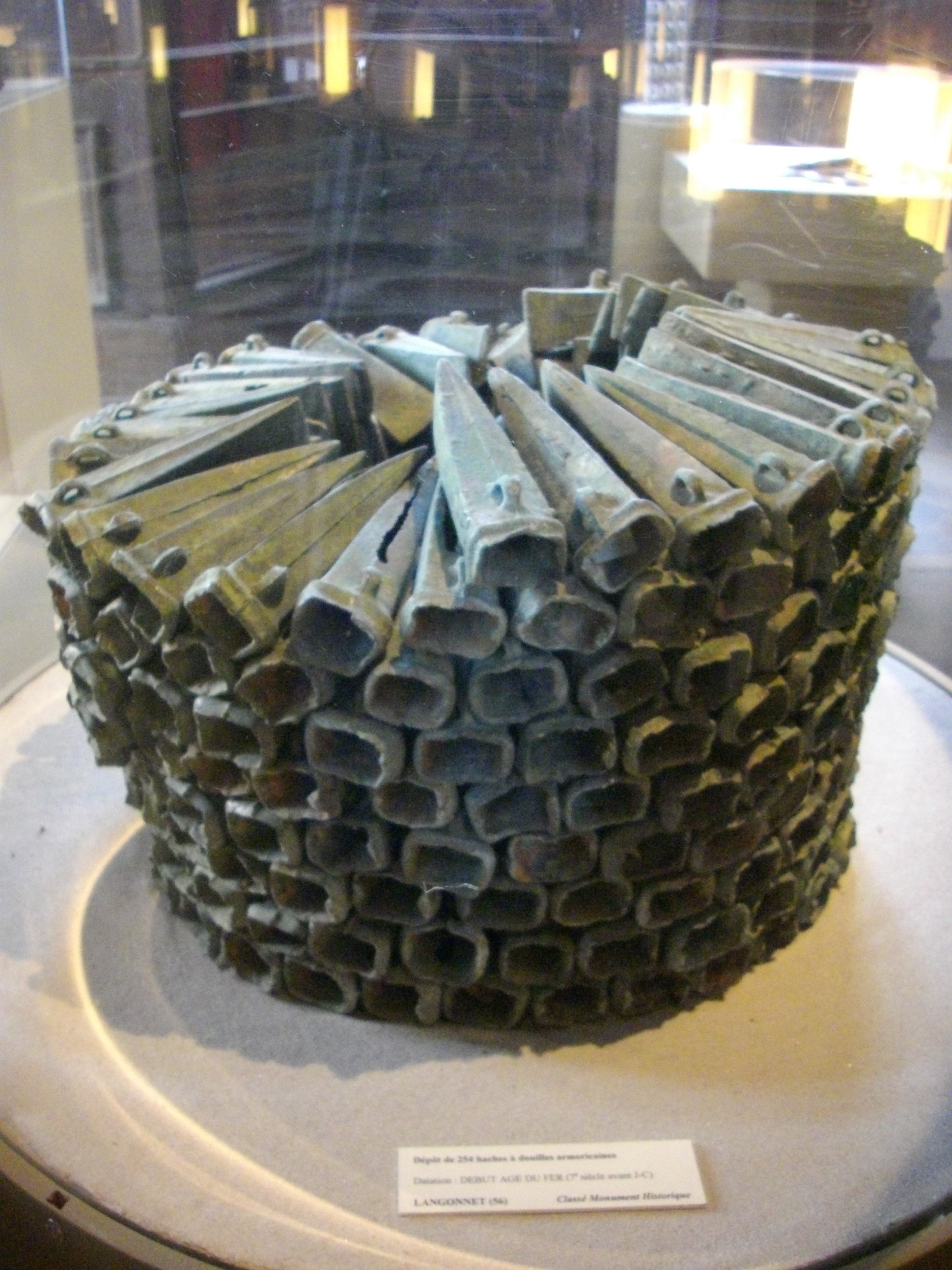
Hachas de empalme de la edad de bronce final encontradas en la región de Langonnet.

A mediados del III milenio a. C., los pueblos de la península armórica entraron en contacto, a través de las rutas marítimas y fluviales, con los pueblos de Europa central que comienzan a dominar la extracción y el trabajo de los metales. Objetos hechos en cobre o de un bronce mediocre procedentes de esta zona, regalos e intercambios de prestigio entre jefes, comenzaron a estar presentes en las tumbas de los dignatarios de la época; del mismo modo, hachas planas de cobre encontradas en las mismas condiciones y procedentes de la península ibérica y que datan del final del III milenio a. C. testimonian intercambios con esta zona geográfica. El subsuelo de la región que es rico en estaño, elemento utilizado en la fabricación del bronce, su extracción se desarrolló en Bretaña, dando lugar a la constitución hacia 2400-2200 a. C. potentes chefferies capaces de asegurar al menos su extracción, si no su exportación. Estos intercambios comerciales desempeñaron un papel impulsor en la propagación de nuevas técnicas y expresiones artísticas; por lo tanto, las espadas y puñales descubiertos en Hesse renano o en los túmulos de Wessex muestran fuertes similitudes con sus homólogos bretones. Estas tumbas-túmulos con una estructura de madera, como los túmulos de Kernonen, individuales y a veces de 10 m de altura, ya antiguos en Alemania y Dinamarca, comenzaron a aparecer en la costa norte de Finistère en esa época, antes de propagarse en el sur de Finistère y luego en el centro-Bretaña. La presencia de tumbas más pobres tiende a mostrar una sociedad altamente jerarquizada y especializada.
En la Edad del Bronce Medio, entre 1400 y 1000 a. C., el uso de este metal se amplió. Ya no estaba reservado a las armas y los guerreros, sino que comenzó a aparecer en herramientas (hachas, tijeras) y adornos. Hacia el final del período, los talleres bretones producían un hacha muy recta, con un tope mediano, y decorada con una nervadura a lo largo de la hoja, fabricada en serie y almacenada en cantidad, utilizada como un elemento pre-monetario en el marco de los intercambios comerciales. El poder político probablemente pasó en ese momento de los guerreros a los mercaderes.
Entre 1000-700 a C., la Edad del Bronce Final vio el auge en Europa de la cultura de los campos de urnas, que sustituyó los túmulos funerarios por cremaciones en urnas, de la que está excluida la región. Esto se debe a una reconfiguración de los ejes comerciales resultantes de la caída de los imperios hititas y micénicos y a la emergencia de ciudades griegas y etruscas, así como a la cultura de Hallstatt: del canal de la Mancha y del océano Atlántico, las corrientes económicas se reorientaron hacia la Europa oriental y meridional. Los avances técnicos, sin embargo, son notables en esa zona en el momento, tales como las espadas llamadas «à langue de carpe» ('de lengua de carpa'), cuyo tamaño y estilo sugieren el uso por caballeros, hipótesis apoyada por la presencia de los bocados en bronce y de piezas de enjaezamiento en los yacimientos de la época.

#### Un espacio marginalizado en la Edad del Hierro
Los siglos IX y VII a. C. vieron la aparición en el norte de los Alpes del trabajos del hierro, cuyas cualidades son superiores a las del bronce, lo que provocó un descenso en su demanda, y, por lo tanto, en la demanda del estaño. Los intercambios comerciales se reestructuraron en torno a un corredor Ródano-Sena, marginando a la región que ahora se encontraba en la periferia. Los objetos hechos por los fabricantes de bronce armoricanos se vuelven cada vez más arcaicos en comparación con los objetos de hierro producidos en Europa Central, y estos aparecen solo muy tarde y en pequeñas cantidades en la región. El contenido de las tumbas del período muestra un empobrecimiento de las élites, cuyas tumbas no difieren en mucho del resto de las del pueblo.
El primer registro escrito que trata de Bretaña, probablemente, lleva alrededor de 500 a. C. en una descripción de cartaginés Himilcon que, viajando más allá de las Columnas de Hércules, evocó un «Œstrymnis» o «îles Œstrymnides» con ricas minas de plomo y estaño, cuyo nombre está próximo a los osismos de los que hablara también Julio César siglos tarde.
Hacia el final de la edad de hierro, La Tène entre 450 y 57 a C., la Armórica estaba constituida por un conjunto de pueblos de vocación marítima marcados por una relativa aculturación celta. La deforestación y el desbroce a gran escala en esa época fueron destacados por los análisis polínicos, siendo la madera utilizada ampliamente para la construcción, y las zonas vueltas cultivables sembradas de centeno, trigo, y, probablemente, de alforfón o trigo sarraceno. Las estimaciones hechas a partir de fuentes históricas indican una población de entre 150 000−300 000 habitantes.
Las producciones artesanales como la carpintería y la cerámica son poco conocidas por falta de fuentes, pero el desarrollo de una actividad de enladrillado es notable y apreciada por los romanos. Las gentes de la región profesaban entonces un culto a las aguas, especialmente a los manantiales, y probablemente a otros lugares como roquedos o islas, así como a pequeñas estatuillas de diosas madres, que atestiguan un culto a la fertilidad. Algunas deidades también eran veneradas, como Mars Mullo, en Rennes o en Nantes, o Sirona, en Corseul.

Distribución de los diferentes pueblos durante la época prerromana.
Osismos
Vénetos
Coriosolites
Redones
Námnetes

En 124 a C., la victoria de Roma sobre los saluvios permitió a los comerciantes romanos obtener un mayor acceso a la Galia, especialmente para vender vinos italianos. en la misma época, Bituitos, rey de los arvernos, pueblo que luego dominará la Galia, también fue vencido por los ejércitos romanos en 121 a C., lo que confirió a los armoricanos una mayor libertad. Los vénetos fueron los primeros en acuñar moneda, seguidos de los riedones, los námnetes y los osismos a finales del siglo II a. C. y después por los coriosolites en 90-80 a C. Estas monedas se han encontrado en sitios de Wessex, lo que demostraría actividades comerciales en ambos lados del canal de la Mancha. Del mismo modo, la presencia de numerosas ánforas muestra que la región estaba bien conectada con las rutas comerciales romanas antes de su conquista. Además, la presencia de un senado entre los vénetos muestra la presencia de un embrión de organización política. Una romanización indirecta, a través del comercio, ya estaba en funcionamiento cuando las legiones de Julio César atacaron la región durante el verano 57 a C..

## La Armórica romana

### Conquista e integración
En el marco de las guerra de las Galias, Julio César comenzó con sus generales a conquistar desde 57 a C. una zona que va de la Galia Transalpina a la Galia Bélgica. Publio Licinio Craso fue enviado a la cabeza de una Legio VII Claudia de 6000 hombres, y atravesó las actuales Normandía y Bretaña sin encontrar resistencia. Después de tomar rehenes en las tribus conquistadas y sin dejar tropas, se fue para pasar el invierno a la región de Angers, entre los andes. Después de una escasez de trigo donde se encontraba la VII Legión, las autoridades romanas enviaron tropas requiriendo grano. Los enviados de Craso fueron tomados como prisioneros entre los vénetos, quienes a cambio exigieron la liberación de sus rehenes. A esto se agregó el temor por parte de los pueblos de la región de que los romanos monopolizasen el comercio entre la Galia y la isla de Gran Bretaña, de donde obtenían su riqueza los mercaderes de la región. Todo esto llevó a una alianza de estos pueblos de la fachada marítima contra los romanos.
La coalición agrupó una flota de 220 navíos mientras que durante el año 56 a C., los romanos construían una flota de barcos. El combate tuvo lugar en septiembre del mismo año en la bahía de Quiberon o en el golfo de Morbihan, pero la falta de viento, necesario para maniobrar sus naves mucho más pesadas, los vénetos fueron derrotados. En otros dos frentes, terrestres ambos, los coriosolites fueron derrotados en la zona de Avranches, y los vénetos, los osismos, y parte de los námnetes y de los redones fueron derrotados en la región de Amanlis.
Varias revueltas continuaron estallando en los años siguientes. En 54 a C., después de una rebelión de los eburones, una coalición armoricana comenzó a marchar hacia la Legio XIII Gemina, pero finalmente retrocedió a raíz del aplastamiento de los nervios por César. En 52 a C., las tropas de la región participaron en la alianza para rescatar a Vercingétorix haciendo levantar el asedio de Alesia. El año siguiente, participaron esta vez en una alianza a favor de Dumnacos, líder de los andes. El poder romano entonces tuvo una política más conciliatoria para evitar nuevas revueltas, confiando en particular en las élites tradicionales. La actual Bretaña está integrada en la Galia Lugdunense, y la región fue dividida en cinco ciudades, alrededor de los námnetes, redones, vénetos, coriosolites y osismos.

### En el Imperio romano

#### Edad de Oro de la Armorica romana durante laPax Romanade los siglosIyII
Bajo los reinados de los emperadores Claudio y Nerón, del 41 y 58, la integración cultural y económica de la región con el Imperio Romano se aceleró. Esto llevó a un período de auge político y comercial durante el siglo II bajo la era de la Pax Romana, y correspondió con una edad de oro de Armórica bajo la ocupación romana. Culturalmente, una forma de sincretismo se operó entre las divinidades romanas o asiáticas y los cultos locales, lo que vio el establecimiento de una religión galo-romana.

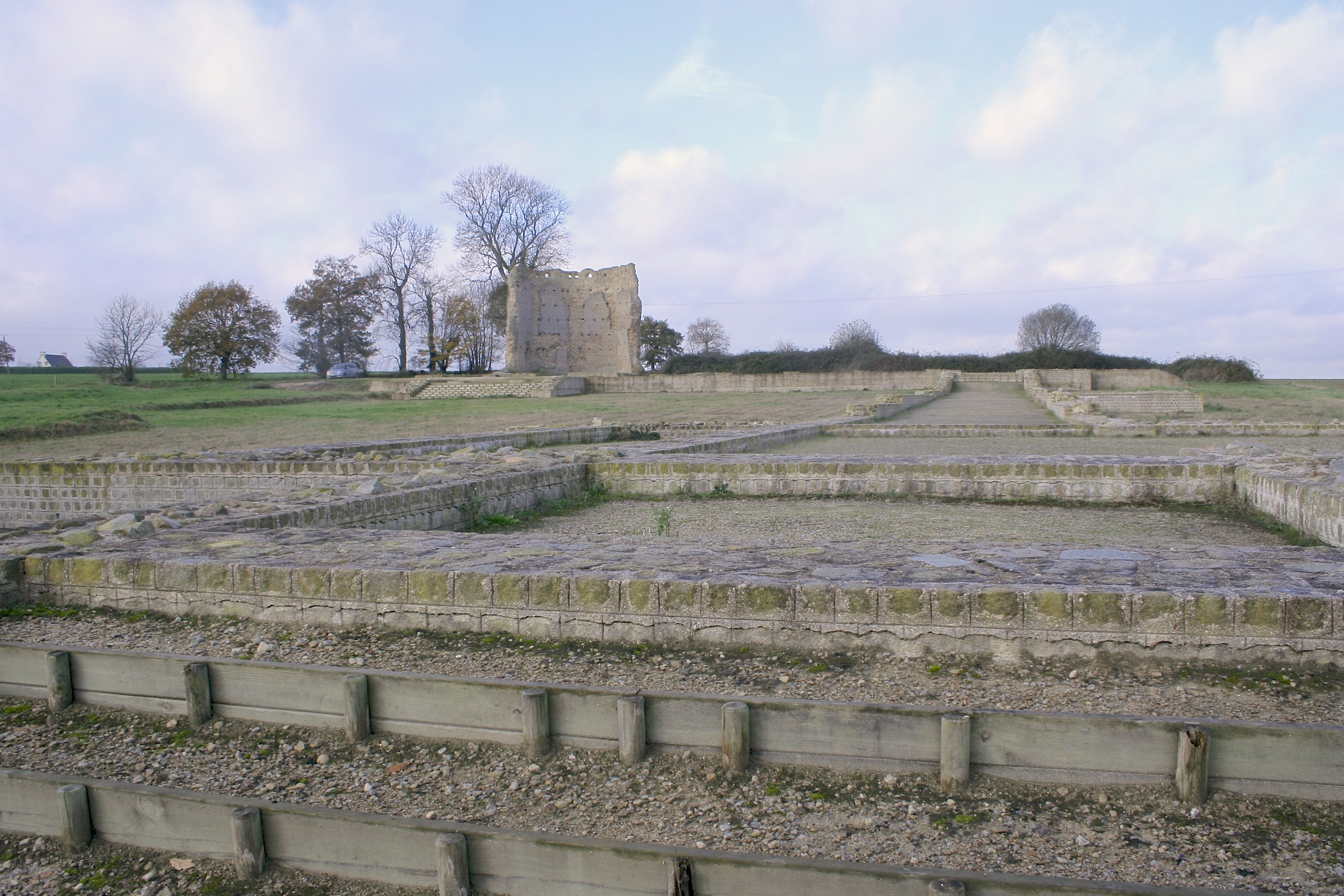
Restos de un templo dedicado al dios Marte cerca de Corseul.

Las ciudades jugaron un papel importante en la sociedad de la época. Los principales centros urbanos (Rennes, Corseul, Carhaix, Vannes, Nantes, Quimper...) adoptaron una planta en cuadrícula ortogonal de calles o grandes monumentos, como templos, tribunales o baños públicos, o se crearon para algunas ex-nihilo.
Fueron administradas por asambleas que agrupaban a las élites locales que no solo estaban a cargo de los asuntos financieros y administrativos sino también de la justicia y del mando de las fuerzas armadas. Esta organización permitió a algunos acceder a altos cargos en el seno del Imperio, y en este periodo al menos dos armoricanos accedieron a una posición importante en la Asamblea de las tres Galias.

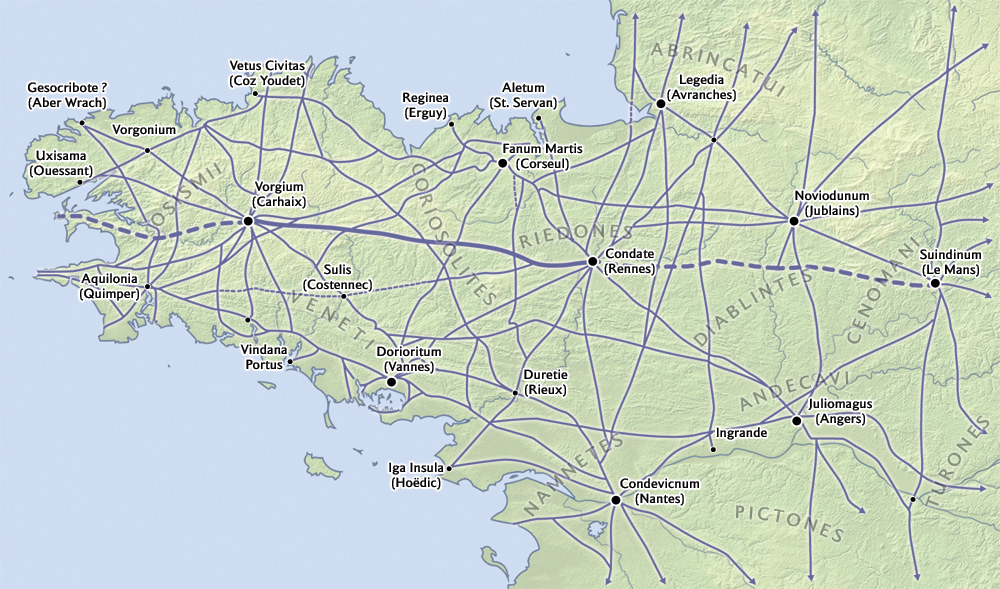
Vías romanas en Bretaña

Se establecieron varios ejes de comunicación. Las ciudades fueron conectadas entre sí por calzadas romanas que cruzaban la región; tres grandes ejes de este a oeste estructuraron la red, que seguía a lo largo de las costas norte y sur, así como el centro pasaba a lo largo de un eje Le Mans-Rennes-Carhaix. Estas dos últimas ciudades se destacaron como los polos principales de la época, y una docena de vías convergían en cada una de estas dos ciudades. A lo largo de la costa, estas rutas terrestres pasaban por el primer vado que encontraban en los ríos, por lo que ciudades como Lannion, Morlaix, Quimper o Vannes se desarrollaron gracias a su ubicación frente a sus ríos respectivamente. Estos ejes se siguieron utilizando hasta su reorganización por parte del duque de Aiguillon hasta el siglo XVIII. Varios enlaces marítimos también conectaron la región con el mar Mediterráneo y con la isla de Gran Bretaña, siendo los principales puertos del momento Nantes, Vannes o Alet, mientras que havres más modestos como Le Yaudet, Landerneau, o Brest también se señalaron. Un tráfico fluvial bastante intenso también fue notable en el Vilaine y en el Rance.

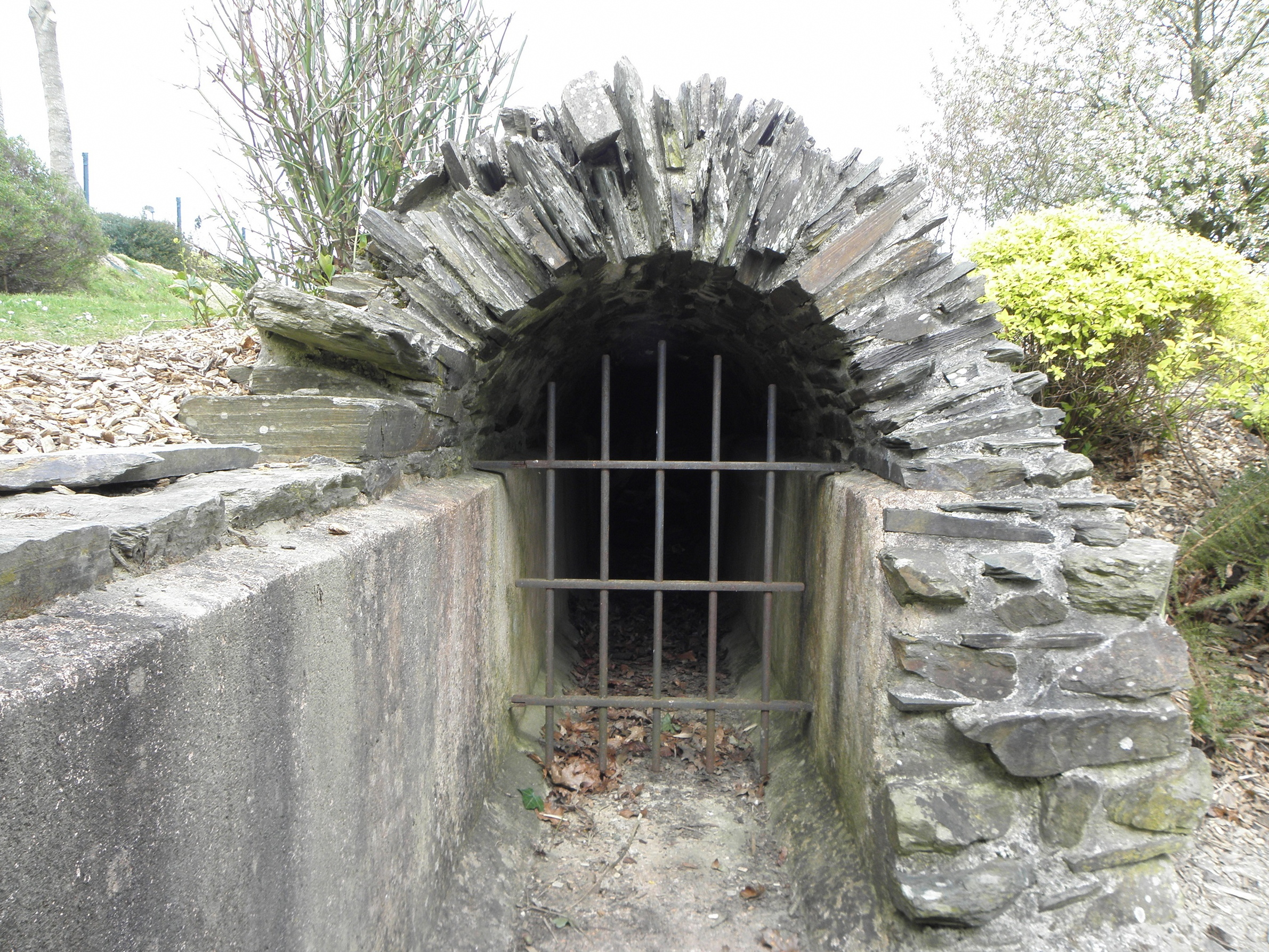
El acueducto romano de Carhaix-Plouguer (Vorgium).

Las campañas siguieron concentrando la mayor parte de la población, y más de 5000 establecimientos rurales se registran en la región, pero con una distribución desigual: densa alrededor del Rance, de la bahía de Saint-Brieuc y en el Trégor y el Léon, pero casi ausente de los montes de Arrée. Estas eran en parte explotaciones medianas donde los campesinos libres trabajaban ellos mismos su propia tierra y vivían en viviendas relativamente modestas, y en parte grandes villas que pertenecían a la clase de la curia y donde trabajaban esclavos dirigidos por un administrador y cuyos edificios a veces cubrían varias hectáreas. El cultivo de cereales tales como trigo, centeno, cebada, mijo y la avena eran la producción de base, a la que se añadían un cultivo de frutas y legumbres adicionales, así como las del lino y del cáñamo. Las osamentas de vacas, bueyes, cerdos, ovejas y aves de corral permiten establecer que era habitual la práctica de criar estos animales. Los restos de ánforas de vino y de aceite destacan la integración de estas explotaciones en los circuitos comerciales.
En la costa, las pesquerías de estuarios y los viveros de peces completaban una pesca de anzuelo más clásica. Esta actividad permitió el auge de «fábricas» de salazón, la mayoría de las cuales estaban ubicadas entre la bahía de Saint-Brieuc y la desembocadura del Blavet, de ellas el 60 % de los treinta sitios referenciados se concentraban alrededor de la bahía de Douarnenez. Además de esta industria, las minas continuaron siendo explotadas, pero la debilidad de sus producciones (hierro, plomo, estaño u oro) limitaban sus salidas a un área regional.

#### La Armórica en un mundo romano en crisis (siglosIIIalV)

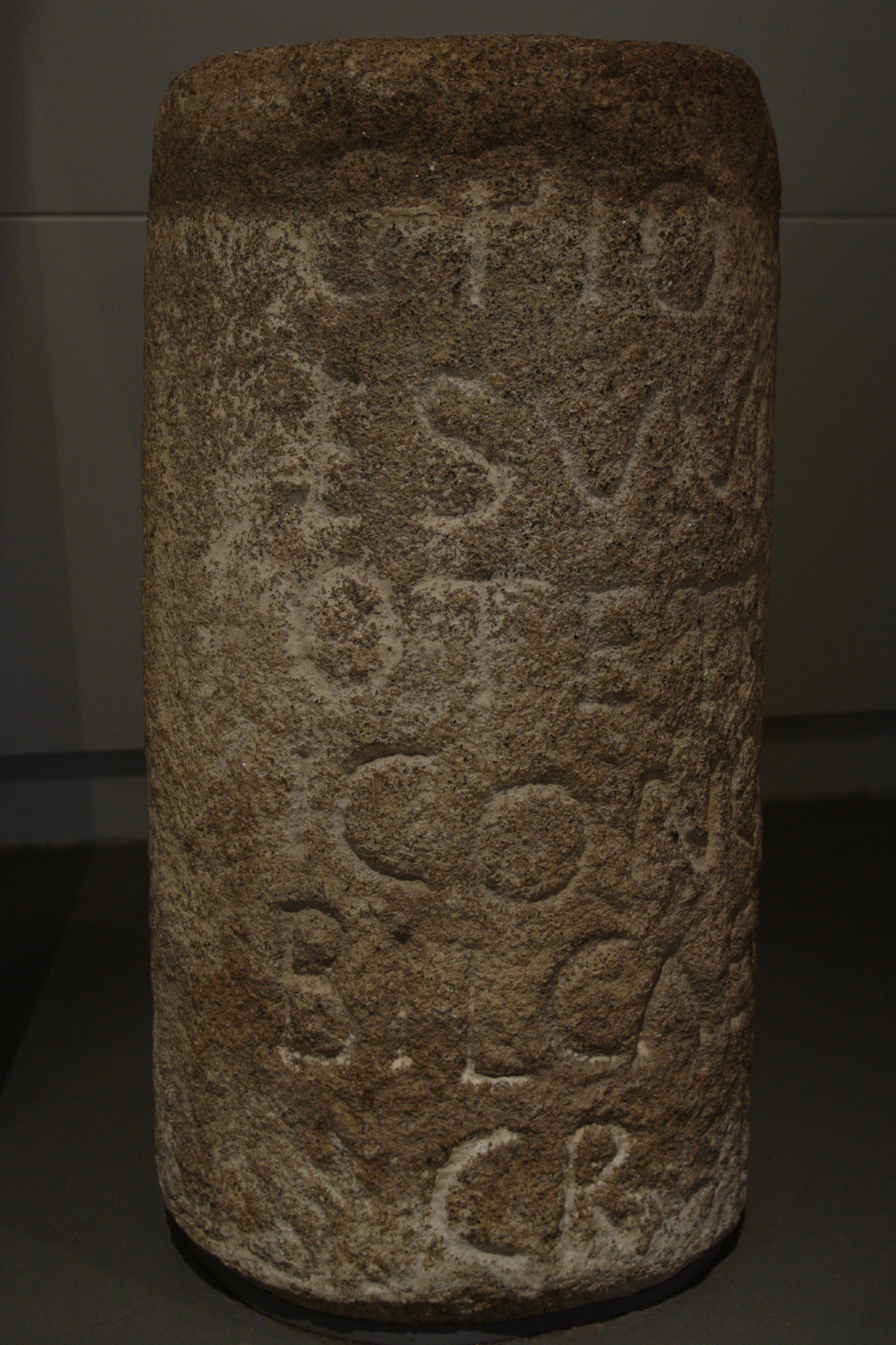
Piedra miliar dedicada al usurpador Tetricus I, proveniente de Saint-Gondran.

El advenimiento del imperio galo en 260 colocó toda la provincia de Armórica bajo el dominio del usurpador Póstumo. De este período datan varios hitos miliares que llevan su nombre o los de sus sucesores mostrando la lealtad de la región al régimen disidente. El período estuvo marcado por un aumento de las expediciones de piratas francos a lo largo de las zonas costeras y fluviales, lo que entrañó enterramientos significativo de monedas. El final en 274 de la secesión de la provincia no devolvió la seguridad. Las últimas décadas del siglo III vieron el abandono de muchas villae costeras, lo que resultó en la disminución de los cultivos frente a los bosques y la construcción apresurada de murallas donde, como en Rennes o Vannes, los materiales de construcción provenían de edificios públicos. Las redes comerciales a grandes distancias se cortaron, lo que tuvo el efecto de detener las industrias de salazón hacia 280 en Douarnenez como en Crozon; localmente, el acuñado de monedas alternativas, copiando las monedas oficiales, permitió la continuidad de los intercambios comerciales en una escala más limitada.
En 284, la llegada al poder del emperador Diocleciano y la instauración de la Tetrarquía devolvió poco a poco la seguridad. Se construyó una red de fuertes a lo largo de ambos lados del Canal, como en Brest, para la protección contra los raids de los pictos, escoceses, frisones o sajones (de ahí el nombre de costa sajona dado a este dispositivo); al mismo tiempo, la red de carreteras se reorganizaba para retirarse de la costa, pasando al norte por Saint-Brieuc, Morlaix, Landerneau y Brest, y pasando al sur por Nantes, Vannes, Quimperlé, Quimper y Châteaulin. Los laeti francos, poco numerosos, también fueron estacionados en tierras y fortalezas abandonadas para defender Armórica y luchar contra cualquier desembarco hostil. El éxito de estas medidas defensivas duró hasta 360, lo que permitió un renacimiento frágil de las ciudades, así como la reanudación de los intercambios comerciales.
La situación del Imperio Romano de Occidente se agravó nuevamente desde la mitad del siglo IV. Los germanos cruzaron el Rin en 352, seguidos por los alamanes en 365, y solo fueron derrotados en 366. En el otro lado del Canal, Teodosio el Viejo pacificó la Bretaña insular a partir del año 368. Fue probablemente en esta época cuando los primeros bretones insulares fueron convocados por el poder romano para asegurar la defensa de la costa de los Osismos contra los saqueos de escotos llegados de Irlanda. En 410, Britania fue definitivamente abandonada por Roma, lo que condujo a la constitución de reinos bretones independientes en los actuales País de Gales y Cornualles. La Armórica y parte del resto de la Galia comenzaron al mismo tiempo a salir del poder romano y, teniendo que asegurar sus defensas, probablemente recurrieron a la llamada de las tribus bretonas de la Bretaña insular, continuando así el movimiento migratorio ya iniciado. El oeste de la Galia fue brevemente reconquistado por Roma entre 417 y 424, pero después de esa fecha la región volvió a ser autónoma. Tropas llegadas de Armorica, sin embargo lucharon bajo el mando romano durante la Batalla de los Campos Cataláunicos en el año 451 contra Atila.

## De los reinos bretones al reino de Bretaña
La región cambió de denominación hacia la mitad del siglo VI, debido a las migraciones de los britano-romanos. Autores como Mario de Avenches, Procopio de Cesarea o Venancio Fortunato designan esta franja oeste de Armorica con el nombre de Brittania.

### Tensiones crecientes frente al poder franco

#### Reconstitución de un poder bretón en el continente

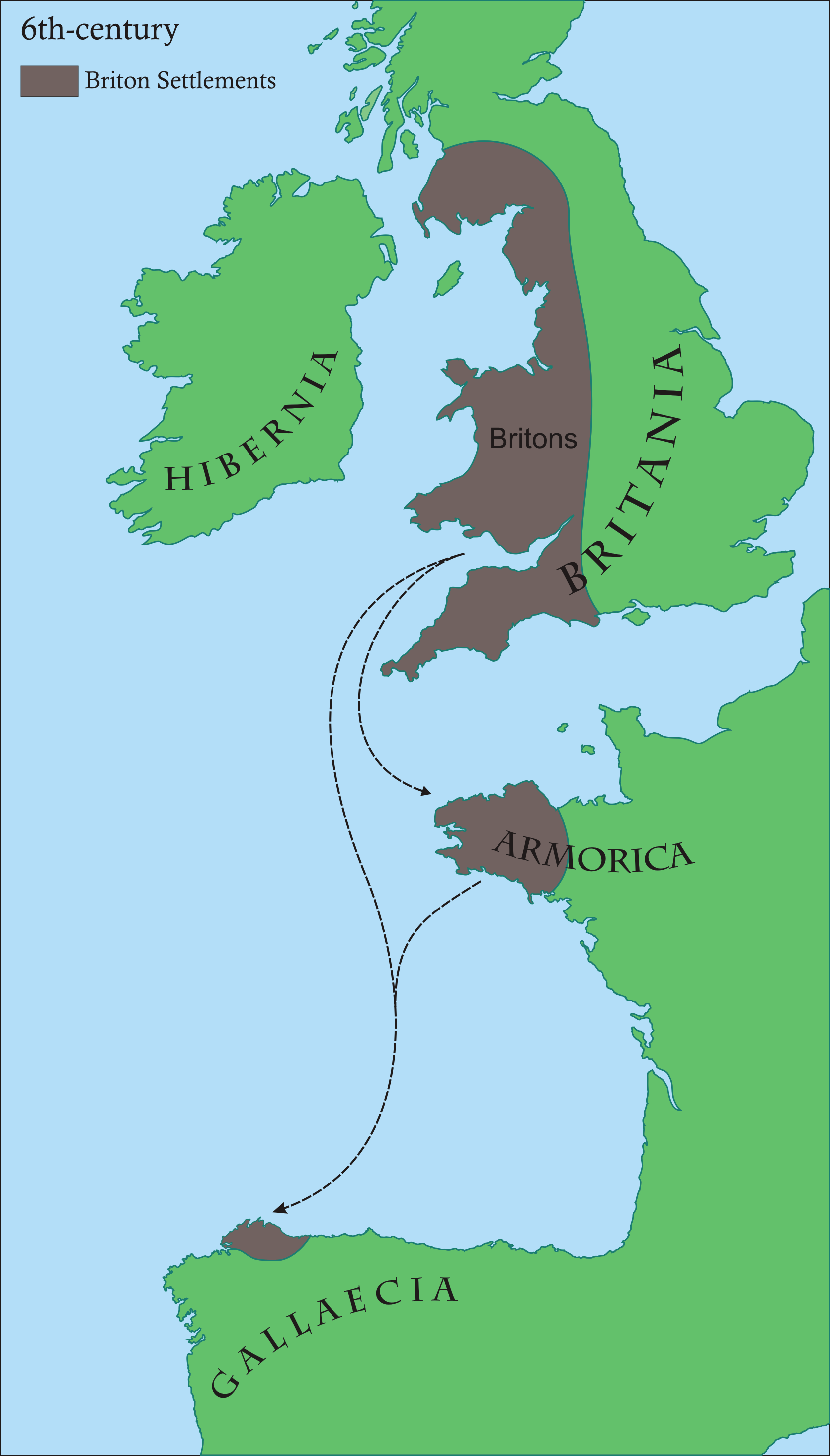
Lo esencial de las migraciones bretonas en el

Los emigrantes provenientes del otro lado del Canal desarrollaron un conjunto de instituciones que se distinguieron de las del resto de la Galia. Los clanes bretones reconstituyeron en Armórica las solidaridades clánicas preexistentes en la isla de Gran Bretaña, con la clave de la creación de tres reinos: Domnonia, Cornualles y Broërec, cuyas historias son mal conocidas por la ausencia de fuentes. La evangelización de los campos realmente comenzó en el siglo V. Se estableció una red de parroquias; su rastro aún está presente en los topónimos contemporáneos en Plou-, Lan-, o Loc-. Muchos monjes formados en el País de Gales llegados sobre todo desde el monasterio de Llantwit, recorrieron el país y difundieron un cristianismo celta. Fue entre estos eclesiásticos inmigrados que se forjó siglos después, la leyenda de los Siete Santos Fundadores de la Bretaña. En la misma época se estaba estableciendo la frontera lingüística bretona. En el oeste, donde las poblaciones bretonas eran las más numerosas, se desarrolló una mezcla de britónico y de galo que condujo a la formación del breton antiguo; en el este, el latín vulgar permaneció como lengua vernácula. Las migraciones a través del Canal aumentaron después de la derrota de los britanos insulares en la Batalla de Deorham en 577, que tuvo el efecto de separar las posesiones britanas de Gales, Cornualles y Devon. Con estos, reflejo de estas derrotas, la leyenda artúrica se difundió por el Continente.
Los bretones se encontraron por primera vez con los francos en la segunda mitad del siglo V, mientras estaban en una dinámica de expansión de sus territorios hacia el sur. Las tropas de Childerico I parecen haber sufrido una derrota militar frente a las tropas aliadas de armoricanos y de bretones, gracias a la experiencia táctica de estos últimos, heredada de Roma. Su hijo Clovis I también parece haber sufrido reveses en la región y prefirió negociar con estas poblaciones. La conversión reciente del rey franco al cristianismo facilitó las relaciones con una población cuya cristianización era más antigua. Un tratado de paz fue firmado alrededor de 510; a cambio del abandono formal del título de rey por parte de los gobernantes bretones, éstos disfrutaron de una independencia de facto, no debiendo rendir ningún tributo a los francos, en un espacio que ibaa en su límite oriental desde la desembocadura del Couesnon hasta la del Vilaine. Estos acuerdos permitieron una aceleración de las migraciones bretonas en Domnonia. Las relaciones entre los dos pueblos fueron pacíficas en la primera mitad del siglo VI, y bretones frecuentaron al rey merovingio, como Sansón de Dol, que iba a la corte de Childeberto I.

#### Poderes bretones contra poderes merovingios
Las relaciones entre bretones y francos comenzaron a extenderse desde la muerte de Childeberto I en 558. En el otro lado del Canal, los bretones insulares sufrieron una serie de derrotas contra los reinos anglosajones. Privados de estos apoyos insulares, los bretones continentales ya no eran vistos como peligrosos por el poder franco. Conomor, rey del oeste de Bretaña, se alió con el príncipe Chram en contra de su padre Clotario I. Las tropas de este último invadieron la región y mataron a Conomor. Más tarde, fue el rey de Vannes Waroch quien retomó la ofensiva sobre la frontera oriental de Bretaña. Las regiones de de Rennes y de Nantes fueron atacadas regularmente por incursiones de este rey. A pesar de varios tratados de paz, Waroch continuó con estas operaciones en la región y se enfrentó a las tropas merovingias. En la década de 580, el rey franco Gontran debió designar a Beppolène Dux para asegurar la defensa de las ciudades de Rennes, Nantes y Angers, prefigurando así la creación de la marca de Bretaña, establecida después por la siguiente dinastía franca. Carentes de fuentes, las consecuencias del conflicto son mal conocidas.
Un tratado de paz fue suscrito en 635 entre Judicael y Dagoberto I, fijando la frontera en una línea que pasaba por Dol, Montauban, Guipry, Redon y Saint-Nazaire. La sumisión o no de Judicaël al poder franco varía en función de las fuentes de la época, pero fuentes que datan de 691, indican que aprovechando el declive del poder merovingio, los bretones se liberaron de este poder.

#### Tentativas de integración en el poder de los carolingios
Después de su ascenso al poder en 751, los carolingios intentaron imponer su autoridad a las regiones periféricas. En tres cuartos de siglo, Bretaña conoció así siete invasiones de mayor o menor medida: en 753, 786, 799, 818, 822, 825, y 830, esta última permaneció en el estado de proyecto. A falta de poder presentar un frente común contra estas incursiones, las tropas bretonas debieron optar por la actitud defensiva hecha de revueltas esporádicas y sumisiones más o menos fingidas.

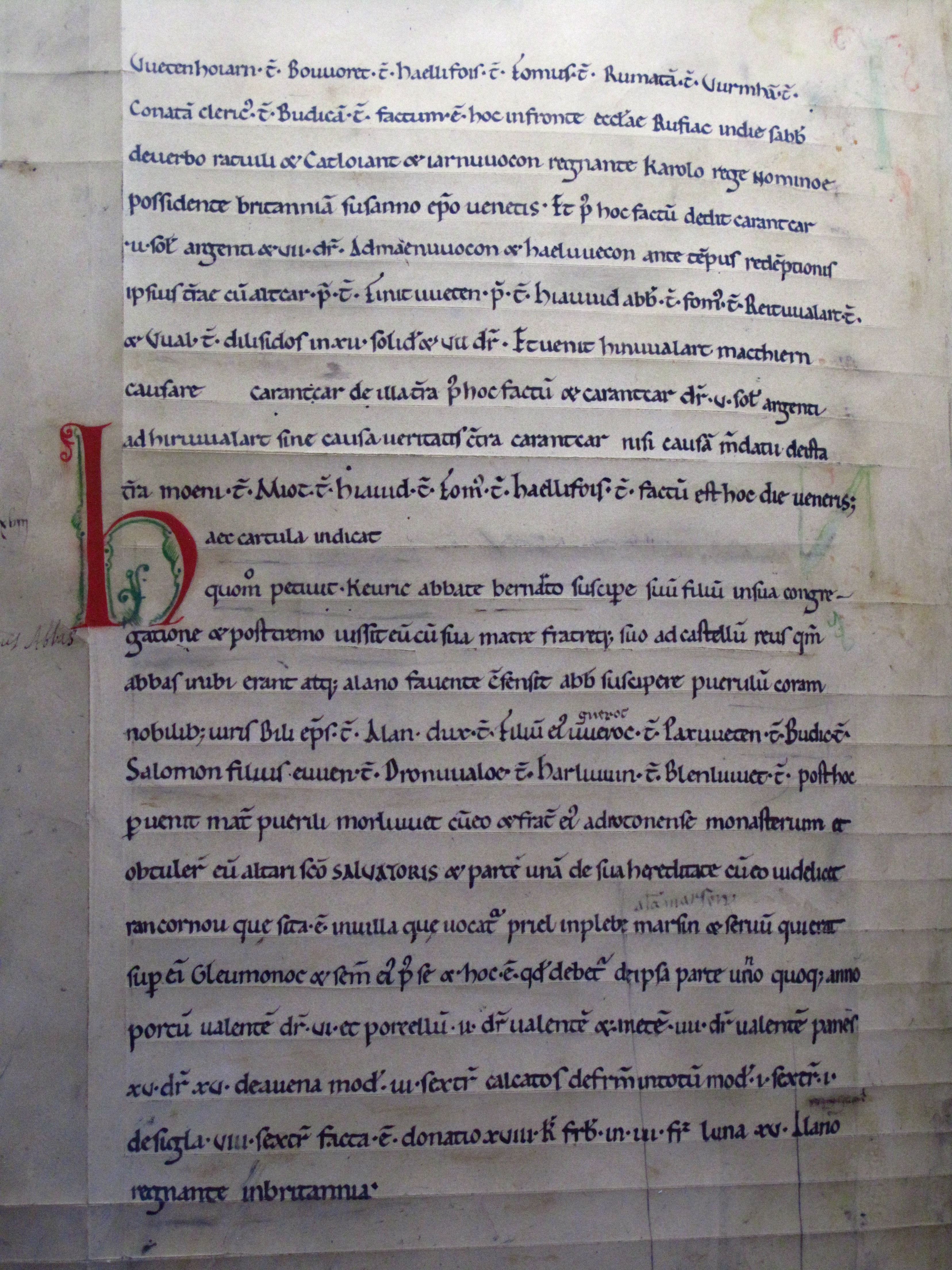
Extracto del cartulario de Redon, mostrando une progresión del sistema judicial franco en el Vannetais.

El poder franco estableció un comando militar a lo largo de la frontera oriental en una zona llamada las Marches de Bretagne. Esta zona incluía los condados de de Vannes, de Rennes y de Nantes. Roland fue uno de los primeros titulares de este condado. En el proceso de imponer su poder en Sajonia, Carlomagno nombró como comandantes de la Marca a miembros de la familia de los Widonidas. Su objetivo era romper las resistencias bretonas en la región, con el remate de una intrusión en 799. A pesar del éxito de esta última, el control franco de la zona era frágil, lo que llevó a una nueva intrusión en 811. El hijo y sucesor de Carlomagno, Luis el Piadoso, rompió con los hábitos de su predecesor, y comandó directamente dos ofensiva contra los bretones, en 818 y 822. Las tácticas de guerra de las dos partes se conocen a través de los escritos de Ermoldo el Negro: los francos aplicaron la política de tierra quemada, allá donde las tropas bretonas dependían de las acciones de guerrilla. Atacando a menudo por la noche, las tropas bretonas tiñeron sus ropas y sus escudos de negro, y los jinetes hacían un uso intensivo de las armas arrojadizas.
La imposición del poder carolingio también implicó una estrategia de aculturación. Extractos del cartulario de Redon muestran ya en 799 un avance del sistema judicial franco, al menos en el Vannetais. En 818, Luis el Piadoso llegó a un acuerdo con la abadía de Landévennec para que los monjes renunciasen a sus prácticas escocesas en favor de la regla de San Benito, favoreciendo así su integración en la Iglesia imperial.

### Tentativa de instauración de un reino de Bretaña

#### La constitución del reino de Bretaña
Su autoridad desafiada por sus hijos, Louis the Pious decidió en 831 aplicar en Bretaña una política ya utilizada por sus predecesores en otras partes del imperio, es decir, nombrar a un noble local como su representante. A Nominoë se le confió el cargo de Missus Imperatoris, con amplios poderes en el ámbito administrativo, judicial, y también en el religioso. El poder carolingio precipitó así el proceso de unificación del poder en Bretaña. Nominoë tuvo la oportunidad en los años siguientes de demostrar su lealtad al poder carolingio, primero en el año 833 cuando Luis el Pío perdió temporalmente el poder y los partidarios de Lotario I estaban activos en la región, luego en 840 cuando el nuevo emperador Carlos II el Calvo le pidió que se sometiese a su poder. Las relaciones comenzaron a envenenarse cuando Carlos II el Calvo nombró a Renaud d'Herbauges como conde de Nantes; Lamberto II de Nantes, otro pretendiente a este cargo, logró aliarse con Nominoë en contra de esta decisión. En 843 las tropas de Renaud atacaron a las de Nominoë durante la batalla de Messac; este último se consideró liberado de su compromiso de lealtad. En 845, Carlos el Calvo volvió a Bretaña a la cabeza de un pequeño ejército, pensando poder someter a Nominoë, pero fue derrotado en la batalla de Ballon. Un tratado de paz fue firmado entre las dos partes en 846.
Las tensiones se reavivaron en la primavera de 849. Punto de partida de lo que se llama a veces «cisma bretón», Nominoë acusó a los obispos que estaban a favor de los gobernantes francos de simonía y los sustituyó por clérigos que le eran favorables. En 850, Nominoë tomó la iniciativa de un ataque militar contra Angers. Al año siguiente, Carlos el Calvo perdió las ciudades de Rennes y de Nantes, en favor de Nominoë, pero este murió repentinamente el mismo año. Su hijo Erispoë lo sucedió y superó a las tropas de Carlos el Calvo en la batalla de Jengland en agosto de 851. Esta campaña marcó un cambio de las tácticas militares de los bretones: tomaron la ofensiva y aceptaban las batallas frontales, incluyendo el uso de su caballería ligera para romper las líneas de los francos. El tratado de Angers, firmado en septiembre de 851, confirió a Erispoë el título de rey, así como la soberanía de los países de Rennes, Nantes y de Retz.

#### Sociedad y cultura nominoense
Los campesinos independientes constituyeron la mayor parte de la sociedad rural, junto con los colonos (hombres libres, pero vinculados a la tierra) y esclavos que coexisten. Las mujeres disponían libremente de sus bienes, ya proviniesen de una herencia familiar o de una donación del marido. Los machtierns manejaban las parroquias: esta función hereditaria afectaba a los dominios judiciales y fiscales, y también se ocupaba de la gestión de los terrenos deshabitados. Sin embargo, los príncipes bretones quisieron reducir la autonomía de estos jefes mediante el establecimiento de una administración de tipo carolingio, y desde el reinado de Salomón de 857 a 874, estos tienden a desaparecer. La mortalidad infantil era alta, lo que no impidió que algunos alcanzasen una edad bastante alta (vestigios de reumatismo en los esqueletos), y el tamaño promedio era de alrededor de 1,68 m para los hombres, y de 1,56 m para las mujeres.
La agricultura presentaba algunos modos característicos. Tres cereales se cultivaban principalmente: trigo, centeno y avena. La cultura de este último probablemente estuviese relacionada con el auge de la caballería en el ejército bretón. Los rendimientos permanecieron bajos, del orden de 3−3,5 hectolitros de grano por hectárea. La cría de cerdos y bovina fue una actividad complementaria esencial, y se practicaba en las zonas de barbecho, de brezales y de bosques. La viticultura se practicaba alrededor del golfo de Morbihan, en el estuario del Rance y en las cuencas de Rennes y Nantes. El cultivo de sal también experimentó un nuevo auge en las costas alrededor de Vannes y en ambos lados de la desembocadura del Loira. Muchas tierras fueron desbrozadas en ese momento, y la landa fue una de los espacios dominantes con el desarrollo de la apicultura, actividad ya antigua. La pesca se practicaba mediante red o anzuelo, pero también en las pesquerías a lo largo de los ríos.

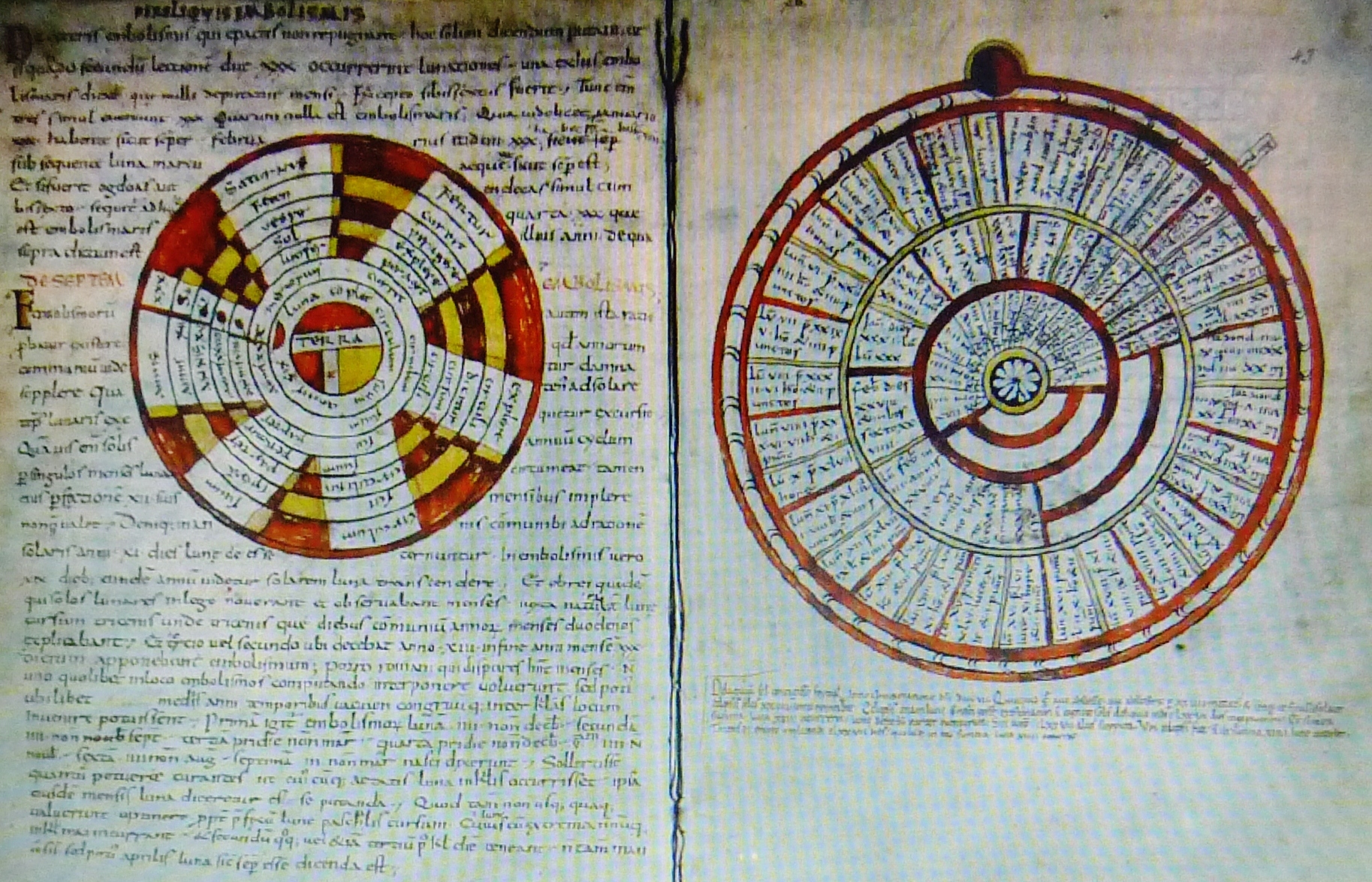
Recueil d'astronomie et d'algèbre escrito en 897 por monjes de la abadía de Landévennec. Biblioteca municipal de Angers.

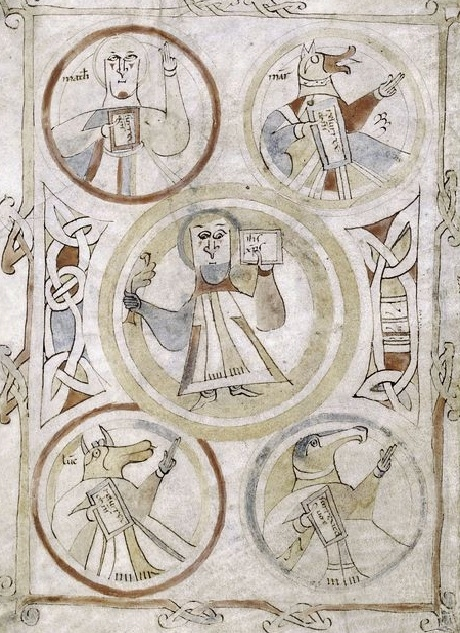
Representaciones antropozoomórficas de los cuatro apóstoles. Evangelios de Landévennec, ca. 900. Biblioteca bodléienne, Oxford.

La cultura evolucionó según los juegos de poder. La lengua bretona se convirtió en el idioma de los dominantes, incluso si la extensión al este hacía que solo fuera hablado por una minoría de la población. El afrancamiento de los soberanos solo ocurrió en los siglos XI y XII. La producción cultural conoció una progresión notable bajo la influencia del renacimiento carolingio, pero también en relación con la isla de Gran Bretaña e Irlanda. El contexto social era favorable, los poderosos laicos podían mantener bardos profesionales. La gente se aficionó al teatro y a los grandes poemas heroicos. Los grandes monasterios de la época (Landévennec, Léhon, Alet, Redon) produjeron hagiografías, pero también libros litúrgicos, con iluminaciones en un estilo propio a los usos célticos.
El hecho religioso conoció algunas evoluciones. Las iglesias permanecieron en madera y torchis (barro) hasta la mitad del siglo X, dejando pocas evidencias arqueológicas. Los lugares paganos (fuentes, manantiales, árboles...) se cristianizaron gradualmente y se asociaron con un santo en particular. Muchos monasterios todavía siguieron las prácticas escocesas hasta que la reforma benedictina no se impuso hasta el siglo IX. Los sacerdotes a menudo eran los más instruidos. Al saber leer y escribir en latín, a menudo se les consultaba en las parroquias antes de tomar una decisión. A menudo estaban casados, y el cargo podía incluso transmitirse dentro de la misma familia. Poco a poco, la Iglesia bretona se emancipó de la dominación franca. Así, los obispos favorables a los carolingios se sustituyeron en 848 por obispos bretones, y Salomón erigió Dol en arquidiócesis para independizar la Iglesia bretona de la archidiócesis de Tours, pero sin reconocimiento por parte del papado.

#### Consolidación y decadencia del nuevo reino

Extensión máxima del reino de Bretaña

El reino de Bretaña conoció su máxima extensión durante el reinado del rey Salomón. Llegado al poder en el año 857 por el asesinato de su predecesor y primo Erispoë, heredó un reino en el que los vikingos se habían implantados. Estableciendo una alianza con algunos de ellos, así como con Luis, el hijo de Carlos el Calvo, mantuvo un clima de guerra civil en el oeste de Francia Occidental. Esto obligó a Carlos el Calvo a conceder por el tratado de Entrammes de 863 una región comprendida entre el Sarthe y el Mayenne, y luego por el tratado de Compiègne de 867 una región que abarcaba el Cotentin, probablemente el Avranchin y las islas del Canal Con esta extensión hacia el este, la región conoció una integración en el mundo carolingio acrecentado, así como un aumento de la influencia franca de sus élites. La amenaza escandinava estaba estaba en ese momento bajo control, ya fuese militarmente ya mediante una serie de acuerdos.
La monarquía bretona experimentó una crisis después del asesinato de Salomón en 874. Sus asesinos, Gurwant y Pascweten, y después sus hijos, se dividieron el reino. Llamaron a mercenarios vikingos que infestaron cada vez más la región. Frente a sus incursiones impredecibles, la caballería bretona era inadecuada; las élites preferían lidiar con esta amenaza en lugar de luchar contra ella, lo que entrañó una huida de la población. El reinado de Alan el Grande de 890 a 907 permitió temporalmente la paz en el reino, pero la soberanía sobre el Cotentin, el Mayenne y el Anjou ya no era más que teórica. A su muerte, la amenaza causada por los hombres del norte alcanzó su punto álgido de 907 a 937, en este período se produjo un proceso de colonización (principalmente en el Valle del Loira), con expropiación e imposición de poblaciones. Un proceso de emergencia de un poder político vikingo comparable en forma al que se puede observar en la misma época en Normandía estaba en funcionamiento; no tuvo éxito, debido a la ausencia de un líder capaz de federar a las diferentes bandas rivales.

Incursiones vikingas desde el siglo y en Bretaña.

El restablecimiento de un poder bretón solo apareció con la emergencia de Alain Barbetorte como líder, derrotando a los vikingos durante la batalla de Trans en 939. Sin embargo, la península quedó profundamente marcada por este período. La emigración de jefes y de monjes (y con ellos el traslado de las reliquias) tuvo el efecto de alterar las estructuras de poder, incluso aunque estas salidas fueron en su mayoría temporales. La emergencia al final de este período de Nantes y Rennes como capitales tuvo el efecto de marginar al oeste bretón del juego político de la península. Esta evolución se vio amplificada por la ruptura de las relaciones marítimas entre Bretaña y la isla de Bretaña causada por los vikingos, aislando este mundo britónico de sus bases traseras.

## Un ducado persiguiendo política de independencia

### Un ducado bajo dominación extranjera

#### Evoluciones sociales después del año mil

##### Recomposición de diferentes poderes
El recalentamiento climático del año mil inició un período que favoreció los desbroces, lo que resultó en una extensión de las áreas cerealistas hasta el siglo XIII. El aumento de la población, sensible desde el siglo VIII, experimentó un crecimiento acelerado a partir del año mil. Estos cambios dieron lugar a la creación de nuevos burgos, el desmembramiento de las antiguas parroquias, y la aparición de un paisaje compuesto de bocage en los siglos XI y XII. Frente a la pobreza de los suelos y la ausencia de abonos suficientes, se desarrollaron las quemas agrícolas y la rotación de cultivos. Las tierras proporcionaban una serie de recursos, como la leña, la caza o las frutas silvestres. De una población de colonos y de esclavos del período anterior emergieron en la segunda mitad del siglo XI los primeros siervos, vinculados ahora a una tierra y no a un señor. Los alleutiers (campesinos libres) continuaron siendo capaces de explotar sus tierras y en el siglo XI, los más ricos de entre ellos, lograban escalar hasta los rangos más bajos de una caballería emergente.

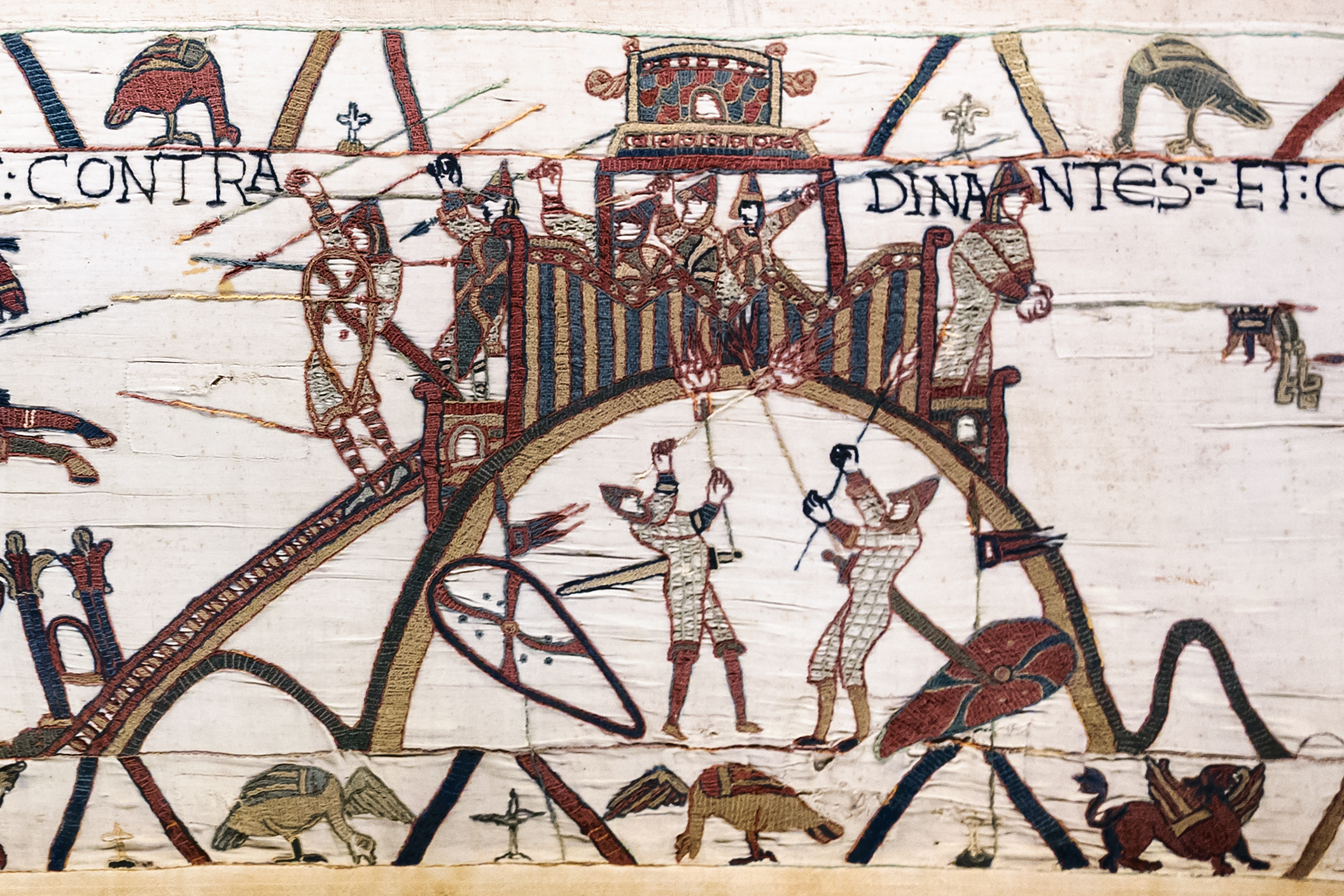
Representación bordada de la ciudad de Dinan en el tapiz de Bayeux. La mota castral está estilizada, varios soldados la defienden con lanzas y escudos. Dos soldados enfrentados, al pie, intentan prenderle fuego. Las palabras latinas «CONTRA» y «DINANTES» están dispuestas a ambos lados de la mota.

Se estableció un sistema feudal, del cual solo algunos rasgos relacionados con la tierra (quevaise) son específicos de Bretaña. Este poder señorial se encarnó localmente con la aparición de las motas castrales, especialmente en el norte de la región alrededor del año 1000; los fortalezas de piedra aparecieron hacia el final del siglo XI y durante el XII, sostenidos por una aristocracia más restringida. Esta última se estableció a nivel regional, sobre todo basada en la propiedad en los estratos más bajos y en los derechos en los estratos más altos. Este proceso en funcionamiento en los siglos X y XI conducirá en el XII al establecimiento de siete condados principales y a un debilitamiento del poder ducal.
La Iglesia bretona evolucionó debido a la reforma gregoriana desde alrededor de 1050. Una parte del clero, desde los obispos hasta el clero inferior, se componía entonces de hombres casados y sus cargos eclesiásticos se habían convertido en bienes privados, hereditarios y se habían constituido dinastías religiosas; el último obispo hereditario de Quimper desapareció en 1113 y los últimos sacerdotes casados desaparecieron durante los siglos XII y XIII. Los bienes de la Iglesia también se habían convertido en propiedades de los laicos, y la restitución se llevó a cabo principalmente en los siglos XI y XII, principalmente en beneficio de las órdenes regulares. El monasticismo renació después de la partida de los vikingos, principalmente gracias a los monjes llegados del valle del Loira. Diecisiete abadías fueron fundadas o restauradas durante el siglo XI. La creación de nuevas órdenes condujo a la apertura de nuevas abadías y veintisiete se crearon así en siglo XII.

##### Diferentes dinámicas socioculturales
Una estructura urbana de aproximadamente sesenta villas cubría el ducado. A los centros que ya estaban presentes en el comienzo de esta época se van a añadir villas formadas en torno a un centro religioso (Redon, Quimperlé, Saint-Malo), o alrededor de un castillo (unas cuarenta entre los siglos X y XII). En ellas, emergió una burguesía, que se las arregló para obtener desde el siglo XIII una serie de privilegios, sin ser capaz de obtener «corps de ville» elegidos, y las ciudades siguieron estando a cargo de los señores (al final de siglo XIII, el duque controlaba veintiún ciudades, los grandes barones veintiocho, los obispos cinco y el resto siendo gestionadas por co-señores seculares y religiosos).) El desarrollo comercial fue notable. Una importante flota marítima atestiguada ya en 1224 exportaba vino, sal y telas. Estas actividades atrajeron a prestamistas extranjeros, judíos (especialmente en Nantes y Guérande) hasta su expulsión en 1239, y después italianos.

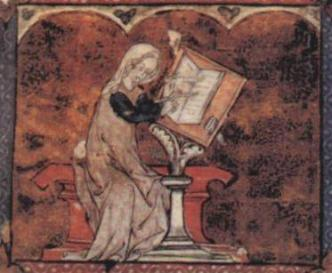
Marie de France tradujo doce lais bretones en los años 1170, dándoles visibilidad. Biblioteca del Arsenal, ca. 1285-1292

Culturalmente, las élites se afrancesaban gradualmente y el medio bretón se instaló detrás de una línea que unía Dinan con la Brière. Diferentes literaturas emergen. Étienne de Fougères, en el registro brito-romance, escribió el Livre des Manières y La Chanson d'Aquin; Marbode o incluso Guillaume de Rennes se expresan en el registro brito-latino. La materia de Bretaña se puso de moda en las cortes de Europa y el lai breton alcanzó su apogeo entre finales del siglo XI y principios del XII, cuando la emigración bretona experimentó un pico en el reino de Francia. En arquitectura, el arte románico se estableció hacia el comienzo del siglo XI.

#### Dominaciones sucesivas de las casas de Nantes, de Rennes, después de Cornualles
Al final del período anterior se abrió una etapa dominada por la casa de Nantes que se extendió desde 937 hasta 988. Alain Barbetorte, jefe de la casa de Nantes y de la casa de Cornualles, tomó el poder en la región, pero solo reclamó el título de duque de Bretaña. Sin embargo, debió lidiar con la casa de Rennes que controlaban el norte de la península. En esta lucha entre la casa de Nantes y la de Rennes finalmente se impuso esta última. A la muerte de Barbetorte en 952, un período de inestabilidad siguió y, en desde 979, Conan I de Bretaña (de la casa de Rennes) pudo presentarse como duque de Bretaña, antes de poner las manos en el condado de Nantes, 988 (pero sin adquirir el de Cornualles).
Durante el período de dominación de la casa de Rennes, que se extendió desde 988 hasta 1066, la región estuvo marcada por un período de luchas incesantes entre el poder ducal, por un lado, y los poderes señoriales, por el otro. El dominio ducal, que se extendía por los países de pays de Rennes, de Vannes y de Nantes, era el más importante de la región. Los condados de Tréguier, de Léon, de Cornouaille, Porhoët (este último controlado por los les Rohans) estaban fuera del dominio ducal. El condado de Penthièvre pasó en 1035 a estar bajo el control de una rama menor de la casa ducal y se convirtió a partir de esa fecha en un nuevo centro de disidencia en el seno del Ducado.
La casa de Cornualles se impuso a la cabeza del ducado desde 1066 hasta 1166. Alain IV, que reinó desde 1084 hasta 1112, fue el último duque de Bretaña, y su hijo, Conan III, se distinguió con una lucha contra los grandes señores de la península. Durante todo este último período, así como en los precedentes, los duques bretones mantuvieron muy pocas relaciones con el reino de Francia, pero en cambio dependieron de los normandos y luego de los Plantagenets. Los caballeros bretones participaron así en la conquista de Inglaterra emprendida en 1066 por Guillermo el Conquistador, representando hasta un tercio de su ejército, y recibiendo a cambio feudos que representaban aproximadamente una vigésima parte del país (como Alain le Roux, que recuperó el condado de Richmond)). Algunos caballeros bretones también participaron en la primera cruzada desde 1096, comenzando con el propio duque Alain IV.

#### Bajo el control de los Plantagenêt

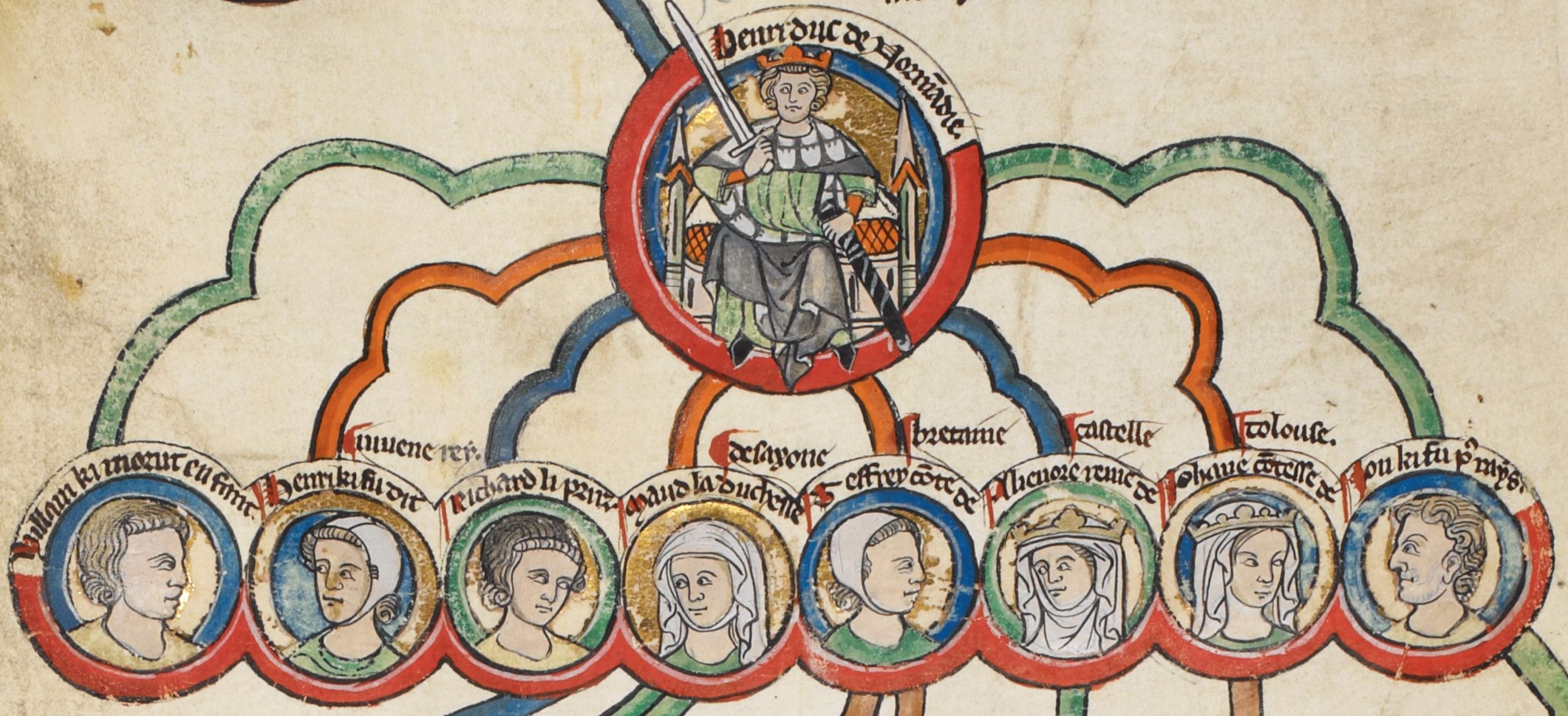
Enrique II y sus hijos: Guillaume, Henri le Jeune, Ricardo Corazón de León, Matilde, Godofredo, Leonor, Juana y Juan sin Tierra. Rouleau généalogique des rois d'Angleterre, British Library, ca. 1300-1308.

Los Plantagenêts pusieron pie en Bretaña gracias a una crisis de sucesión que surgió tras la muerte de Conan III en 1148, renegando en su lecho de muerte de su hijo Hoël. Este último, sin embargo, tuvo tiempo para apoderarse del condado de Nantes, pero lo perdió en beneficio de Godofredo Plantagenêt, conde del Maine y de Anjou, en 1156. A la muerte de Geoffroy Plantagenêt en 1158, su hermano Enrique II Plantagenet recuperó el condado de Nantes y pretendió apoderarse de todo el territorio bretón. Conan IV de Bretaña, que había heredado el ducado de Conan III, fue obligado por Enrique II a casarse con su hija Constanza por Geoffroy, el hijo del soberano Plantagenet. Pretextando la joven edad de los prometidos, Enrique II de Inglaterra ejerció desde 1166 la realidad del poder (Bretaña era por primera vez dirigida de manera efectiva por un soberano extranjero), y obligó en 1169 a Luis VII de Francia a reconocer su preeminencia en Bretaña. Debió enfrentarse varias veces a la revuelta de los señores locales, pero logró dominar golpeándolos militarmente, o prometiendo a caballeros normandos con ricos herederos bretones. El sistema establecido por Enrique II solo sobrevivió con dificultad a su muerte en 1189.
Arturo I de Bretaña quien debía heredar el ducado de Bretaña, pero también de la corona de Inglaterra después de la muerte de Ricardo Corazón de León en 1199, fue asesinado en 1203 por el hermano de Ricardo, Juan sin Tierra, que buscaba recuperar la Corona inglesa. Fue entonces Alix de Thouars, la hija que Constanza de Bretaña tuvo con Guy de Thouars después de un nuevo matrimonio, quien heredó. Demasiado joven para ejercer el poder, fue su padre quien aseguró la regencia hasta su matrimonio con Pedro de Dreux, estableciendo una nueva dinastía en Bretaña.
Los Plantagenet fueron el origen de varios avances en Bretaña, siendo los creadores de un verdadero poder ducal, descansando en una cancillería con su propio personal, así como un poder administrativo que se administrab localmente por ocho senescales revocables. Comienza a codificarse un derecho escrita, siendo el más antiguo la Assise du comte Geoffroy que introdujo en 1185 el derecho de nacimiento en el ducado, poniendo fin así a la fragmentación de los feudos. Económicamente, este período de paz favoreció el desarrollo de la flota marítima bretona.

#### Bajo el control de los capetos
Cuando Guy de Thouars accedió al rango de baillistre de Bretaña en 1203, trató en un principio de afirmar la independencia del ducado, pero desde 1206 el rey de Francia, Felipe Augusto regresó a la región con un ejército para afirmar su autoridad. Forzó a la heredera ducal Alix de Thouars a casarse con un príncipe capeto, Pierre de Dreux. Este último permaneció fiel al rey francés, participando en varias operaciones militares en los años siguientes como la cruzada albigense. Las relaciones comenzaron a deteriorarse durante la regencia de Blanca de Castilla, y Pierre de Dreux tomó parte en cuatro revueltas contra ella entre 1227 y 1234. El ascenso de Juan I de Bretaña a la cabeza del ducado en su mayoría en 1221 abrió para Bretañaun período de paz, por una susisión sin faltas al reino de Francia, que se extendió hasta su muerte en 1286; esta política fue continuada por sus sucesores hasta el duque Juan III que murió en 1341.
El dominio ducal conoció un período de crecimiento, en detrimento de las posesiones de otros poderosos del ducado. En 1222, el condado de Penthièvre se unió al dominio, y más tarde otros señores endeudados con el duque debieron ceder Dinan, Morlaix, o incluso Brest. Una administración eficaz, a menudo copiada del modelo real, continuó siendo implantada durante todo el siglo XIII, de modo que a su muerte en 1305 el duque Juan II legó 166 000 libras tournois, una suma considerable para el momento. El ducado fue promovido al rango de duché-pairie en 1297, lo que reforzó el control del rey de Francia imponiendo al duque una serie de obligaciones.
La influencia francesa continuó penetrando en el seno del ducado por otros medios. Como la región no tenía una universidad, los escolares bretones estaban obligados a ir a las de París, de Angers, ou de Orleans. Volvían luego impregnados con una nueva cultura que se difundía en el ducado. La primera colección jurídica bretona, La Très Ancienne Coutume de Bretagne, se escribió así desde 1312 hasta 1325 según un modelo más parisino que local.

### Guerra de Sucesión de Bretaña
El ducado de Bretaña se vio envuelto en la Guerra de los Cien Años, cuando el duque Juan III murió sin heredero en 1341. Dos fueron los pretendientes a sucederlo: el medio hermano del difunto, Jean de Montfort, y su sobrina, Jeanne de Penthièvre. El bando de los Montfort obtuvo el apoyo del rey Eduardo III de Inglaterra, mientras que el de Penthièvre obtuvo el del rey Felipe VI de Francia, entrando los dos reyes en un conflicto abierto desde 1337. El ducado representaba entonces una región estratégica en los primeros años de la Guerra de los Cien Años. El bando francés vio una oportunidad de recuperar recursos en hombres, barcos y suministros, donde el bando inglés veía la posibilidad de asegurar la ruta marítima hasta sus posesiones en Burdeos y Gascogne. La guerra civil que se abrió reavivó una vieja oposición política, cultural y lingüística, la baja-Bretaña en general, apoyando el bando de Montfort, y la alta-Bretaña se puso de parte del Penthièvre (y con ellos, por los blesistas, via el marido de Jeanne de Penthièvre).
La primera fase del conflicto duró de 1341 a 1343. Jean de Montfort fue hecho prisionero por las fuerzas francesas en diciembre de 1341 y fue su esposa Juana de Flandes, que, en junio de 1342, al final del asedio de Hennebont, logró asegurar un desembarco de tropas inglesas en la región. La situación militar se estancó, sin que ninguna de las partes quisiera entrar en una batalla abierta que podría ser decisiva, y se firmó la tregua de Malestroit el 19 de enero de 1343 en la capilla de la Magdalena Malestroit por Eduardo III de Inglaterra y Felipe VI de Francia.

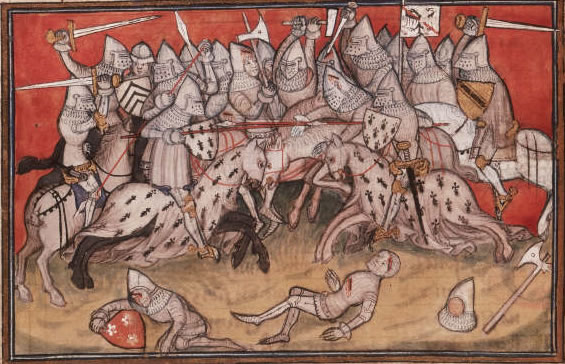
La batalla de Auray puso fin en a la segunda fase de la Guerra de Sucesión de Bretaña. Chanson de Bertrand du Guesclin, ca. 1380-1392, British Library.

Una segunda fase, de menor intensidad, se extiende desde 1345 hasta 1364. Jean de Montfort rompió la tregua en 1345 para ir a Inglaterra a buscar refuerzos del rey Eduardo III de Inglaterra, pero murió en septiembre del mismo año durante en un asedio frente a Quimper. Al mismo tiempo, su esposa, Juana de Flandes, cayó en un estado de locura y su hijo Juan IV de Bretaña aún era demasiado joven para sucederlo. Del bando de los blesistas, Carlos de Blois fue hecho prisionero en 1347 durante la batalla de La Roche-Derrien y fue encerrado durante nueve años en la torre de Londres. Los aliados ingleses de Montfort debían en ese momento limitar sus gastos militares, mientras que la mayoría de los enfrentamientos contra los franceses tuvieron lugar en otros frentes. Las tropas inglesas cometieron una serie de abusos durante el período y extorsionaron las ciudades alrededor de sus fortalezas para que pudieran mantenerse sus tropas. El conflicto terminó finalmente tras la batalla de Auray en septiembre de 1364, cuando se enfrentaron los dos pretendientes el joven Juan IV, hijo de Jean de Montfort, y Carlos de Blois; este último murió y el tratado de Guérande de 1365 fijó temporalmente la situación mediante la instauración de Juan IV como nuevo duque.
La paz fue sin embargo complicada de construir y Juan IV debió él mismo exiliarse en Inglaterra desde 1373 a 1379. Hubo que esperar a la firma de un segundo tratado de Guérande en 1381 para que el rey de Francia reconociera la neutralidad del ducado en la guerra entre ingleses y franceses. A cambio de este reconocimiento, el duque bretón prestó lealtad formal al rey francés, y las últimas tropas inglesas fueron evacuadas.

### Un ducado luchando por su independencia

#### Sociedad de los siglosXIVyXV

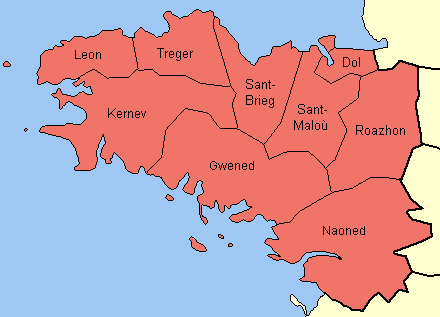
Mapa histórico de Bretaña en el

La población bretona comenzó a caer antes de que una epidemia de peste negra no tocase la región en 1348. Si las cifras de población no se conocen en esa fecha, se han estimado en 1 o 1.1 millones de habitantes a finales de la década de 1390, luego en 850 000 en 1430. Después de un período de estabilidad que fue 1430 a 1460, se produjo una recuperación demográfica, a pesar de episodios de peste en 1462-1463, luego en 1473, y después de la guerra franco-bretona a finales de siglo.

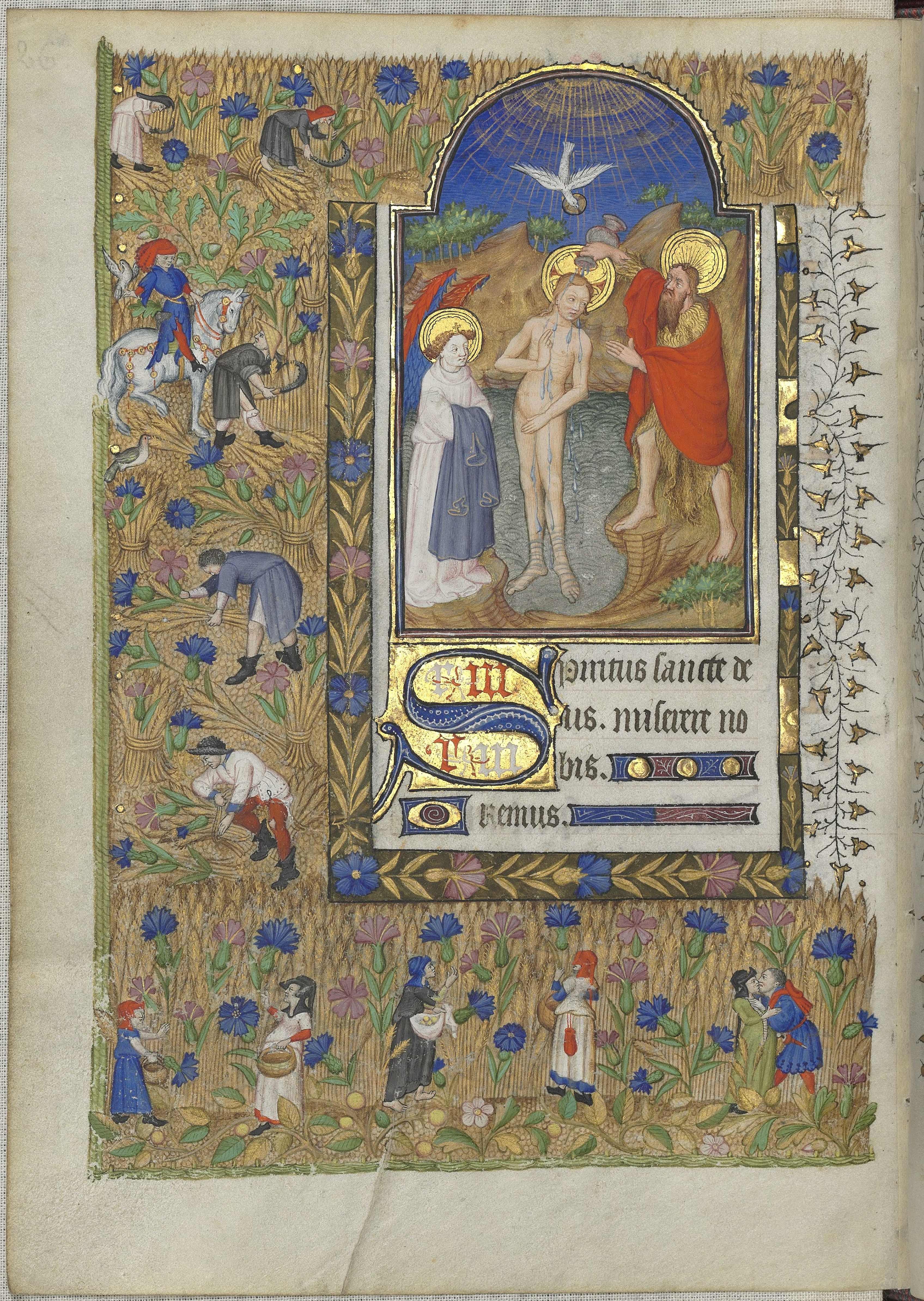
Bautismo de Cristo y escenas de récoltes. Heures de Marguerite d'Orléans, pintadas en Rennes vers 1430. Bibliothèque nationale de France.

En el campo, las fincas de más de 1000 hectáreas estaban detentadas por una aristocracia y representaban una minoría de los señoríos junto a los cuales los «sieuries» de tamaños más pequeños (menos de veinte hectáreas) podían representar el 90 % del total de los señoríos. Estos experimentaron desarrollos opuestos. Entre el final del siglo XV y mediados del XVI, los grandes señoríos debieron enfrentar la caída de sus ingresos y una reducción de la superficie de sus tierras como resultado de los afféagement —un derecho feudal que consistía en desmembrar un feudo al restar tierras de las cuales el arrendatario debía pagar el censo en especie o en dinero— y el refuerzo de la administración ducal; al mismo tiempo, los señores, más dinámicos, construían molinos o compraban tierras o derechos señoriales. La servidumbre desapareció, a pesar de que las quévaise —una práctica sucesoria de ciertos señoríos eclesiásticos de Bretaña, que se había establecido para facilitar los desbroces, por lo tanto, el desarrollo agrícola y el asentamiento— y otras formas de tenencia en la baja-Bretaña pueden acercarsele. Un estudio realizado en Carnac en 1475 mostraba que aproximadamente el 10 % de los campesinos eran acomodados, el 40 % vivían bien, el 30 % tenían condiciones de vida precarias y el 20 % vivían en la miseria.
El mundo urbano seguía siendo limitado y una sesentena de ciudades al final del período no agrupaban más que a unas 80 000 personas para una población de 1,25 millones de habitantes. Las ciudades eran de un tamaño modesto para el momento (14 000 habitantes en Nantes, 13 000 en Rennes, 5000 en Vannes y 4000 en Fougères, Guérande y Morlaix). Las ciudades costeras estaban más orientadas al comercio, mientras que en el interior vivían de sus ferias y mercados. Sus equipamientos, construidos sin una verdadera planificación urbana, estaban expuestos a desastres naturales como las frecuentes inundaciones del Loira y el Vilaine, los incendios (Nantes conoció tres importantes en 1405, 1410 y 1415) o de otros tipos (Nantes se vio afectado por un seísmo en 1401). De toda las infraestructuras necesarias de las ciudades, las murallas repercutían más en sus finanzas (una treintena se construyeron en el siglo XV), en un momento en que el avance de las técnicas militares entrañaba regularmente la construcción de mejoramientos. En el siglo y medio de este período, las municipalidades bretonas recuperaron su retraso frente a las ciudades francesas y adquirieron una serie de ventajas políticas, administrativas y sociales.

#### Una economía diversificada disfrutando de la neutralidad bretona
La región permaneció siendo muy boscosa, sobre todo en Bretaña centro (Duault, Loudéac, Paimpont) y oriental (Fougères, Rennes, Châteaubriant, Sautron, Touffou), permitiendo que los señores sacasen ingresos y a los campesinos tener acceso a recursos complementarios, pero un inicio de sobreexplotación comienza a ser sensible desde mediados del siglo XV. La landa conoció un período de extensión hasta el final del siglo XV antes de experimentar también un reflujo debido al desarrollo de las actividades humanas. El crecimiento poblacional del final del siglo XV se acompañó en las campiñas del re-cultivo de baldíos, así como del establecimiento de taludes y de fosos, haciendo progresar así las zonas bocages sobre las zonas de campos abiertos.

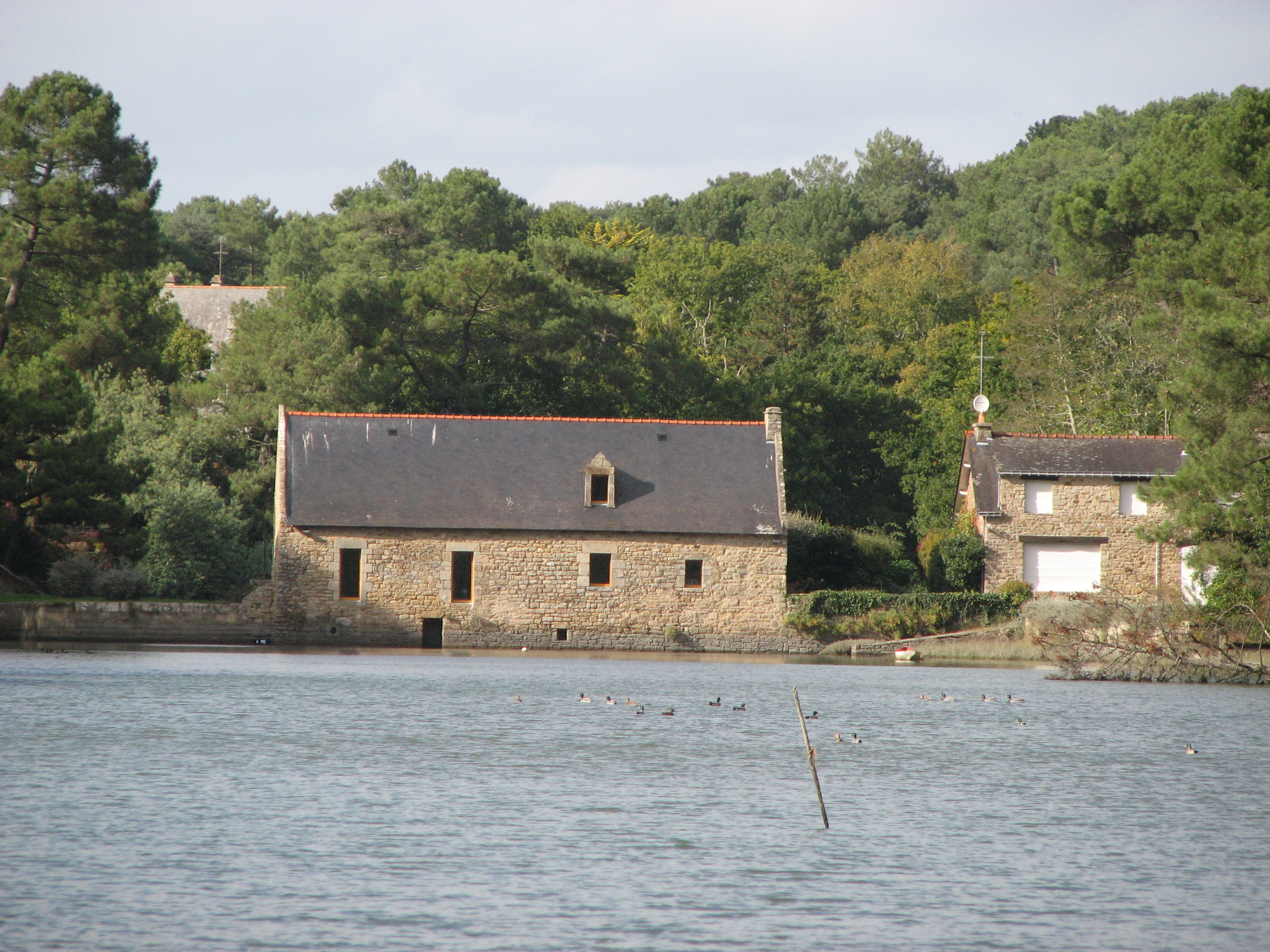
El molino de marea de Campen en el golfo del Morbihan está atestiguado desde el

La agricultura sigue siendo principalmente de cereales pobres, de la que solo una pequeña parte se exportaba a Inglaterra o a España a través de Burdeos.
El Centeno y la avena se cultivaban en los suelos pobres de Argoat, mientras que el trigo ocupaba una gran parte de los suelos más ricos de la zona costera. A esto se agregaba un cultivo de legumbres diversificado, como el repollo, la chirivía, la cebolla o el ajo. Las granjas de ganado bovino y porcino se encontraban por toda la región. La extensa fragmentación de los campos representaba una desventaja, mientras que las mejoras técnicas fueron pocas en ese momento (ciertos sectores no contaban más que con un número limitado de arados por aldea); el progreso más notable fue entonces la proliferación de molinos de viento, cerca de Guérande o de Bourgneuf, y de molinos de marea en el golfo de Morbihan y en las costas de Léon. Además de estos cultivos alimentarios, estaban surgiendo cultivos orientados a la exportación. Además de la vid, cuya cultura se concentraba en el golfo de Morbihan en la región nantesa, se une a los cultivos de plantas textiles como el cáñamo y el lino (en el lado norte este último). Emergió entonces una clase de campesinos-marinos cuyas actividades varían a lo largo del año; se encuentran a todo a lo largo de la costa, pero sus actividades irrigan al centro de Bretaña y los campesinos de los montes de Arrée podían utilizar en la segunda mitad del siglo XV el real español para ciertos pagos.

#### Una política de independencia afirmada a lo largo delsigloXV

Expansión del dominio ducal de 1400 a 1428

Con la ayuda de una demografía y una economía fuertes, el ducado logró afirmar su autonomía a lo largo del siglo XV. El poder ducal pudo entonces apoyarse en una pequeña nobleza que le era leal y en un pueblo que apoyaba la política de la independencia, aunque debió enfrentar una aristocracia que no sentía el fortalecimiento de la casa de Montfort, entre la que destacaban los Rohan, los Rieux, los Laval y los Penthièvre. Estos mantenían buenas relaciones con la administración y los ejércitos de los Capetos, y después con los Valois, y controlaban ciertos sectores estratégicos como el château de Clisson.
El duque Jean V, que reinó desde 1402 hasta 1442, siguió una política de neutralidad entre los reinos Francia e Inglaterra, lo que le permitió participar en el reavituallamiento de las tropas inglesas en Normandía en 1417 dejando a otros bretones como Arthur de Richemont, Richard d'Étampes o incluso Gilles de Rais participar individualmente en el lado francés. Incluso pudo proponer su mediación entre las dos potencias, como en 1415 y 1419. Se estableció una tradición de mecenazgo, que permitió al duque imponer su imagen, ya presente en las monedas, cubierta con una corona símbolo de la soberanía reivindicada.
Se practicó el acuñado de monedas de plata, y también de oro, un privilegio regio (aunque hasta Luis XI nose les reconoció este privilegio en 1465). Por último, gracias a una política sabia con el papado, Jean V consiguió que los sucesivos soberanos pontífices fueran cautelosos con respecto a la emancipación del ducado (y permitieron que desde 1452 sus sucesores nombrasen ellos mismos a cinco nuevos obispos bretones)
Sus sucesores dirigieron el ducado menos tiempo (Francisco I, 1442-1450; Pierre II, 1450-1457 y Arthur III, 1457-1458), pero el régimen ya era lo suficientemente pujante como para que pudieran perseguir una verdadera política de independencia. La ayuda militar bretona de Francisco I fue esencial para el rey francés Carlos VII durante su reconquista de Normandía y más tarde en Guyena Su sucesor, Pierre II, redujo la influencia francesa perfeccionando las instituciones ducales, y dotó al ducado de un presupuesto al nivel de los Estados medios de la época. Estableció relaciones directas con gobernantes extranjeros (Castilla, Portugal) y rechazó el homenaje a Carlos VII, al igual que su sucesor al frente del ducado Arturo III.
El contexto geopolítico cambió con la llegada al poder del duque FranciscoII. La Guerra de los Cien Años se había terminado en 1453 y la guerra civil que luego afectó a Inglaterra desde 1455 hasta 1485 restó a Bretaña de un aliado potencial. En estas condiciones, el rey francés Louis XI buscaba someter el ducado. Por iniciativa de su consejero Pierre Landais, el duque respondió reforzando su red de fortificaciones, apoyando las revueltas feudales contra el rey y estableciendo vínculos con Saboya, Milán, Escocia y Dinamarca. La Corona francesa se apoyó en la aristocracia bretona y pagó importantes pensiones a los grandes feudales del ducado. Es en las filas de estos últimos que estalló una revuelta en 1487, que acabó con la entrada en territorio bretón de una fuerza francesa de 12 000 hombres para apoyarlos. En menos de dos años de conflicto, las tropas bretonas finalmente fueron vencidas en la batalla de Saint-Aubin-du-Cormier el 28 de julio de 1488. El tratado de Verger que siguió impuso al duque el rendir homenaje al rey y que sus hijas no pudiesen casarse sin su aprobación. Las fortalezas del este del ducado también fueron ocupadas. El duque murió menos de dos meses después, dejando a su hija Ana de Bretaña, de 12 años, como su heredera.

### La integración de Bretaña en el reino de Francia

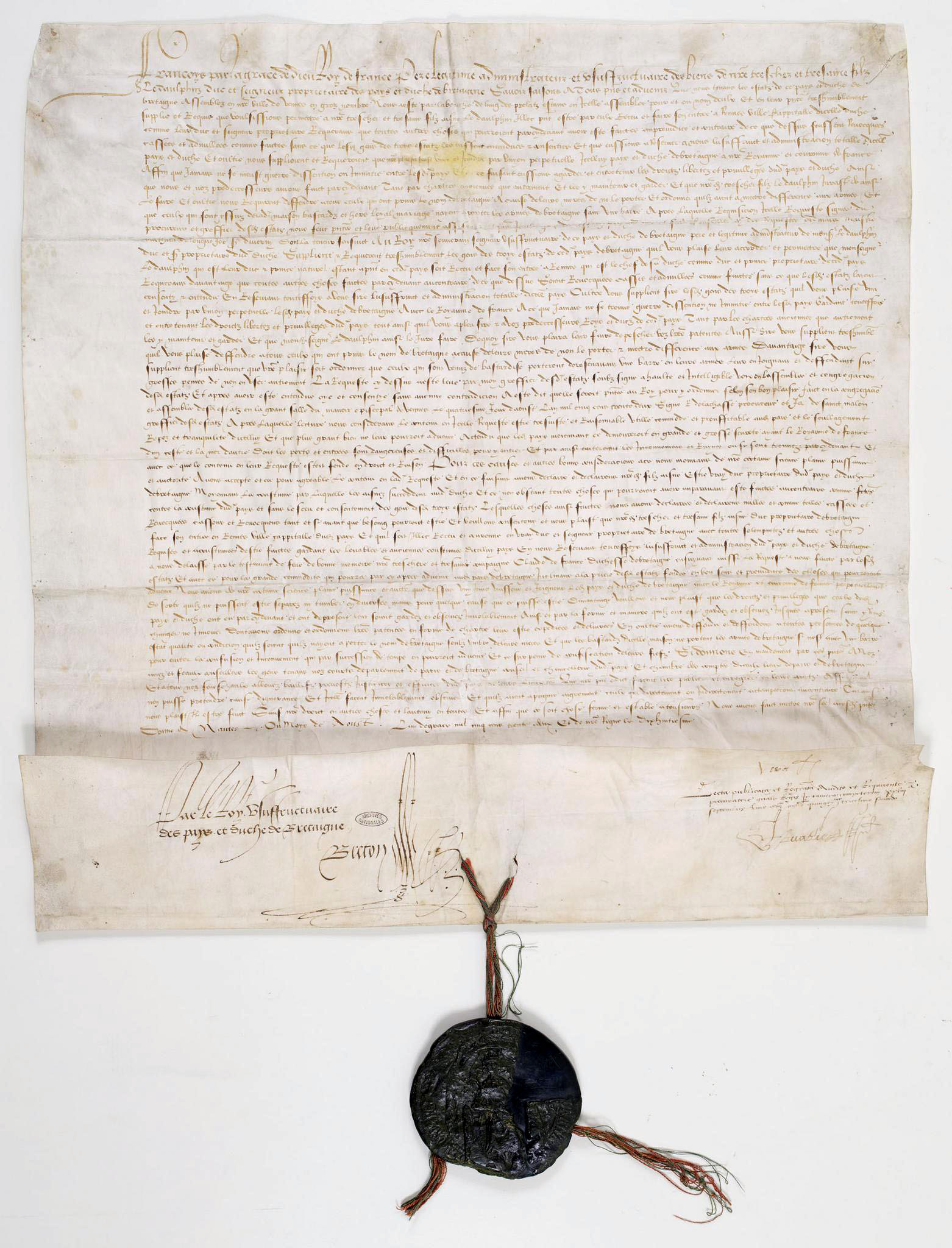
Letras patentes proclamando la reunión perpetua del ducado de Bretaña a la corona de Francia, agosto de 1532. Archives nationales.

La guerra con Francia se reanudó a partir de enero de 1489, pero el ducado pudo contar esta vez con la ayuda militar de sus aliados: refuerzos alemanes desembarcaron en Roscoff, los ingleses en Morlaixy las tropas del conde de Salinas retomaron algunas fortalezas ocupadas por los franceses. Así se obtuvo una nueva tregua, firmada en julio del mismo año en Fráncfort entre Carlos VIII y Maximiliano de Austria. La duquesa Ana concluyó con este último un matrimonio en 1490 para fortalecer la alianza contra Francia; esto dio como resultado una nueva incursión francesa que condujo esta vez a un nuevo matrimonio (el precedente no se consumó) entre Ana y Carlos VIII, concluido en diciembre de 1491. La duquesa cedió a su marido todos los derechos sobre el ducado. Éste renovó los privilegios que beneficiaban a los bretones en 1492, pero eliminó varias administraciones peculiares del ducado para impulsar su integración con el reino. La muerte de Carlos VIII en 1498, sin embargo, terminó este proceso y Ana recuperó algunos de sus derechos sobre el ducado. Su nuevo matrimonio con el nuevo rey de Francia, Luis XII se acordó en 1499, pero esta vez las cláusulas del matrimonio preservaron la independencia del ducado.
El reino de Francia recuperó los derechos sobre el ducado en 1514 poco después de la boda de Claudia de Francia, la hija heredera de Ana de Bretaña, con el futuro rey de Francia Francisco I de Francia. A diferencia de su predecesor Carlos VIII, no hizo ningún cambio institucional importante en Bretaña, pero poco a poco colocó a hombres de su confianza en las vacantes administrativas. También se ocupó de la fidelidad de la nobleza local, lo que permitió una toma de control del ducado por el rey.
El año 1532 vio la finalización de este proceso de integración. Los estados de Bretaña se reunieron en Vannes el 4 de agosto de 1532 y adoptaron un voto de reconocimiento del delfín como duque, dando lugar a la promulgación del edicto de Union el 13 de agosto en Nantes, con lo que las dos entidades, siempre garantizando al mismo tiempo la derechos y privilegios del antiguo ducado «sans rien y changer ni innover» [sin nada en él cambiar ni innovar]. El edicto de Plessis-Macé firmado en septiembre de 1532 delimitó las libertades fiscales, judiciales y eclesiásticas de la provincia.

## La provincia francesa

### Edad de Oro de los siglosXVIyXVII

#### Alteración del poder local a favor de la realeza
Tras su unión con Francia en 1532, Bretaña dejó de tener relaciones políticas directas con países extranjeros, pero aprovechó la coyuntura económica favorable para desarrollar el comercio marítimo exportando sus productos agrícolas y manufacturados, lo que hizo de ellos «le premier peuple naviguant de l'Europe du XVIe»; la economía bretona se volvió dependiente de las elecciones reales. La provincia tuvo, sin embargo, ciertas libertades previstas por el Edicto de Unión y gozo de algunas administraciones propias. Los estados de Bretaña, los estados generales que tenían ciertas atribuciones políticas y administrativas, tuvieron en la época a su cabeza a un gobernador elegido por el poder real y estaban compuestos por representantes de los tres órdenes globalmente dominados por la nobleza. Se basaban jurídicamente en la costumbre de Bretaña, que les garantiza tres libertades fundamentales: la ausencia de recaudación fiscal sin previo acuerdo por parte de los Estados, los cargos eclesiásticos solo podían recaer en los bretones y los bretones no eran justiciables más que en los tribunales de Bretaña y según la costumbre. A esta primera institución se agregó el Parlamento de Bretaña, tribunal de justicia creado en 1554 y asentado desde 1561 en Rennes. Estaba constituido por dieciséis bretones y dieciséis no bretones más un presidente no bretón. El Parlamento y los Estados se oponían regularmente al poder real, y este último a menudo era llevado a juzgar sobre la rivalidad entre estas dos instituciones para afirmar su autoridad.

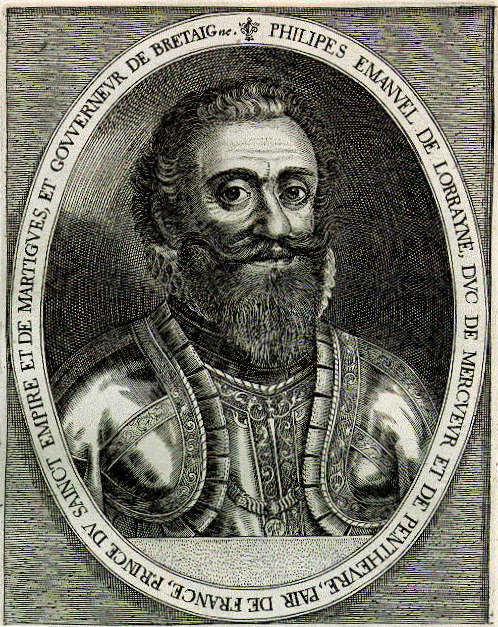
El duque de Mercœur intentó en 1589 y 1598 constituir un principado autónomo en Bretaña.

Los primeros enfrentamientos entre el poder real y Bretaña estuvieron inicialmente enmascarados por las tensiones religiosas, teniendo como fondo las guerras de religión que vieron la oposición de católicos y hugonotes. La Reforma tuvo entonces poca impantación en la provincia debido a su lejanía, y se concentró principalmente en la Alta-Bretaña en los grandes centros urbanos, afectando casi exclusivamente en la nobleza. La oposición al poder real de Enrique III comenzó cuando este quiso imponer el reclutamiento de 40 000 hombres a las ciudades cerradas en 1574, luego para crear Oficinas que gravaban el presupuesto provincial en los años siguientes. El asesinato del duque de Guisa, líder de la Liga Católica, por Enrique III en 1588 cristalizó esta resistencia. El duque de Mercoeur, cuñado del rey y gobernador de Bretaña, aprovechó la situación para intentar forjar un poder propio limpio en Bretaña aprovechando la oposición local al poder real. El asesinato de Enrique III en 1589 desencadenó el inicio de una guerra de sucesión, siendo el heredero designado, el duque de Navarra, protestante. En Bretaña, cada bando recurrió a aliados extranjeros, españoles para los católicos que se establecieron en Brest, o ingleses para los protestantes que se instalaron en Paimpol. La región estaba dividida. Los bandidos y jacqueries están causando estragos y el duque de Mercoeur no pudo establecer su poder sobre Bretaña. La conversión de Enrique IV al catolicismo, luego la firma del Edicto de Nantes en 1598 —que autorizaba la libertad de conciencia y una libertad de culto limitada a los protestantes calvinistas—, permitió reafirmar el poder real sobre la provincia.
El primer cuarto del siglo XVII estuvo marcado por las intrigas del siguiente gobernador, el duque de Vendôme, que conspiró contra la regente, María de Médicis, y luego contra su cuñado, el rey Luis XIII. El duque de Vendôme, sin embargo, no consiguió el apoyo de los notables locales o de la población. A solicitud de los Estados, fue relevado de su cargo y se solicitó su reemplazo. Richelieu aprovechó la oportunidad para hacerse nombrar para este cargo, lo que le permitió en los siguientes años socavar el poder provincial, obtener la creación de diversos cargos y aumentar las donaciones gratuitas. Este proceso de centralización se acentuó aún más bajo la regencia de Ana de Austria.

#### Prosperidad económica
En el dominio marítimo, Bretaña estaba experimentando un cambio en sus actividades. El rodaje floreció hasta mediados del siglo XVI antes de experimentar un declive. De hecho, durante la guerra de la Liga, la mayoría de los puertos bretones, con la excepción de Brest, tomaron partido por los católicos; sus convoyes se convirtieron en el blanco de corsarios ingleses o de los Rochelais. Esta actividad se reanudó moderadamente una vez que regresó la paz en 1598, pero debió enfrentar nuevas limitaciones. En el plano técnico, muchos pequeños pero modestos puertos bretones se vieron perjudicados por el aumento en el tonelaje de los buques. Políticamente, el fin de la independencia impidió que los bretones enviasen embajadores al exterior para defender sus intereses, y la política francesa dirigida hacia la guerra fue un freno para el comercio. Por último, humanamente, los bretones se limitaron a los oficios de marinos poco remunerativos sin convertirse en comerciantes, lo que limitó la entrada de riqueza en la región. Al mismo tiempo, el cabotaje, que tomó prioridad sobre el roulage, experimentará un pico de actividad alrededor de 1670 antes de sufrir a su vez el declive.
La fisonomía del litoral también cambia: mientras que en la mitad del siglo XVI se contaba con cerca de 130 puertos distribuidos por toda la costa, el siglo XVII vio una contracción de las actividades hacia los puertos de tamaño medio como Audierne o Pénerf y especialmente a los tres grandes puertos de la época, Morlaix (y sus ante-puertos de Saint-Pol-de-Léon y de Roscoff), Nantes y Saint-Malo
La todavía limitada injerencia de la autoridad real, que permitía a los bretones gestionar en su mejor interés su propia economía, y el floreciente comercio marítimo, permitieron que la balanza comercial bretona fuese en gran medida positiva durante estos dos siglos. Las exportaciones de productos tales como cereales (en especial en el Trégor y la costa sur que va desde la desembocadura del Vilaine a la del Laïta) hacia la península ibérica y especialmente de telas de lino y cáñamo, cuyo valor de las exportaciones llegaron hasta 9 o 10 millones de libras en la década de 1690, en Trégor, Léon o Saint-Malo. Por último, la posición geográfica de Bretaña, a medio camino entre el norte y el sur de Europa, permitió que se recuperasen fácilmente sus actividades en función de la coyuntura, beneficiándose en el siglo XVI de la prosperidad española, y, en el siglo siguiente, de las de la Holanda e Inglaterra.

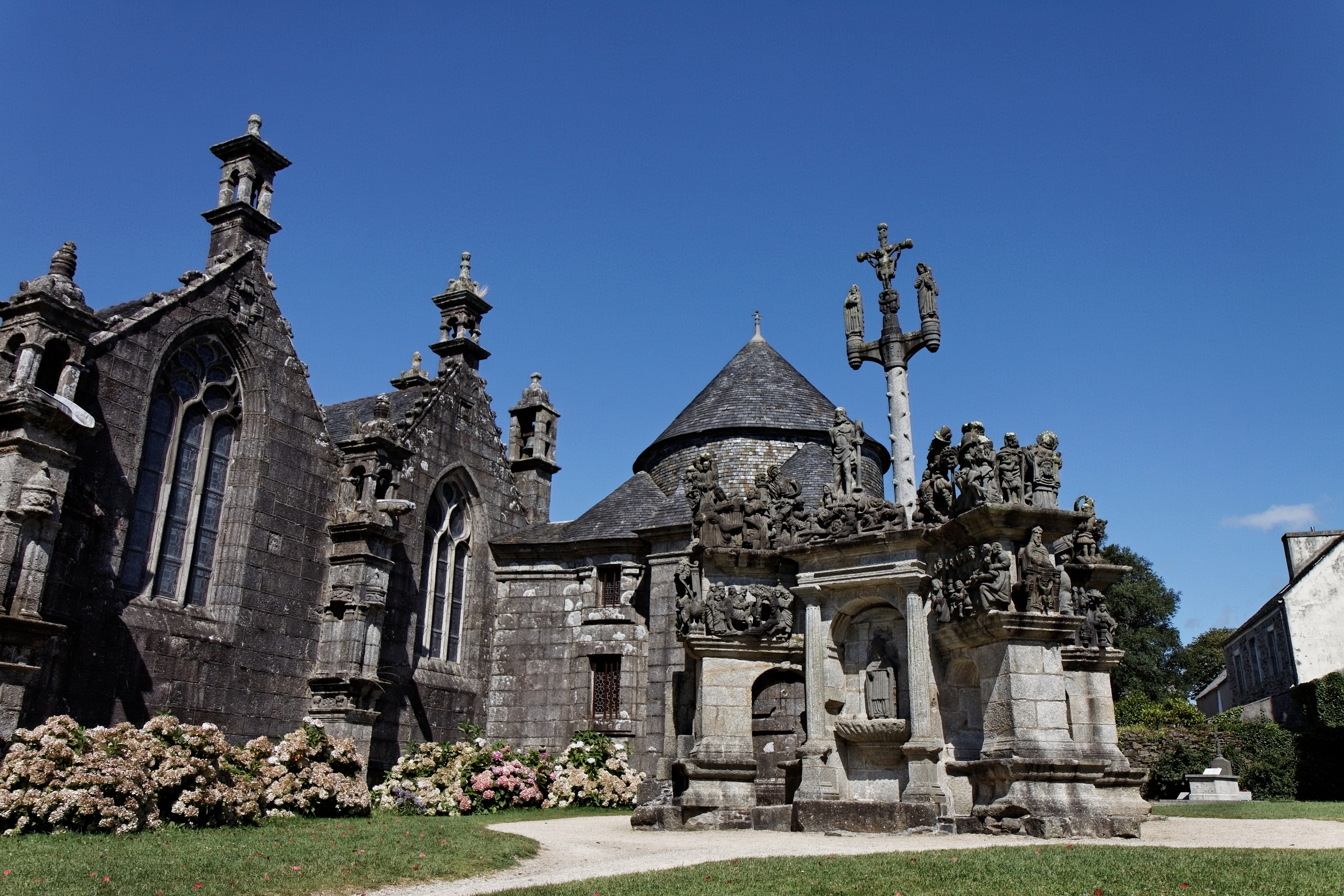
El Enclos paroissial de Guimiliau, expresión artística permitida por el enriquecimiento de la provincia en la época.

Esta prosperidad económica drenó una gran cantidad de materiales preciosos en Bretaña. Así, entre 1581 y 1590, el Hôtel de la Monnaie de Rennes fue el primero en Francia, muy por delante del de París. Entre 1551 y 1610, los Hôtels de Rennes y Nantes representaron juntos el 35 % del dinero francés; esta proporción cayó sin embargo al 16 % para el período 1610-1680, una parte de la producción se centralizó en París. Este enriquecimiento permitió el desarrollo de las artes y un aumento significativo en la construcción de castillos señoriales y de grandes residencias de comerciantes. El enriquecimiento de los juloded (término bretón que designa a los campesinos ricos) permitió la construcción de numerosas iglesias ricamente decoradas y de recintos parroquiales, particularmente en la basse-Bretagne. Esta prosperidad también estuvo en el origen de la introducción de estilos artísticos extranjeros en la región. Los artistas de la marina real que trabajaban en el arsenal de Brest y que habían recibido formación en el clasicismo se pusieron también a trabajar para las parroquias de Léon y de Cornouaille.

#### Fuerte crecimiento demográfico y cambios sociales

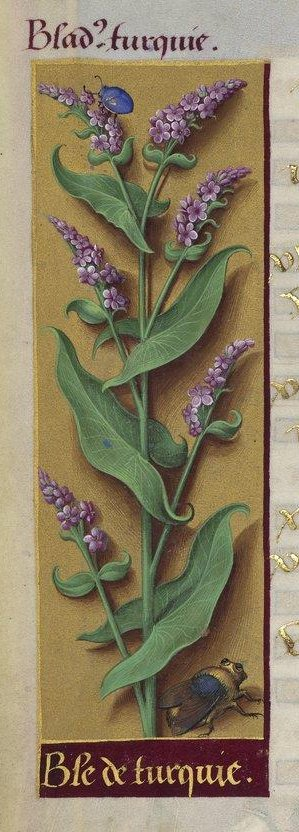
Representación del trigo negro en las Les Grandes Heures d'Anne de Bretagne, BNF, ca. 1503-1508.

En el campo de la agricultura, pocos avances técnicos fueron notables en el momento. Además del cinturón dorado (ceinture dorée, parte de la región costera de los departamentos de Côtes-d'Armor y Finistère, a caballo entre Léon y Trégor) que se benefició de fertilizantes marinos como maerl, el goémon (hierba marina) o el varech, los suelos silíceos favorecieron la ganadería en comparación con los cultivos.
Además, algunas técnicas ampliamente utilizadas, como la étrépage —décaisser y exportar el suelo superficial y la vegetación— o la quema de leña, tendían a empobrecer los suelos. El trigo se cultivó principalmente a lo largo de las costas norte y sur, mientras que el centeno, que era más adecuado para los suelos pobres, se cultivó en el interior. La llegada de la cultura del trigo sarraceno al comienzo del siglo XVI cambiará la siembra, ya que se adaptaba muy bien al suelo pobre del interior y presentaba rendimientos muy importantes para la época. Esto permitió reservar los suelos ricos para cereales más nobles destinados a la exportación. La ganadería, principalmente de ganado vacuno, también estaba particularmente desarrollada en comparación con el resto del reino, lo que permitió una economía rural más diversificada y permitió compensar las malas cosechas que, en otras regiones, causaron crisis demográficas.

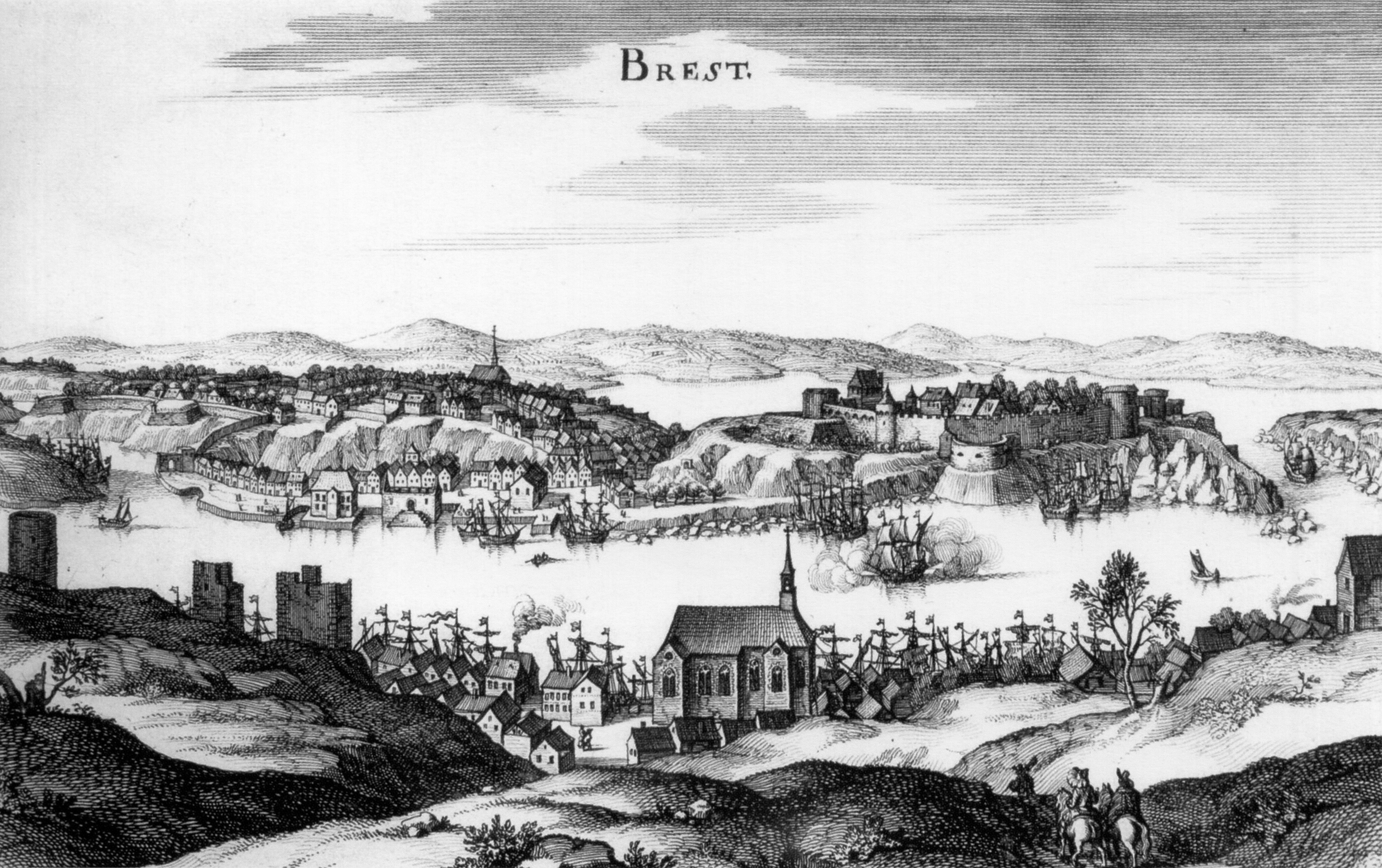
Brest se afirmó como un gran puerto desde finales del. Grabado de Matthäus Merian, ca. 1630-1640.

En términos demográficos, Bretaña se singularizaba del resto de Francia. Mientras que en el siglo XVI se registró un fuerte aumento y luego una desaceleración de la población en todas partes, la población bretona conoció un nuevo impulso ascendente después de finales de este siglo, alcanzando un pico alrededor de 1670-1680. La región tenía entonces una densidad de población del mismo orden que las regiones europeas más desarrolladas, como el norte de Italia o los Países Bajos. Sin embargo, este crecimiento afectó a las áreas rurales y urbanas de manera diferente: en estas últimas, el aumento fue mayor, especialmente en las zonas costeras. Entre el final del siglo XV y el final del XVI, Nantes pasó así de 14 000 a 25 000 habitantes y Saint-Malo de 4000-5000 a 10 000−11 000 habitantes. Otras ciudades como Vannes, Quimper, Morlaix o Saint-Brieuc también experimentaron un crecimiento demográfico, sin alcanzar el umbral de los 10 000 habitantes. Las campiñas debieron sufrir el éxodo rural debido a la atracción de las ciudades, y también la crisis de la Guerra de la Liga al final del siglo XVI, que redujeron drásticamente el número de bautismos. Hacia el final del siglo XVII, la población de la provincia alcanzó los 2 millones, contra 1,3−1,5 millones al final del siglo XV, o el 10 % de la población del reino. Al mismo tiempo, Nantes contaba con 40 000 habitantes, Saint-Malo 25 000 y Rennes entre 15 y 20 000 habitantes.
El final del rodaje penalizó a los puertos pequeños como Le Croisic, Le Conquet o Roscoff, mientras que otros puertos se beneficiaron de desarrollos importantes guiados por inversiones externas: Brest bajo la acción de Colbert, que decidió convertirlo en un puerto militar de primer orden, pasó de 2000 habitantes en 1661 a 15 000 habitantes a comienzos del siglo XVIII; Lorient, creada ex-nihilo en 1666 por la Compañía francesa para el comercio de las Indias Orientales, cuenta con 6000 habitantes en 1702. La evolución de la población rural fue más irregular y la dinámica varía de una comarca a otra.
La religión católica experimentó un renacimiento de la vitalidad en ese momento y tuvo una gran influencia en ciertas formas artísticas. La provincia tenía alrededor de un sacerdote por cada ciento cincuenta habitantes, pero el alto clero se caracterizó por su ausentismo. Las misiones lanzadas después del concilio de Trento permitieron muchas conversiones y están en el origen del uso de los taolennoù para enseñar religión a los bretones que aún eran en su mayoría analfabetos. Un repertorio importante de cánticos se forma desde el comienzo del siglo XVII tomando prestadas melodías y letras de gwerzioù Una forma de sincretismo es también notable en esa época, con el uso de la figura del ankou por los misioneros y su entrada en la decoración de las iglesias, sino también con la cristianización de monumentos paganos como el Menhir de Saint-Uzec

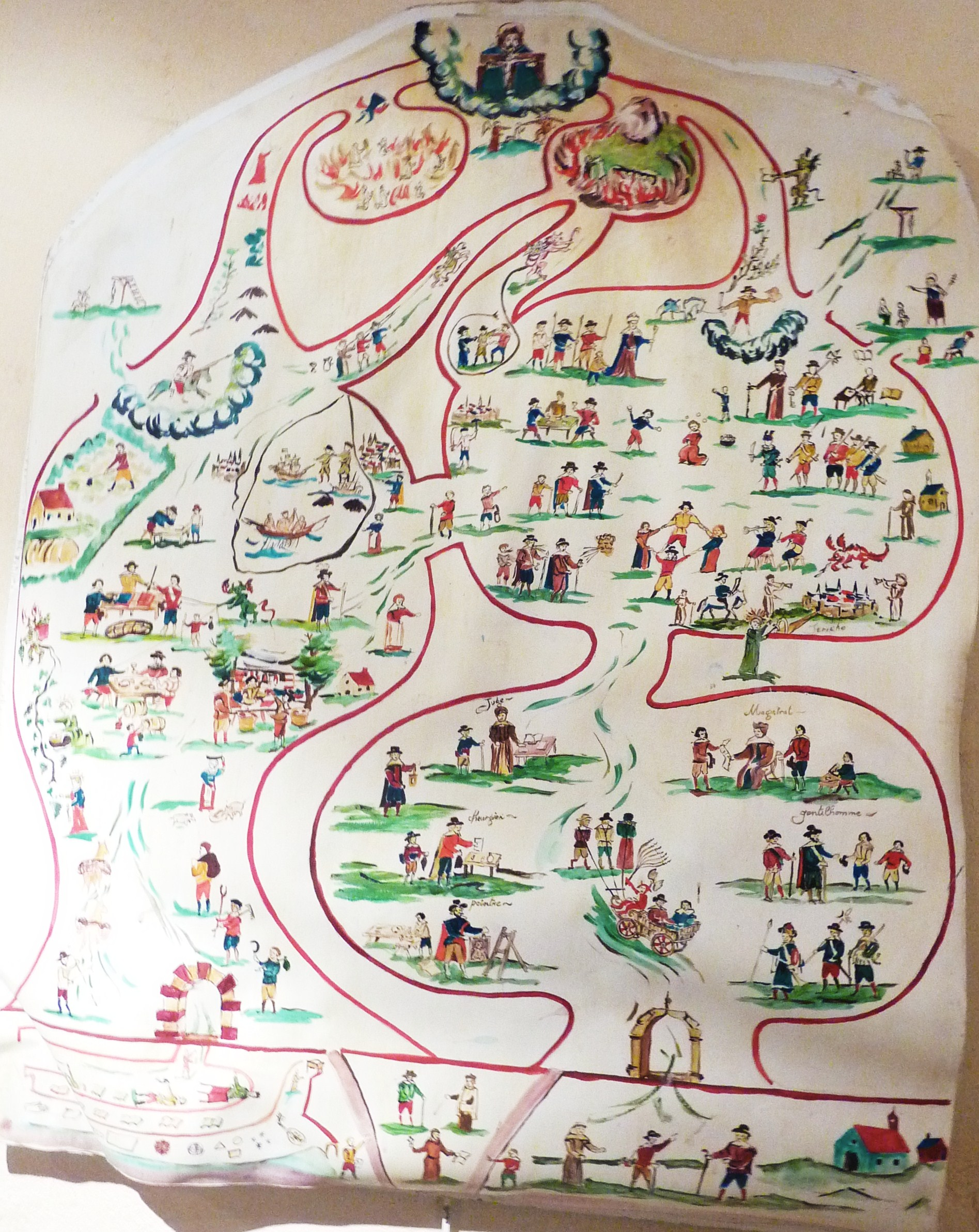
Taolenn utilizado por Michel Le Nobletz en el siglo XVII
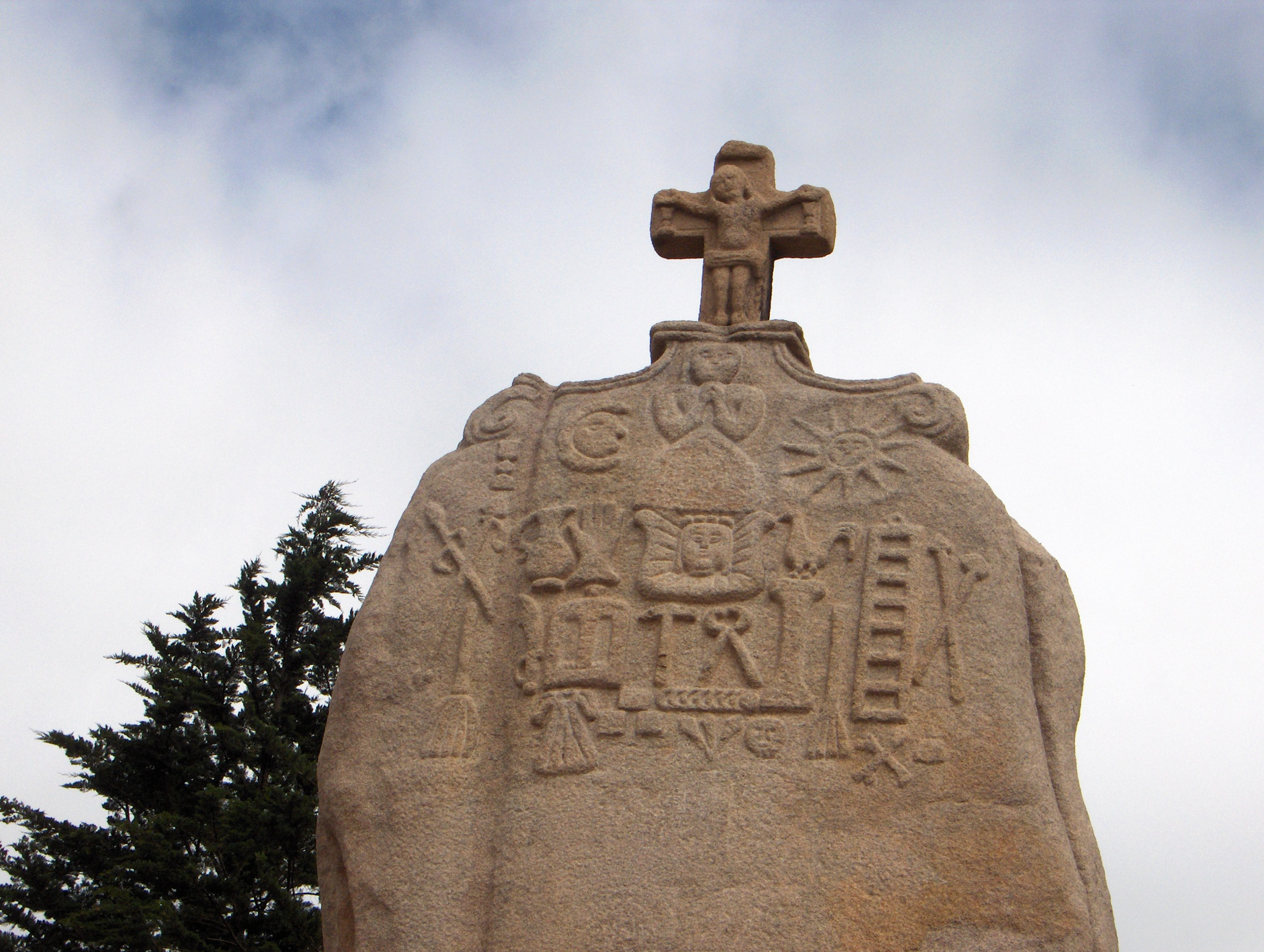
Menhir de Saint-Uzec cristianizado
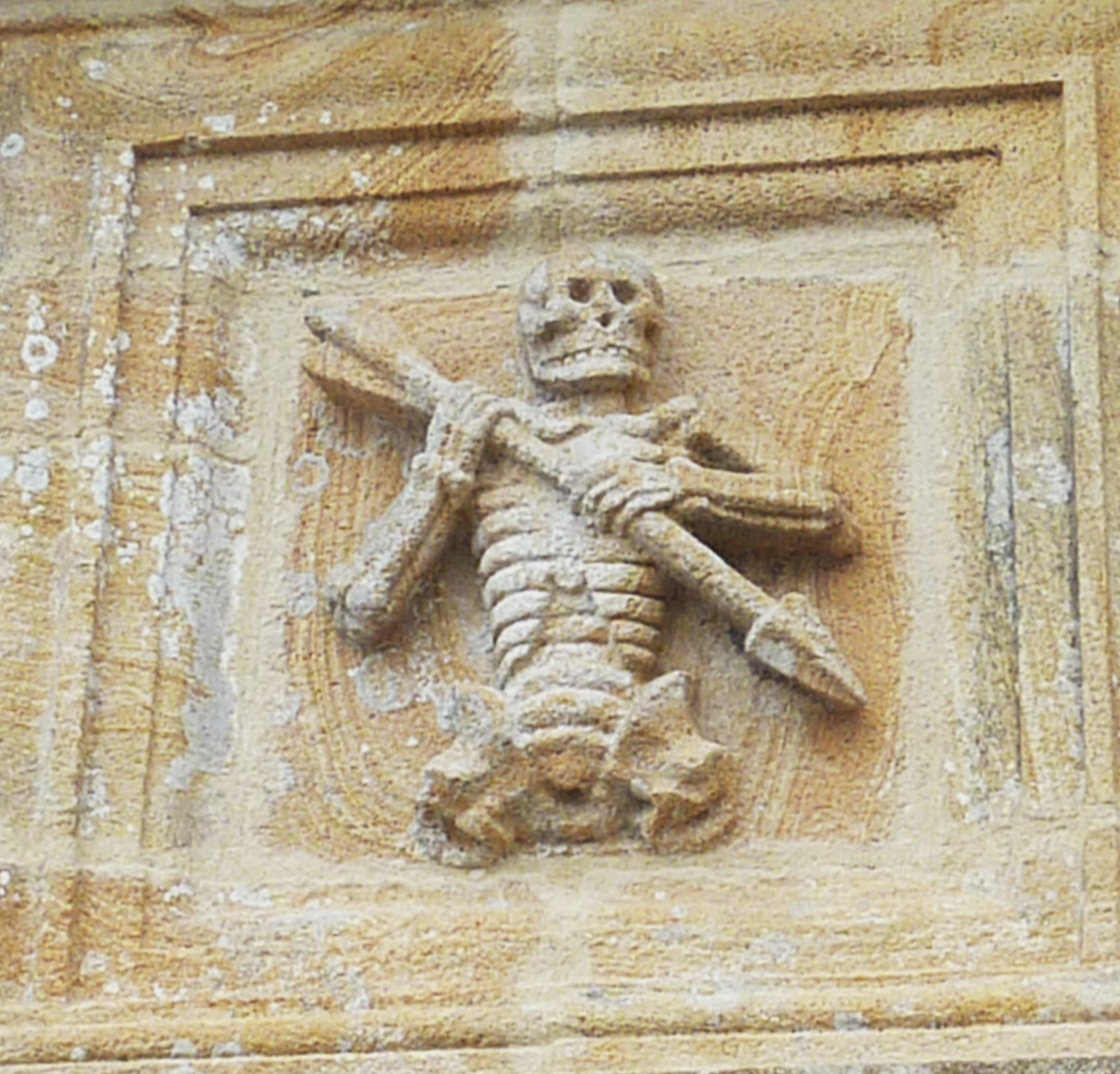
Ankou presente en el osario de Ploudiry
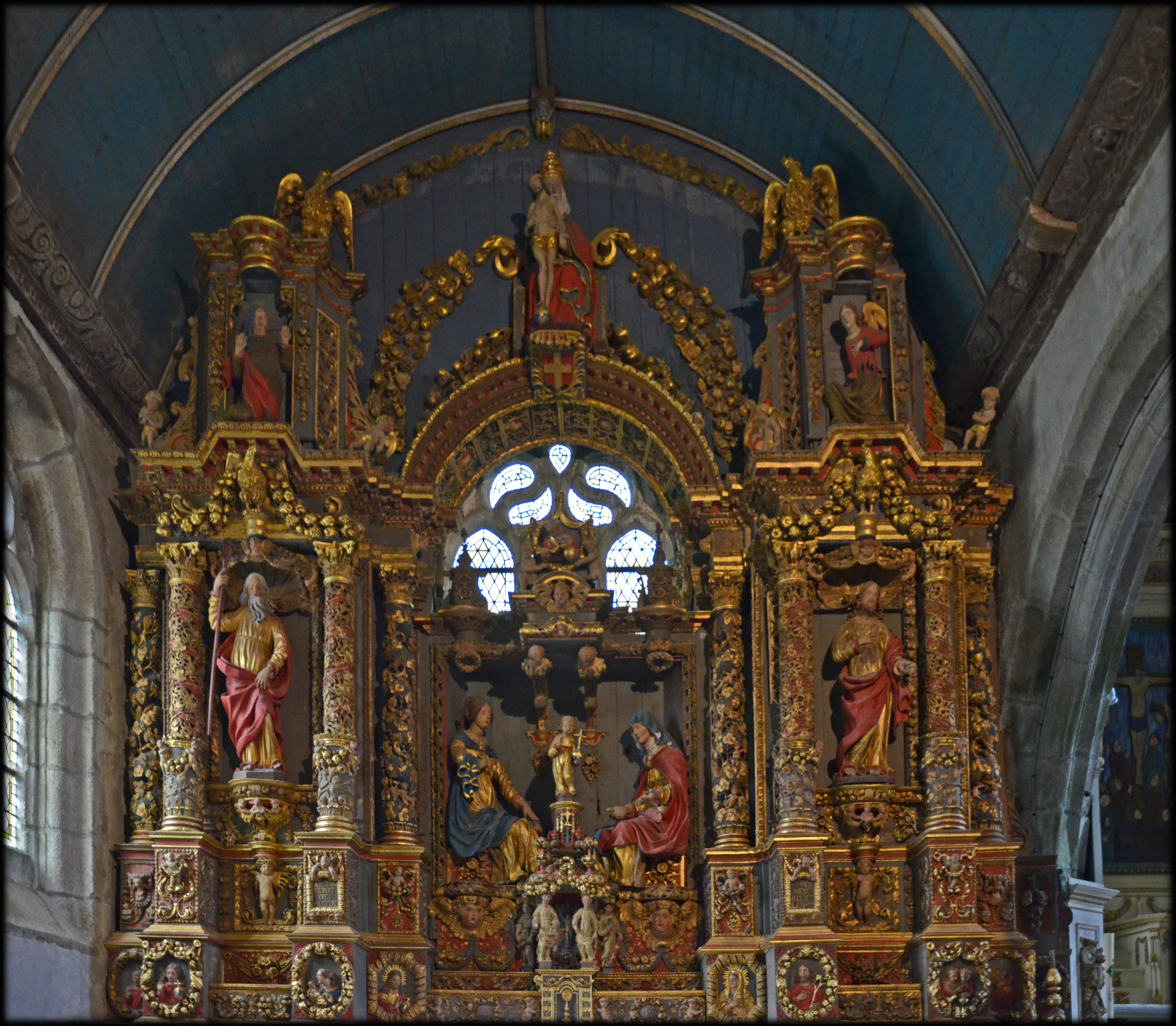
Retablo ricamente decorado de la iglesia de Commana

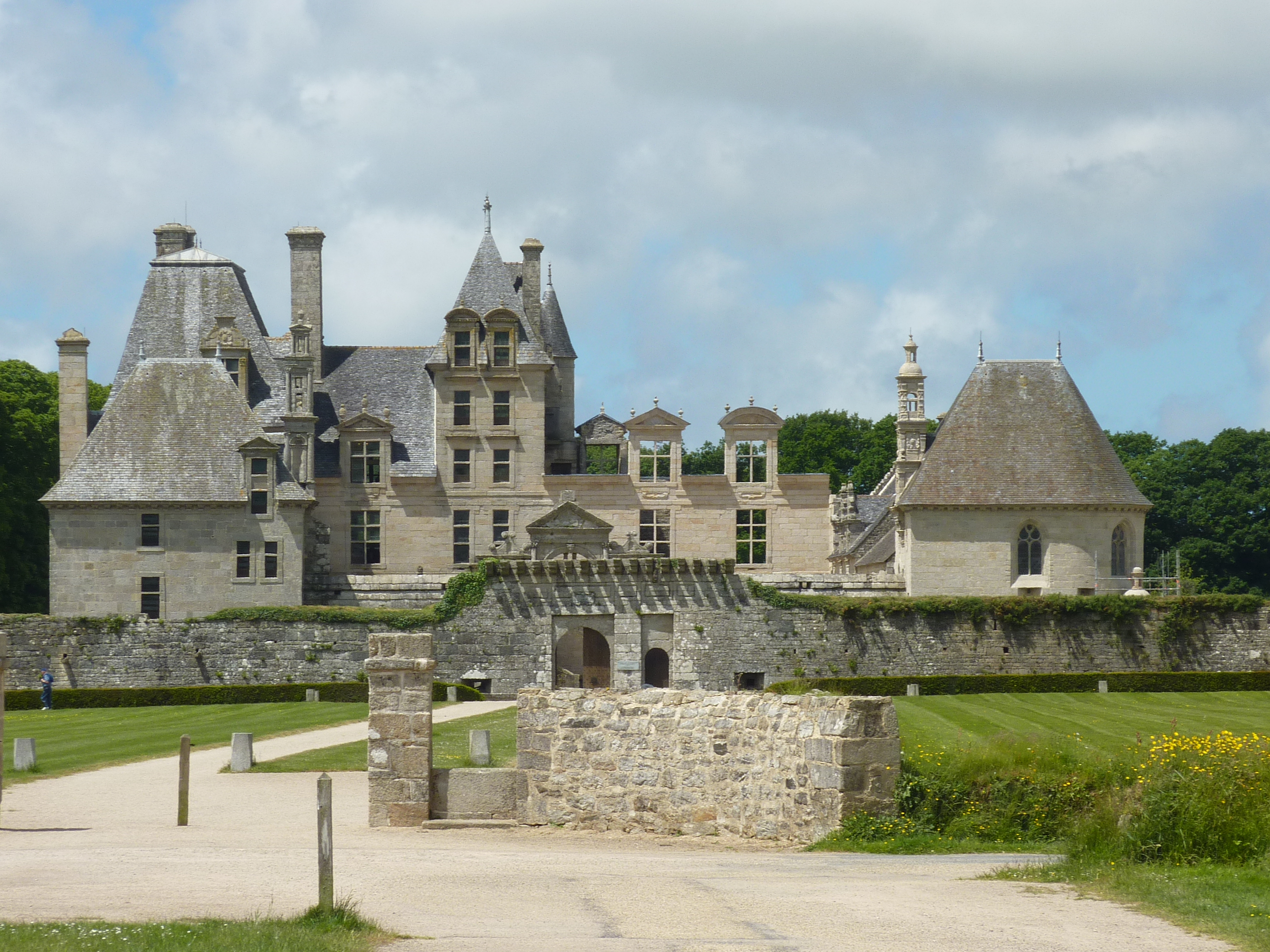
El château de Kerjean, construido a finales del siglo XVIy representativo de la renacentista en Bretaña

En el plano cultural, existe una literatura en lengua francesa, bajo la influencia creciente de elementos fuera de la provincia, y que trata de temas profanos o religiosos. La producción en lengua bretona también existe, pero se hace de forma oral; los cuentos y canciones populares son conocidos gracias a los coleccionistas de canciones del siglo XIX, pero las dataciones aún plantean interrogantes. Arquitectónicamente, los gótico y renacentista cohabitan. Fue primero en la creación de vidrieras en donde el estilo renacentista comenzó a irrumpir, antes de imponerse más tarde en las esculturas y luego en la arquitectura. Las residencias señoriales y las de los ricos comerciantes marcan estas evoluciones: las decoraciones de inspiración antigua se imponen a partir del siglo XVII; los patios y recintos cerrados se destruyen a favor de terrazas y jardines a la francesa. Las casas en pans de bois (de entramado) de madera fueron gradualmente reemplazadas por casas de piedra y hôtels (residencias) como en Saint-Malo, Locronan, Roscoff o Rochefort-en-Terre

### Dificultades de finales delsigloXVIIa la Revolución

#### Afirmación y luego erosión del absolutismo real en Bretaña
A partir del reinado de Luis XIV, la política bretona estuvo marcada por una creciente intervención del Estado que fue de la mano con el establecimiento de un absolutismo que tendía a colocar a todas las provincias francesas bajo la autoridad del gobierno, pero también por las evoluciones estratégicas nacionales. El tándem Luis XIV-Colbert intentó reducir el peso político de los Estados para obtener la financiación de las guerras lideradas por la realeza. A pesar de la ayuda del hermano de Colbert, Charles Colbert de Croissy, comisionado del rey en los Estados de Bretaña, esta política llevó a una resistencia de los tres órdenes: los nobles temían que perjudicase sus privilegios, las clases populares que no lo hiciesen a las ventajas fiscales de la provincia, y la burguesía se sintió amenazada en ambos casos. La oposición, sin embargo, siguió dividida.

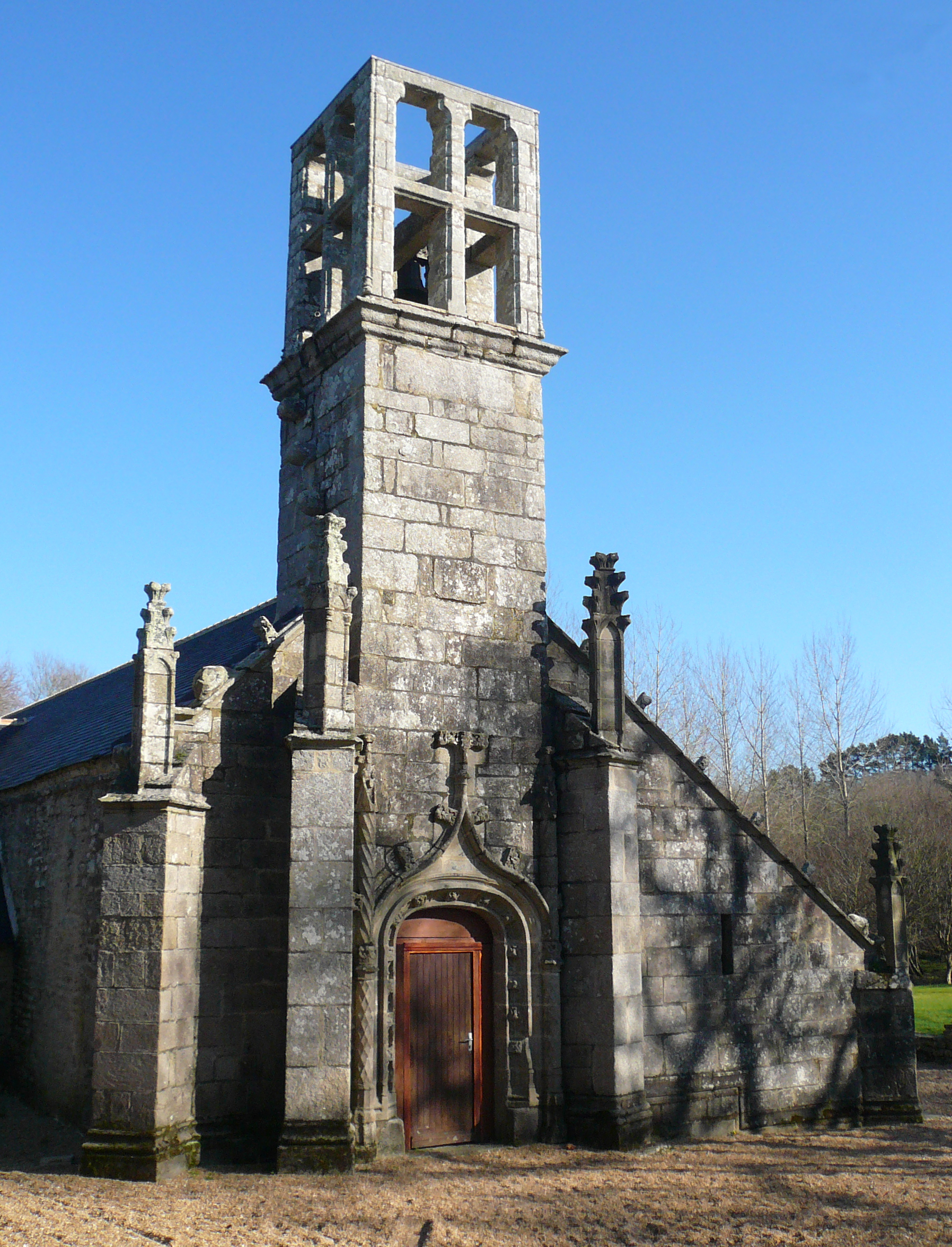
Campanario decapitado enà Lanvern, consecuencia de la revuelta de los bonetes rojos

Esta resistencia experimentó un pico con la revuelta de los bonetes rojos en 1675. Mientras que la guerra holandesa comenzada en 1672 demostró ser más larga y más costosa de lo esperado, medidas fiscales que afectaron a los nobles y a los campesinos se tomaron para llevar dinero a las arcas reales Los Estados de Bretaña, donde dominaba la nobleza, intentaron en 1674 comprar con dons gratuits los edictos reales origen de estos impuestos, pero se restablecieron al año siguiente sin que fuesen consultados. Surgieron problemas en toda Bretaña, liderados por algunos parlamentarios, pero también por bretones más modestos. El duque de Chaulnes, entonces gobernador de la provincia, no consiguió restabler la calma y las tropas reales debieron intervenir. Políticamente, la represión se hizo a diferentes niveles: el Parlamento de Bretaña dejó Rennes por Vannes, donde se exilió de 1675 a 1690; el gobernador fue secundado, y luego reemplazado, por una intendencia que se estableció en 1689; y en represalia, los campanarios fueron abatidos en las aldeas donde el levantamiento fue más fuerte. Los Estados de Bretaña ya no fueron capaces de oponerse a la introducción de nuevos impuestos: la capitación se instauró en 1694, la décima instauré en 1710 fue reemplazada por la vigésima en 1749 y 1756. El reparto de estos impuestos, sin embargo, siguió siendo fijado por los Estados, lo que hizo que la mayoría de ellos recayese en el mundo campesino.
A nivel económico, la región también debió sufrir las consecuencias de la política real: el proteccionismo implementado por Colbert llevó al establecimiento de una política similar en Inglaterra, lo que cortó los mercados bretones de muchos productos, como las telas. El tráfico de los grandes puertos y el cabotaje también se vieron afectados durante las guerras contra Inglaterra, teniendo esta última el dominio de los mares. Esta insatisfacción con los impuestos estuvo en el origen de la conspiración de Pontcallec entre 1718 y 1720, apoyada por la pequeña nobleza pero no por la población.
La muerte de Luis XIV en 1715 provocó el comienzo de una era de reconquista del poder en el lado bretón. Aunque no pudieron oponerse con eficacia a la introducción de nuevos impuestos, los Estados lograron condicionarlos para obtener nuevos derechos, lo que le procuró a Bretaña ventajas administrativas y financieras sin precedentes en el reino. Esta política de mercadeo se volvió particularmente intensa a partir de 1750 y culminó con el «l'affaire de Bretagne» que vio desde 1760 hasta 1774 un Parlamento liderado por La Chalotais y el duque d'Aiguillon, comandante en jefe de Bretaña. Este último debió finalmente retirarse en 1768, en beneficio del Parlamento. Localmente, sin embargo, los Estados conocieron una división creciente entre la nobleza y el Tercer Estado, marcado especialmente después de 1776 y que prefiguraba el journée des bricoles [día de las rarezas] de 1789.

#### Contracciones y reconversiones económicas

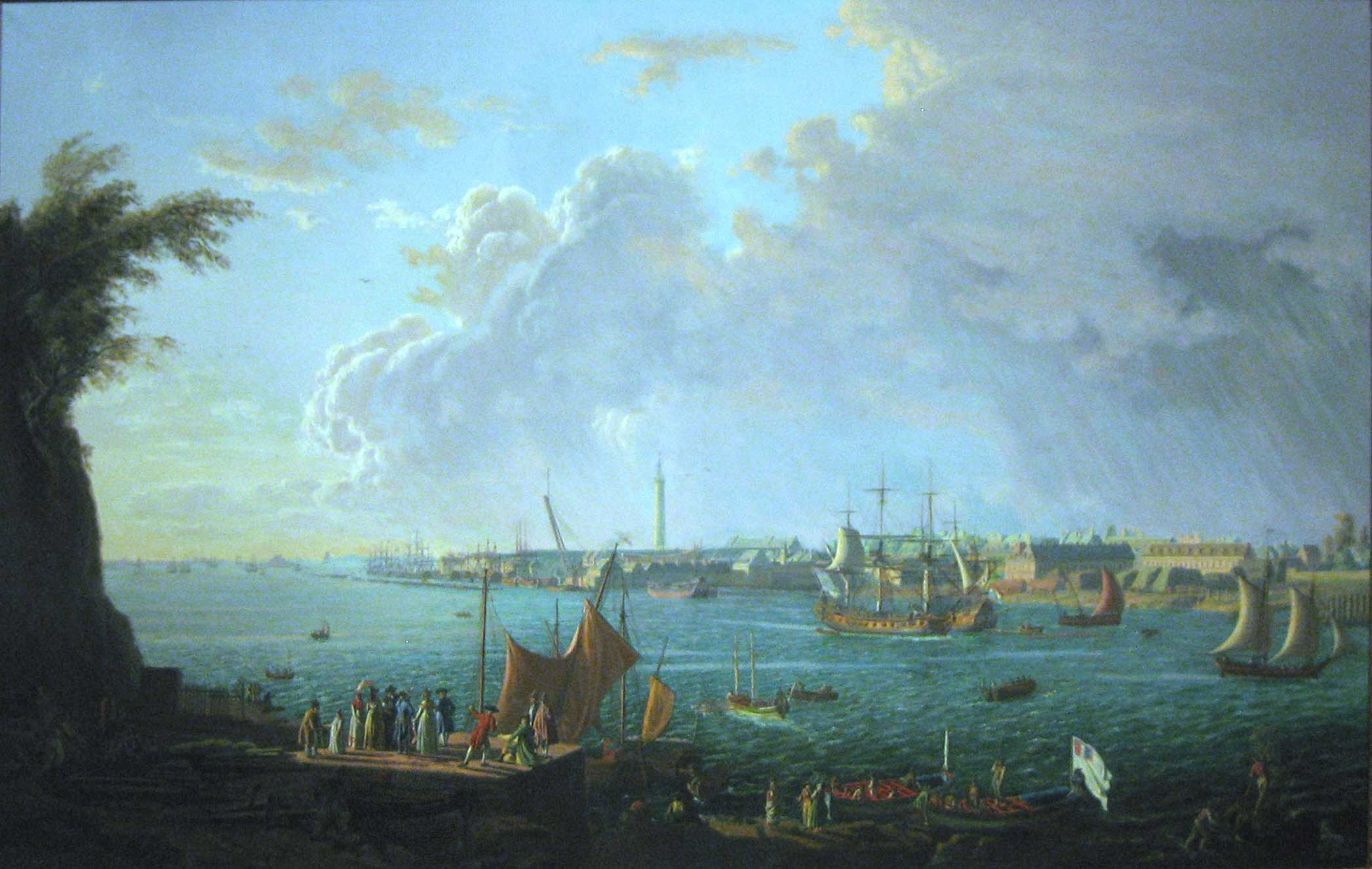
Creado en 1666, Lorient destacó desde el entre los primeros puertos bretones. (Jean-François Hue, 1792).

En el dominio marítimo, Bretaña conservó su lugar en el nivel francés. La flota bretona representaba el 25 % de tonelaje del reino y el 35 % en términos de construcción naval durante el período 1762-1785. A nivel comercial, Lorient nuevamente creado se levantó en un trío de cabeza compuesto también por Nantes y Saint-Malo, mientras que los puertos pequeños también seguían siendo numerosos. Morlaix cayó en decadencia después de varios fracasos de expediciones comerciales a Terranova o América del Sur. Globalmente, se percibe un fenómeno de concentración, necesario por el aumento del capital necesario para realizar operaciones comerciales de mayor magnitud. Nantes, favorecido por su lejanía en caso de guerra y por un hinterland que favorecía sus mercados, subió al segundo lugar francés detrás de Burdeos. El puerto es también el primer puerto negrero en Francia, con barcos de Nantes que transportan entre 310 000−350 000 esclavos de un total de aproximadamente 400 000 esclavos para todos los puertos de Bretaña. Las pesquerías también experimentaron evoluciones significativos: la pesca del bacalao conoció el mismo fenómeno de concentración del capital que el comercio, favoreciendo a Saint-Malo y a la bahía de Saint-Brieuc; la pesca de la sardina se desarrollaba principalmente en la costa sur, desde Conquet a Croisic y particularmente en Douarnenez, Concarneau y Belle-Île-en-Mer.

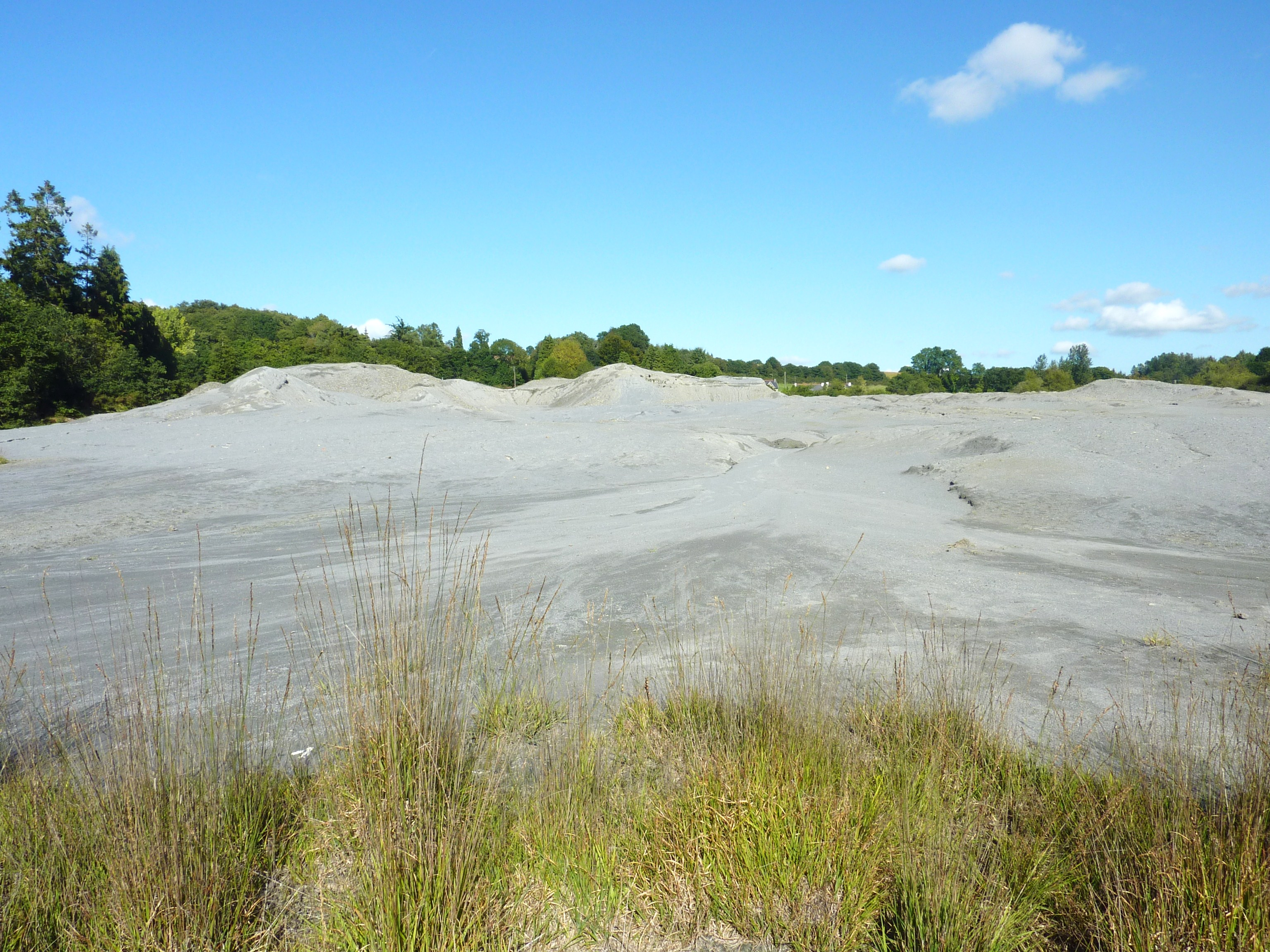
Terril de la antigua mina de plomo argentífero de Poullaouen.

En el campo industrial, Bretaña permaneció principalmente orientada hacia la producción de telas, al tiempo que conoció un cierto desarrollo de su industria minera. Sin embargo, su industria textil debió lidiar con las guerras y la consiguiente pérdida de su salidas inglesas. La industria textil, concentrada alrededor de Josselin, Ploërmel y Malestroit, triplicó en su valor entre 1733 y 1778, vendiendo su producción ordinaria a los campesinos locales. Las regiones productoras de telas de lino grueso como Morlaix y Landerneau, cuyos clientes eran ingleses, intentaron vender sus productos en España, pero sin llegar en el siglo XVIII a alcanzar la mitad de la producción alcanzada en el XVII. Por otro lado, las telas de mejor calidad producidas en el interior de Saint-Brieuc lograron comercializarse aún más, principalmente en América del Sur, gracias a la explotación de minas y canteras de oro y de plata en estas regiones. Sin embargo, esta región no vio el surgimiento de comerciantes adinerados como los juloded de Léon del siglo anterior y sufrió los efectos de la guerra de independencia estadounidense desde 1775. Las telas de cáñamo, concentradas en una región que iba de Saint-Malo a Vitré, encontraron una nueva salida en África y las Antillas y su valor se dobló entre 1751 y 1775. Nantes también conoció el desarrollo de las telas de algodón y de las telas pintadas, autorizadas en Francia desde 1759. La región producía en el momento de la revolución 120 000 piezas por año, contra las 180 000 piezas de París. En el sector minero, las minas de plomo argentífero de Pontpéan y de Poullaouen representaban una sexta parte de las necesiadades de plomo del país y representaban el 0,4 % de la producción mundial de plata. La región, sin embargo, no se benefició de estas explotaciones, porque los capitales eran principalmente propiedad de parisinos y las ganancias no se quedaban en Bretaña. Los ejecutivos y los técnicos extranjeros también fueron causantes de las reacciones xenófobas en la población.
La agricultura progresó en Francia, pero Bretaña se mantuvo al margen de estos desarrollos. La nobleza bretona no buscó introducir nuevos métodos costosos, prefiriendo aumentar sus ingresos incrementando sus derechos señoriales y el pobre sistema de transporte de la época frustró el flujo de fertilizantes marinos hacia el interior. Los cereales conservaron un lugar importante, sin experimentar ganancias de productividad. La población de la provincia continuó aumentando, lo que resultó en un aumento de precios, más importante en el siglo XVIII en Bretaña que en el resto del norte de Francia. Las cosechas hortícolas experimentaron una progresión en el cinturón dorado, así como en torno a Nantes y Rennes. En la segunda mitad del siglo XVIII, la manzana de sidra se fue haciendo cada vez más popular en el oeste de Bretaña y la sidra tendió a reemplazar a los vinos casi por completo entre las bebidas de los campesinos. Al mismo tiempo, las vides se redujeron alrededor de la región de Nantes. La cría de caballos se desarrolló de manera significativa, especialmente en León, así como de ovejas de marisma salina —criadas con pastos próximos al mar— en la bahía del Monte Saint-Michel.

#### Una sociedad cambiante y centros urbanos en mutación
La población cambió más lentamente en el siglo XVIII, experimentando un aumento del 10 % entre 1680-1690 y 1789 frente al 30 % de la población francesa en el mismo tiempo. En Bretaña, la población pasó de 2 a 2,2 millons de habitantes en el período, después de haber conocido eun pico de 2,3 millones en 1770. La región conoció dos crisis demográficas durante este período, en 1693-1694 y en 1741-1743, pero también desde 1760 debido a un saldo natural negativo. La disminución del nivel de vida de las clases trabajadoras los hizo más vulnerables a las malas cosechas y a las epidemias que se desarrollaron durante este período. La viruela, el tifus, la fiebre tifoidea o la disentería también afectaron ocasionalmente a la región, a veces introducida por las tripulaciones de los buques que regresaban del extranjero. El débil crecimiento demográfico fue absorbido por las ciudades. Con la excepción de Saint-Malo, qui aumentó de 25 000 a 15 000 habitantes entre 1690 y 1750, las otras ciudades vieron aumentar su población: Nantes contaba entre 80 000−90 000 habitantes en 1789, Rennes entre 40000-45000, Brest aproximadamente 40 000 y Lorient entre 20 000−25 000 habitantes.
El mundo urbano se vio transformado por la acción combinada de las guerras marítimas libradas por Francia e Inglaterra desde 1688 hasta 1815, y por las fortunas del comercio. La región conoció alrededor de una cuarentena de incursiones inglesas en sus costas entre 1683 y 1783. Desde el final del siglo XVII, las obras de defensa se multiplicaron alrededor de los puertos principales. Los alrededores de Brest, perseguidos en 1694 por un desembarco en Camaret y de Saint-Malo se fortificaron primero; el sur de Bretaña siguió después en el siglo XVIII tras el asedio de Lorient en 1746. El muelle de La Fosse en Nantes vio instalarse las mansiones de los ricos comerciantes; Rennes fue reconstruido después de ser destruido por un incendio en 1720; Brest concentraba la mitad de la actividad de la construcción naval militar francés y Lorient continuó su desarrollo. El movimiento prerromántico es perceptible por la construcción de folies en las campiñas que rodean las principales ciudades. El mestizaje de poblaciones es muy importante, las familias no-bretonas llegadas sobre todo de Irlanda, Normandía, o Bayona, se establecieron en el alto comercio. Estos mestizajes fueron menos importantes en las ciudades más pequeñas como Saint-Malo o Morlaix. El mundo rural, por su parte, siguió dominado por los poderes señoriales. La explotación de los campesinos por la nobleza se acentuó, por lo que aumentaron las usurpaciones a medida que aumentaban los impuestos.
La educación secundaria, reservada a una minoría mayoritariamente salida la clase media burguesa, estaba dominada, por una parte, por los jesuitas que, desde el siglo pasado y hasta 1763, dirigieron tres colegios en Quimper, Vannes y Rennes, y por otro lado, por los oratorianos que gestionaban el de Nantes. La Universidad de Nantes fue amputada en 1735 de su facultad de derecho, que fue transferida a Rennes para estar más cerca del Parlamento de Bretaña. En ese momento, un total de aproximadamente 20 000 personas tenían acceso a los libros y a las novedades de la Ilustración, lo que representaba solo el 1 % de la población de la región. Rennes y Brest eran los dos principales centros intelectuales de la época: los intercambios tenían lugar en cámaras de lectura o logias masónicas. La publicación de obras cada vez más comprometidas obligó desde 1743 a acentuar el control de libreros e impresores; entre 1778 y 1780, se incautaron 177 000 impresos (200 títulos). En julio de 1784 comienza a publicarse el primer semanario bretón, «L'Affiche de Rennes». Lingüísticamente, el área bretona tiende a contraerse al oeste de una línea que iba desde Saint-Nazaire a Saint-Brieuc a través de Josselin y Loudéac. Incluía alrededor del 42 % de la población provincial, alrededor de un millón de hablantes. Además de los dos centros francófonos de Brest y Lorient, esta zona es homogénea. En el este, las ciudades de la Alta Bretaña tienen hogares bretones, formados por emigrantes de Basse-Bretagne.
La estructura social siguió dividida en tres órdenes. La nobleza contaba con 25 000 personas, poco más del 1 % de la población bretona, y se concentraba el 56 % en el 20 % del litoral. La vieja nobleza de origen medieval era la más importante; solo 303 familias estaban ennoblecidas en siglo XVIII. Esta clase tuvo una influencia importante en la economía y su riqueza aumentó durante este siglo. El clero reclutaba principalmente a la clase media y a la clase media baja, así como a la parte rica del campesinado; la nobleza proporcionaba solo el 10 % de su fuerza de trabajo. El tercer estado representaba el 98 % de la población bretona. Fuera de esto, una burguesía cada vez más grande y educada se oponía cada vez más a la nobleza en un proceso que crecerá hasta la Revolución francesa.

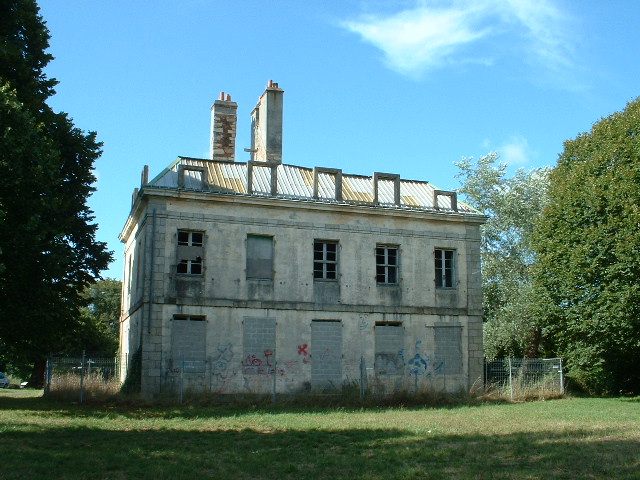
El château de Soy, folie en la región de Lorient.
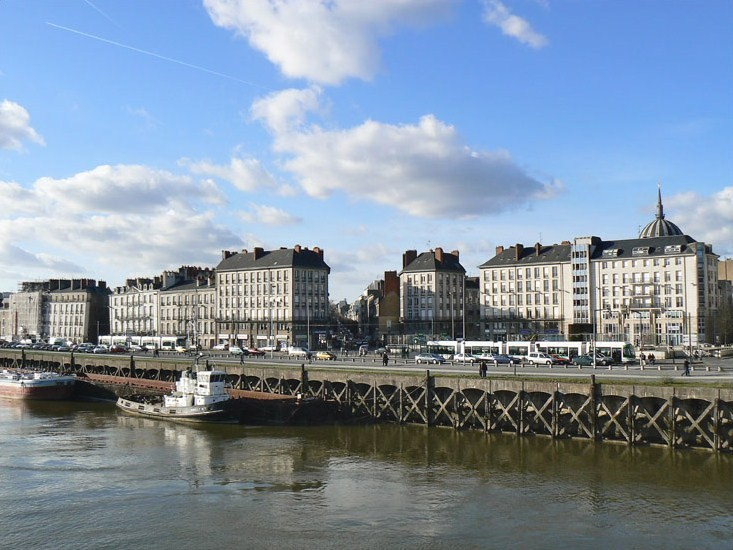
El quai de la Fosse en Nantes, con sus casas de comerciantes.
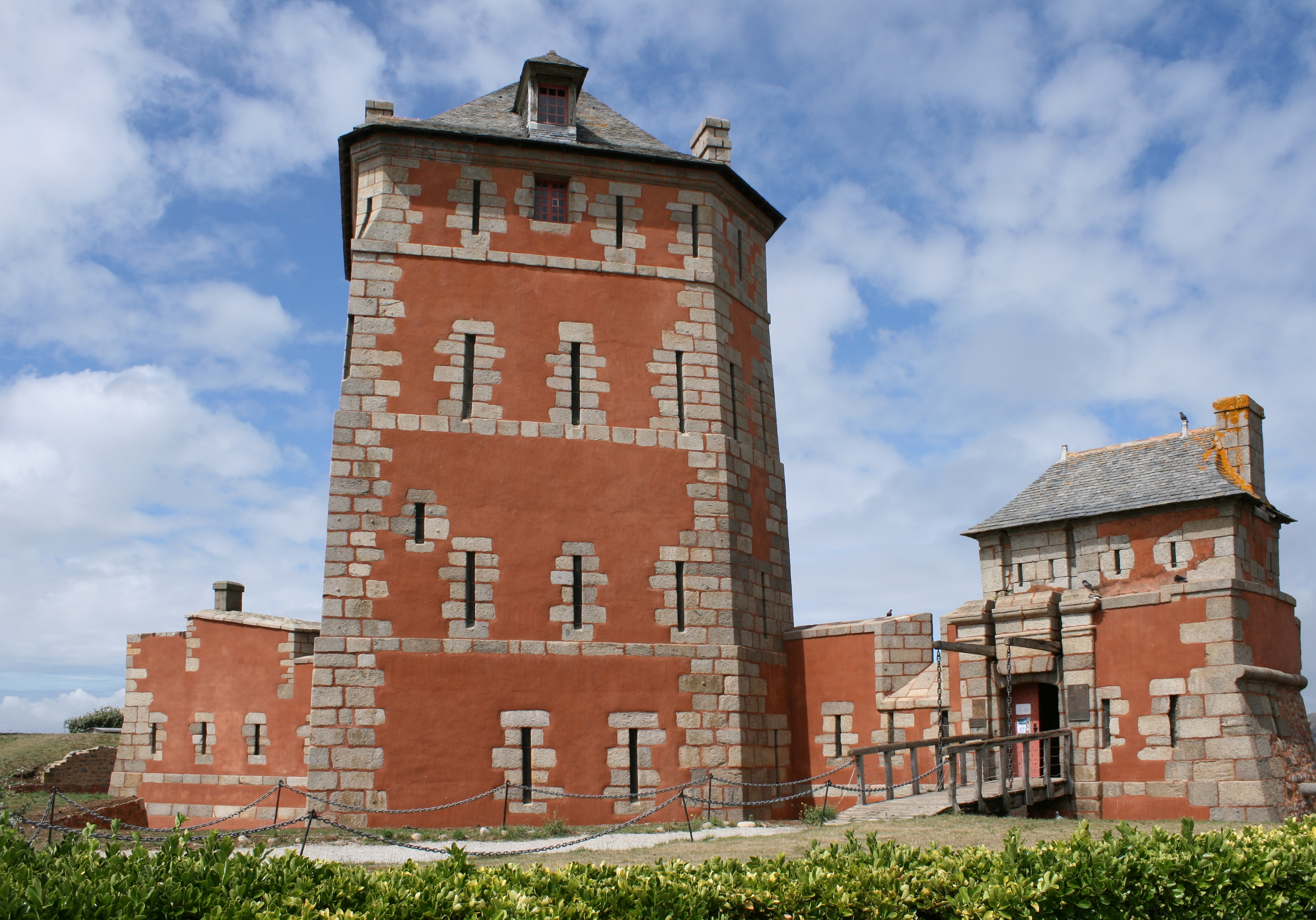
La torre Vauban construida en Camaret para proteger la rada de Brest.
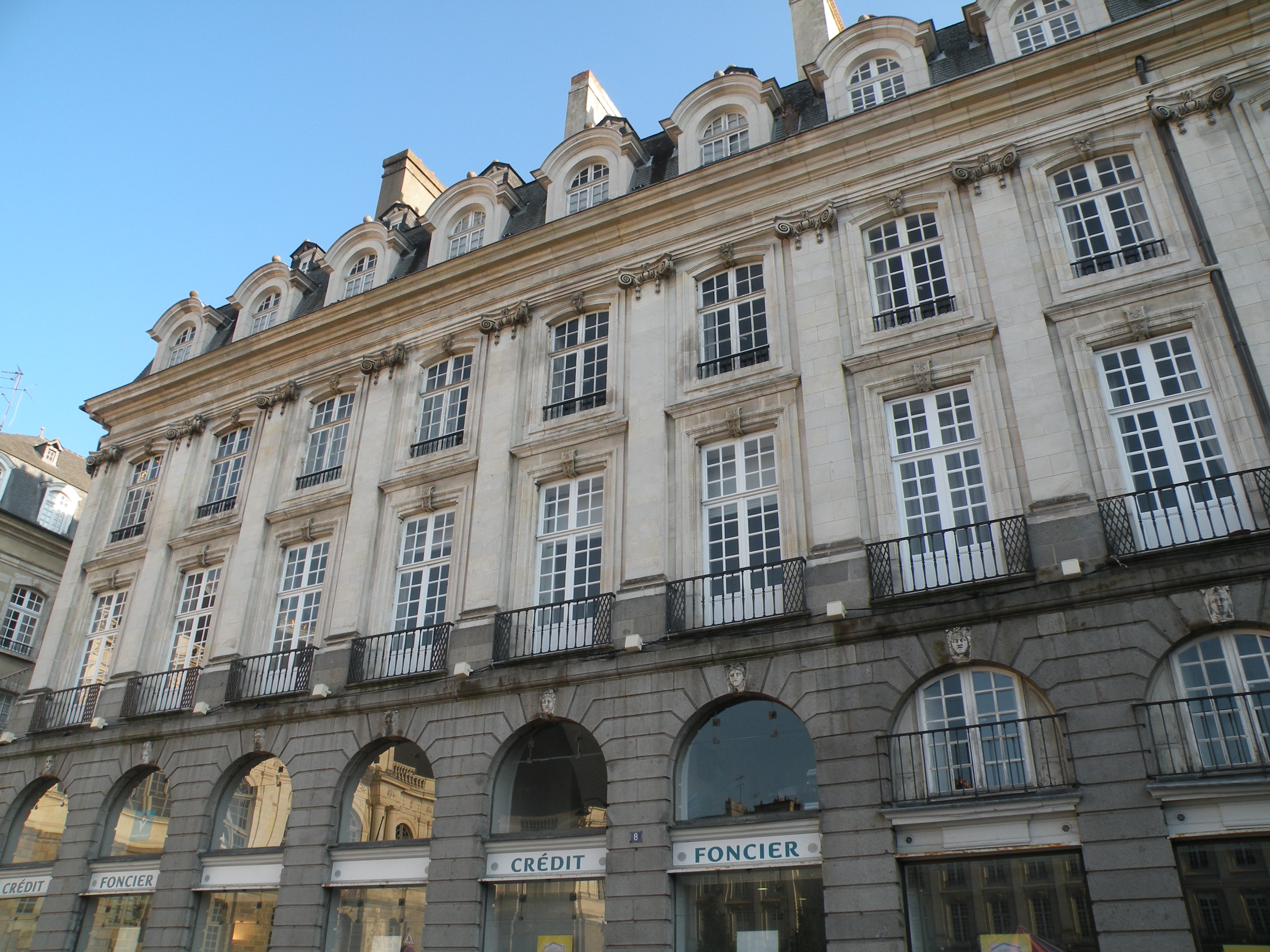
Edificio en la place du Parlement-de-Bretagne,construido en Rennes después del incendio de 1720.

## De la revolución al Imperio

### Los comienzos de la Revolución
El rey Luis XVI tomó la iniciativa el 5 de julio de 1788 de convocar a los Estados Generales para el 1 de mayo del año siguiente. En Bretaña, su preparación estuvo marcada por una fuerte oposición entre la nobleza y el tercer estado, ya que este último exigía un aumento en el número de sus representantes y una distribución más equitativa de los impuestos. Los Estados de Bretaña se abrieron en Rennes el 29 de diciembre de 1788 en el convento de los cordeliers. Los días 26 y 27 de enero de 1789, la journée des bricoles estalló en la ciudad, la nobleza empujó al pueblo bajo de la ciudad contra la burguesía, con tres muertos a la llave. Ante la imposibilidad de encontrar un acuerdo entre el Tercer Estado y la nobleza para el nombramiento de los diputados, Luis XVI impusoreglas específicas sobre Bretaña. La nobleza decidió no enviar ningún representante a Versalles en protesta.

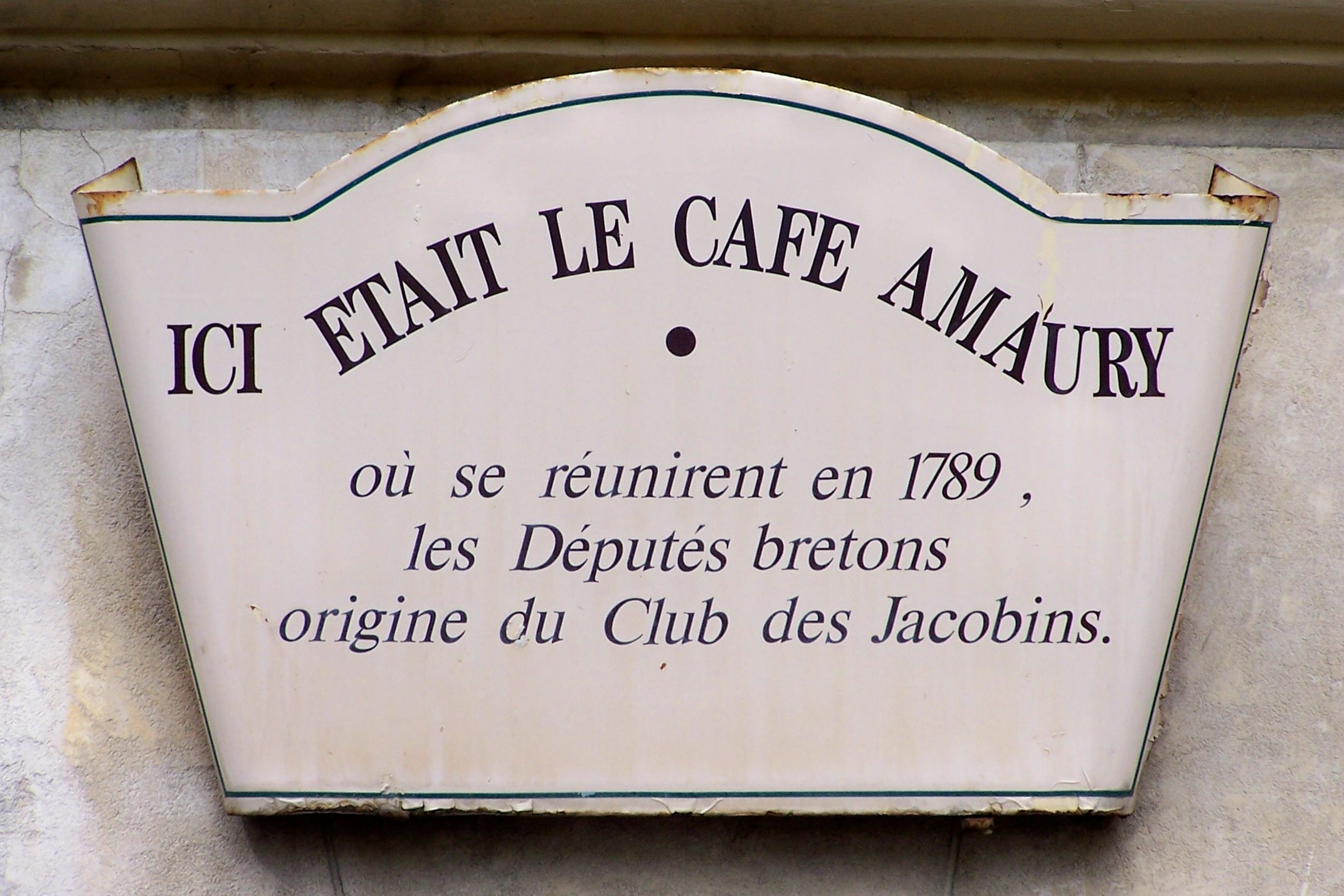
Le club breton joue un rôle majeur dans les débuts de la Révolution française.

Los diputados bretones del Tercer Estado comenzaron a reunirse tan pronto como llegaron a Versalles a finales de abril de 1789, en un «club breton», para coordinar sus acciones y su correspondencia con su provincia. Le Chapelier se afirma allí como un líder; el club se fue abriendo gradualmente a los diputados de otras regiones. El club y los diputados bretones desempeñaron un papel central durante la noche del 4 de agosto que tuvo el efecto de abolir los privilegios y por lo tanto los derechos particulares de Bretaña. Pocos de sus diputados se opusieron, ya que esos privilegios provinciales garantizados por el edicto de unión de 1532 beneficiaban sobre todo a la nobleza, pero esta supresión fue menos unánime entre los electores de estos diputados en Bretaña.
En el lugar, la región permaneció en gran parte intacta por el Grande Peur [Gran Miedo], con la excepción de sus mercados en el este. El Parlamento y los Estados de Bretaña fueron disueltos respectivamente el 3 y 5 de noviembre de 1789. La provincia dejó lugar desde 1790 a cinco departamentos que recortan las divisiones existentes de la provincia: Côtes-du-Nord, Finistère, Ille-et-Vilaine, Loire-Inférieure y Morbihan.. La idea de un sexto departamento formado alrededor de Saint-Malo fue en un momento considerada, pero finalmente se abandonó. La burguesía se las arregló para ocupar desde 1789 la mayoría de los nuevos puestos y funciones, pero, por su lado, los campesinos no lograron poner final al domaine congéable y las condiciones económicas se agravaron en este periodo turbulento. Fue de nuevo la burguesía la que logró recuperar la mayor parte de los bienes de la Iglesia y de los nobles emigrantes a partir de 1791. La confiscación de la Revolución por la burguesía provocó la oposición de las otras clases sociales: los nobles se organizaron, el clero basculó en la oposición y el campesinado era cada vez más diferente de la burguesía. La Constitución civil del clero votada en julio de 1790 cambió la situación en el lugar como en el resto del Oeste francés.

### Movimientos de oposición a la Revolución

#### Comienzos desorganizados

Les Révoltés de Fouesnant, reducidos por la guardia nacional de Quimper en 1792. Jules Girardet, ca. 1886.

La Constitución civil del clero encontró una fuerte oposición en Bretaña, donde entre el 75 y el 90 % de los sacerdotes se negaron a prestar juramento. Fueron apoyados por los campesinos, especialmente en Léon, en el Vannetais yen Haute-Bretagne, regiones que comienzan a agitarse a fines de 1790 o principios de 1791. El resentimiento se vuelve hacia las ciudades, allí donde se toman las decisiones. Una primera confrontación tuvo lugar el 13 de febrero de 1791 en Vannes entre campesinos y revolucionarios, que causó una docena de muertes entre los campesinos. Sin embargo, la situación fue diferente en las otras ciudades, donde la presencia del ejército y la compra de trigo por parte de la burguesía permitieron mantener la calma. La introducción del servicio militar por sorteo en el verano de 1792 causó muchos enfrentamientos en el campo, como en Fouesnant en julio, y las tropas campesinas de varios miles de hombres atacaron atacaron Lannion o incluso Pontrieux en septiembre.
La aristocracia también estuvo en el origen de varios movimientos de reacción contra la revolución durante los primeros años. Aunque privados de sus derechos feudales, que les alienaron los campesinos, encontraron una cierta influencia sobre ellos. Tras la huida de Luis XVI en junio de 1791, algunos intentaron un levantamiento en Malestroit y Machecoul, pero la Guardia Nacional los derrotó fácilmente. Mejor preparada, la insurrección preparada por la Asociación Bretona y dirigida por La Rouërie, descubierta ya en junio de 1792, tampoco se materializó. Desempeñó no obstante un papel en el comienzo de la Chouannerie a partir 1793.

#### Hacia una oposición más masiva
El primer movimiento de oposición fue de inspiración republicana. Hacia el final del Legislativo, en 1792, comenzó a aparecer una oposición de los diputados bretones hacia los sans-culottes parisinos. En agosto de 1792, Côtes-du-Nord envió una circular a los otros departamentos de Bretaña pidiendo que una ciudad que no fuese París fuese elegida como sede de la Convención; la administración del Loire-Inférieure escribió al mismo tiempo «si des parisiens oublient qu'ils sont français et nos frères, nous n'oublierons jamais que nous sommes Bretons et les ennemis nés des tyrans». En general, los diputados de la región votaron con los girondinos; La oposición a los montagnard se acentuó después de la sentencia de muerte de Luis XVI el 15 de enero de 1793. Después de la victoria de los Montagnard el 2 de junio, esto desembocó en una insurrección federalista. Del 19 al 25 de junio, los diputados de las comunas de los cinco departamentos se reunieron en Rennes y votaron para reunir algunas tropas. Estos, en su mayoría procedentes de Ille-et-Vilaine, de Morbihan y en especial de Finistère (Côtes-du-Nord y Loire-Inférieure prefirieron mantener sus tropas para luchar contra los chouans) se unieron en Caen a los federalistas normandos. Sin embargo, la derrota de estas tropas durante la batalla de Brécourt el 13 de julio de 1793 puso fin a esta insurrección.

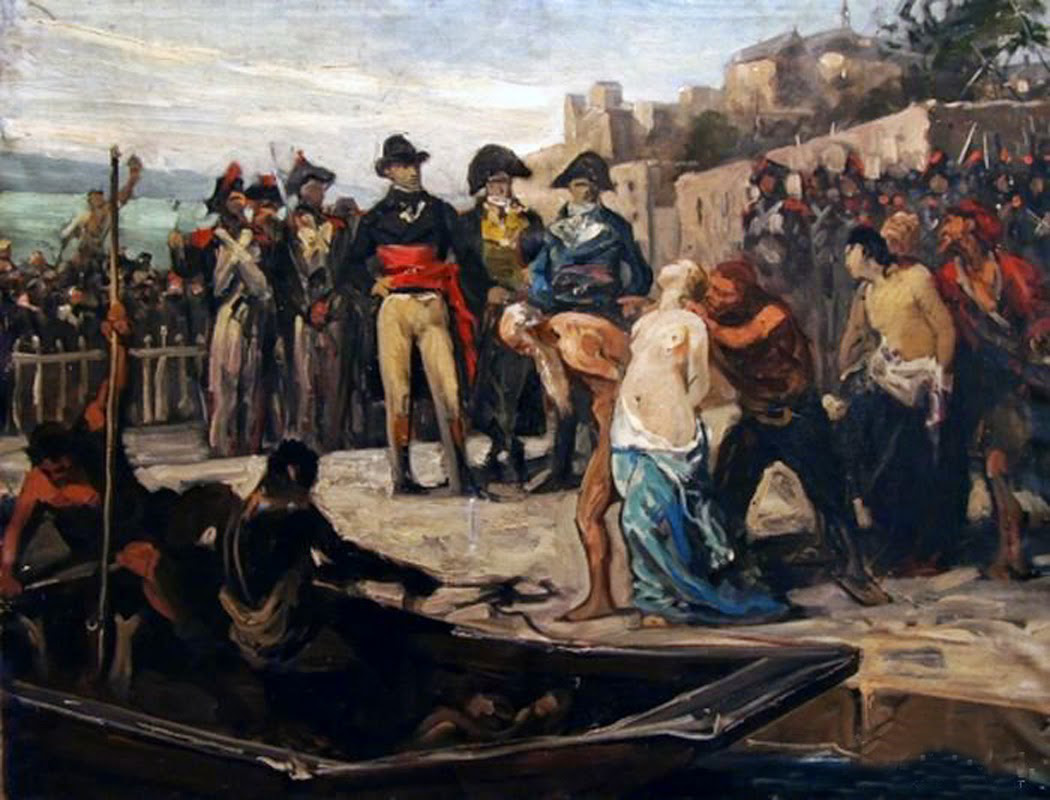
Les Noyades de Nantes, fueron llevados al lugar en el marco del Terror en el otoño de 1793 por Carrier para reprimir los levantamientos. Joseph Aubert, boceto, 1882, Musée d'art et d'histoire de Cholet.

Otra insurrección afectó al campo de la región en la primavera de 1793. De hecho, la decisión de la Convención, el 24 de febrero, de imponer el reclutamiento de 300 000 hombres por lotería en todo el país fue poco aceptada en Bretaña, especialmente porque los funcionarios cercanos al poder revolucionario estaban exentos para no perturbar el funcionamiento de la administración. La primera revuelta estalló el 10 de marzo de 1793 en Saint-Philbert-de-Grand-Lieu, antes de extenderse a casi toda la Haute-Bretagne y a una parte del Léon. Los refuerzos republicanos llegaron a la región desde el 25 de marzo; ya en abril la situación se tornó ventajosa. Desde el otoño del mismo año, la llegada a la región de Chouans procedente de Vendée relanzó la agitación, especialmente con el paso del virée de Galerne en el este de la Haute-Bretagne. La represión de este se hace en el marco del Terreur: por ejemplo, en Nantes, Carrier hizo fusilar o ahogar a miles de personas. La naturaleza de esta represión, que se volvió especialmente en contra de la religión, precipitó desde el comienzo de 1794 cuando los campesinos dirigidos por líderes locales del campesinado como Pierre Guillemot o Georges Cadoudal emprendieron una forma de guerra de guerrillas que afectó a las campiñas en grados diversos. La caída de Robespierre en julio de 1794 permitió a los termidorianos negociar una paz con los insurgentes, lo que llevó al Tratado de la Mabilais el 20 de abril de 1795, que garantizaba la amnistía a los insurgentes y estableció la libertad de culto.
La aristocracia también estuvo en el origen de levantamientos en la región: el conde de Puisaye logró estructurar los restos de la chouannerie de 1793 y se fue a Londres en septiembre de 1794 para obtener apoyo para la organización de un desembarco inglés en Bretaña para crear un nuevo frente. Aunque ganó rápidamente el apoyo del primer ministro británico William Pitt, el contingente británico no llegó a Bretaña hasta el 25 de junio de 1795. Al desembarcar en Quiberon, la fuerza expedicionaria fue derrotada por los republicanos del general Hoche.
El establecimiento del Directorio, particularmente debido a la anulación en 1797 de una elección que habría propiciado muchos diputados realistas, revivió un período de disturbios en la región. Sin embargo, siguieron siendo limitados y la situación se empantanó hasta 1799. La llegada al poder de Napoleón Bonaparte, tras el golpe de Estado del 18 de brumario, condujo a una política más conciliadora en sus primeros años de gobierno (libertad religiosa, suspensión de reclutamiento de hombres) y permitió devolver la calma.

### Consecuencias sociopolíticas de la Revolución y el Imperio
El balance económico del período fue pesado para la región. La mayoría de los principales puertos fueron duramente afectados: la abolición del monopolio de la Compañía francesa de las Indias Orientales redujo las actividades de Lorient, la abolición de la esclavitud durante el período revolucionario así como las dificultades para comerciar con las Antillas afectaron a Nantes, mientras que Saint-Malo revive en la guerra racial que, a pesar del éxito de Surcouf, solo trajo un éxito mitigado. Brest, por su parte, estuvo sujeto al bloqueo británico y vio sus actividades de armamento y construcción naval transferidas a Anvers. En el interior, la industria de las telas también se vio muy afectada, aislada de sus clientes debido a las guerras contra Inglaterra, pero las fraguas registran por la misma razón numerosos encargos y se desarrollan durante este periodo.

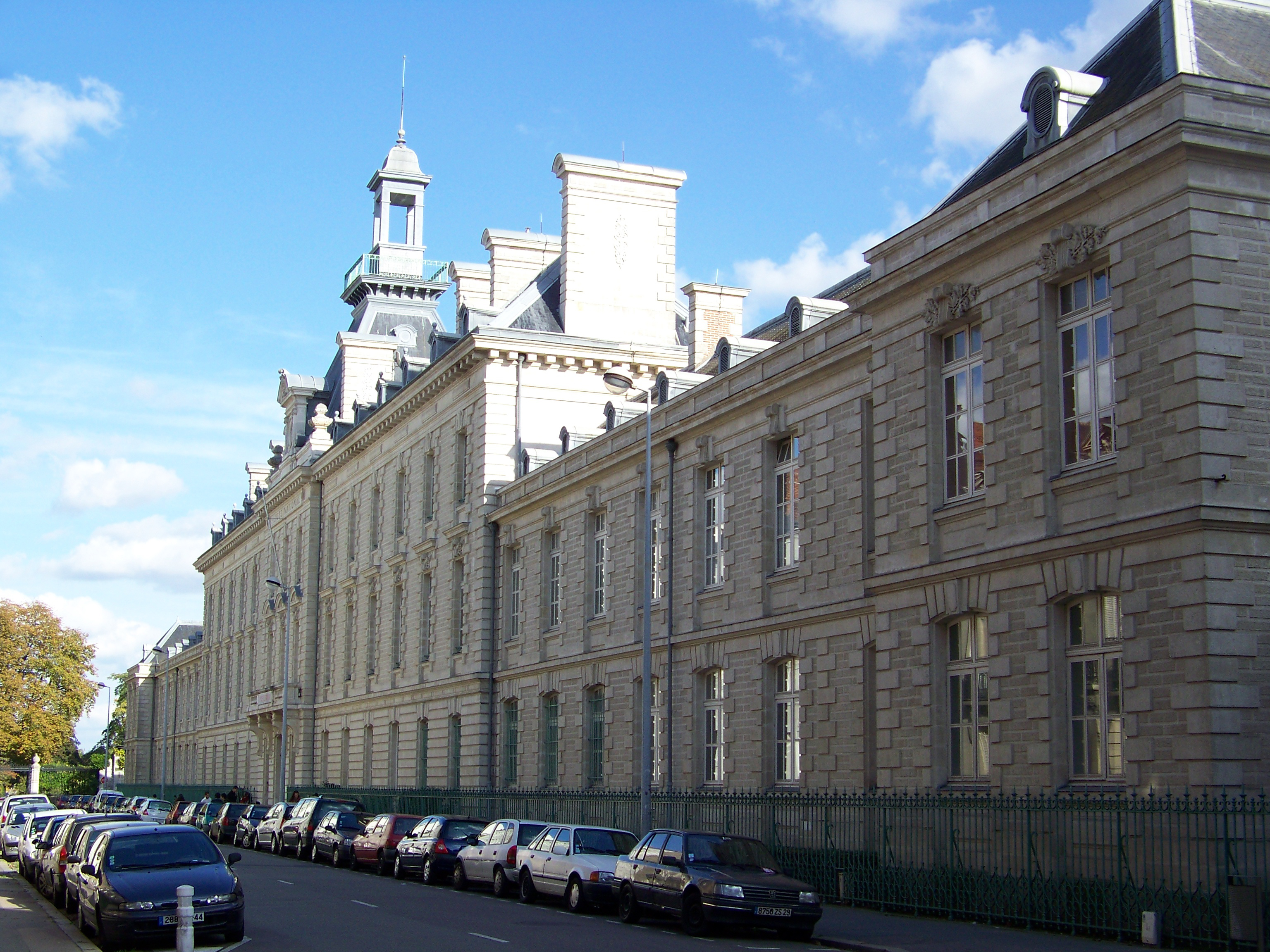
El lycée imperial de Nantes fue creado en 1803.

Políticamente, la región perdió toda autonomía en ese momento. Los cinco departamentos creados ya no tenían vínculos entre sí, aunque el Tribunal de Apelaciones de Rennes, creado en 1800, reanudó la división de la antigua provincia. Los prefectos establecidos a la cabeza de cada departamento tenían más poder que los intendentes del Antiguo Régimen y estaban estrechamente controlados por los ministerios del Interior y la Policía. La mayoría de los cuadros de la administración, como prefectos, obispos, profesores de escuelas secundarias o docentes, eran elegidos de fuera de la región. Localmente, los funcionarios y los concejales municipales de las ciudades de más de 5000 habitantes eran elegidos directamente por el emperador.
Culturalmente, la lengua bretona fue excluida de la enseñanza de los tres liceos de reciente creación en en Rennes, en Nantes y en Pontivy en 1802-1803, así como las facultades que reabrieron en Rennes en 1808. Las costumbres locales como la soule,, o la representación de misterios también fueron comabatidos puntualmente.
La región también fue equipada con las nuevas infraestructuras del momento. La construcción del canal de Nantes a Brest comenzó por liberar los puertos de Brest y Lorient del bloqueo costero. Una línea de telégrafo, la segunda en Francia, también se desplegó entre París y Brest entre 1795 y 1799. Del mismo modo, se creó una red de carreteras estratégicas alrededor de Pontivy, que, ubicada en el centro de la península, fue acondicionada y desarrollada para permitir un mejor control de la región; también toma el nombre de «Napoléonville» durante el Imperio. En el Este, Clisson se reconstruyó sobre una planta italiana después de haber sido devastado por el chouannerie.

## Época contemporánea

### UnsigloXIXmarcado por fuertes disparidades

#### Sectores económicos en crisis y otros innovadores

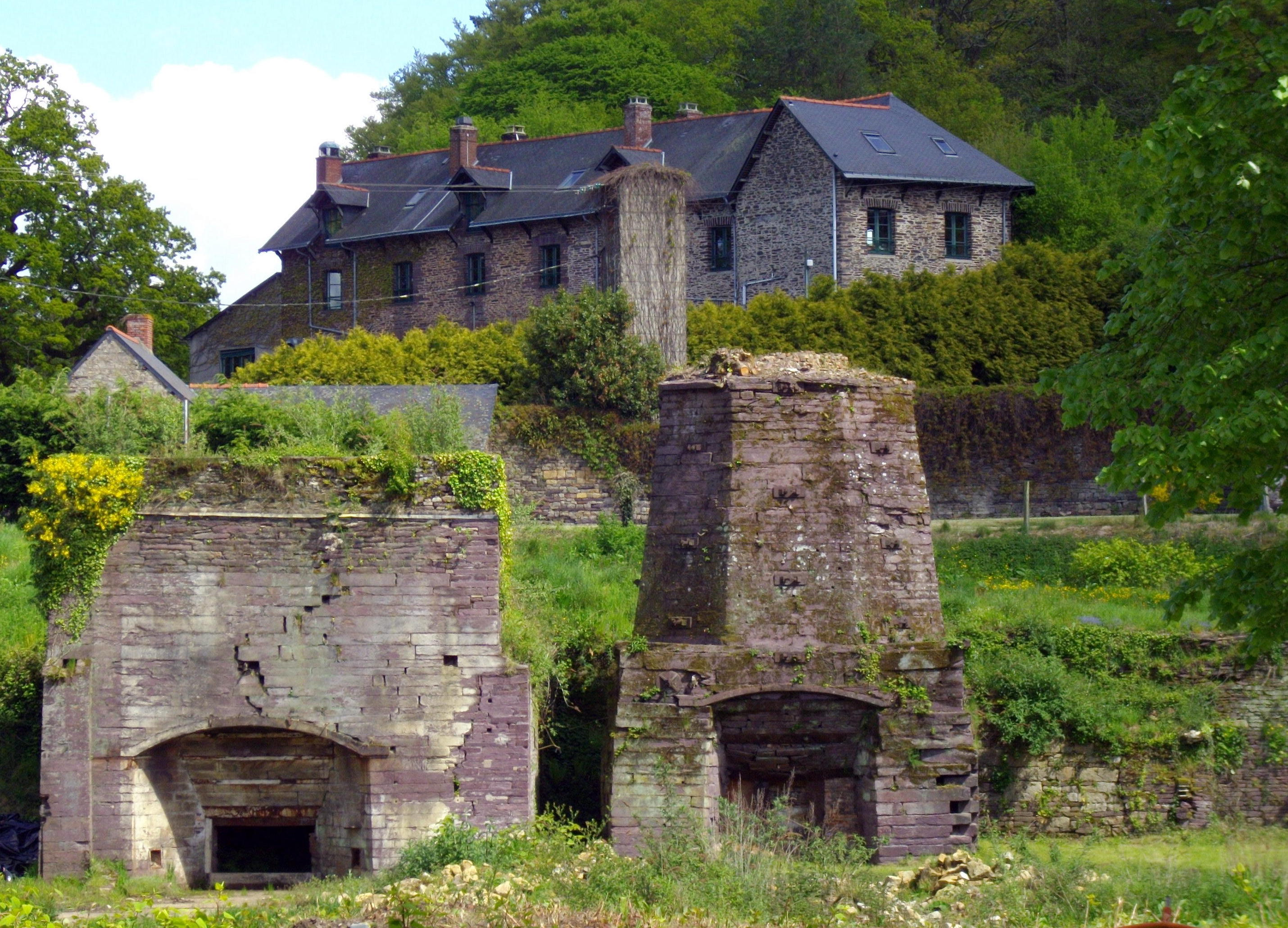
En las forjas de Paimpont, los altos hornos finalmente se detuvieron en 1884, víctimas de la situación económica.

En el siglo XIX, la economía bretona debió enfrentar el colapso de algunas de sus actividades tradicionales. Las forjas, solicitadas por las necesidades de la Marina durante el Primer Imperio, por la construcción de vías férreas a mediados de siglo y finalmente por la mecanización de la agricultura, sin embargo enfrentaron un declive desde 1860, debido al arcaísmo de sus métodos y la competencia de otras regiones francesas más rápida y fuertemente industrializadas. Solo las forjas ubicadas cerca del mar, y por lo tanto de sus propios mercados, como Basse-Indre y Hennebont, lograron mantenerse mediante la modernización.
Después de las forjas, la mayoría de las minas se cerraronn durante el siglo, o incluso al comienzo del siglo XX, como las de hierro, galena o carbón. De la misma manera, la producción de telas continuó su declive, marcado por la falta de modernización y una creciente competencia con las hilanderías mecánicas del departamento de Nord. En 1914, solo hay fábricas textiles en las cuencas de Nantes y Rennes. En el plano comercial, la mayoría de los puertos secundarios estaban tratando de convertirse al cabotaje, en particular construyendo cuencas a flote (puertos con esclusa) (por ejemplo, Le Légué en 1878 o Paimpol en 1884), pero no pudieron hacer frente a la competencia del ferrocarril. Finalmente, la pesca del bacalao de los habitantes de Terranova, activos en una parte de la costa norte de Cancale a Paimpol, estaba disminuyendo gradualmente debido a la dificultad del oficio, del aumento de los costos de armadores y de la caída de los precios de venta. Al comienzo del siglo XX, la actividad se mantuvo difícilmente en la región de Saint-Malo y desapareció de la de Saint-Brieuc.

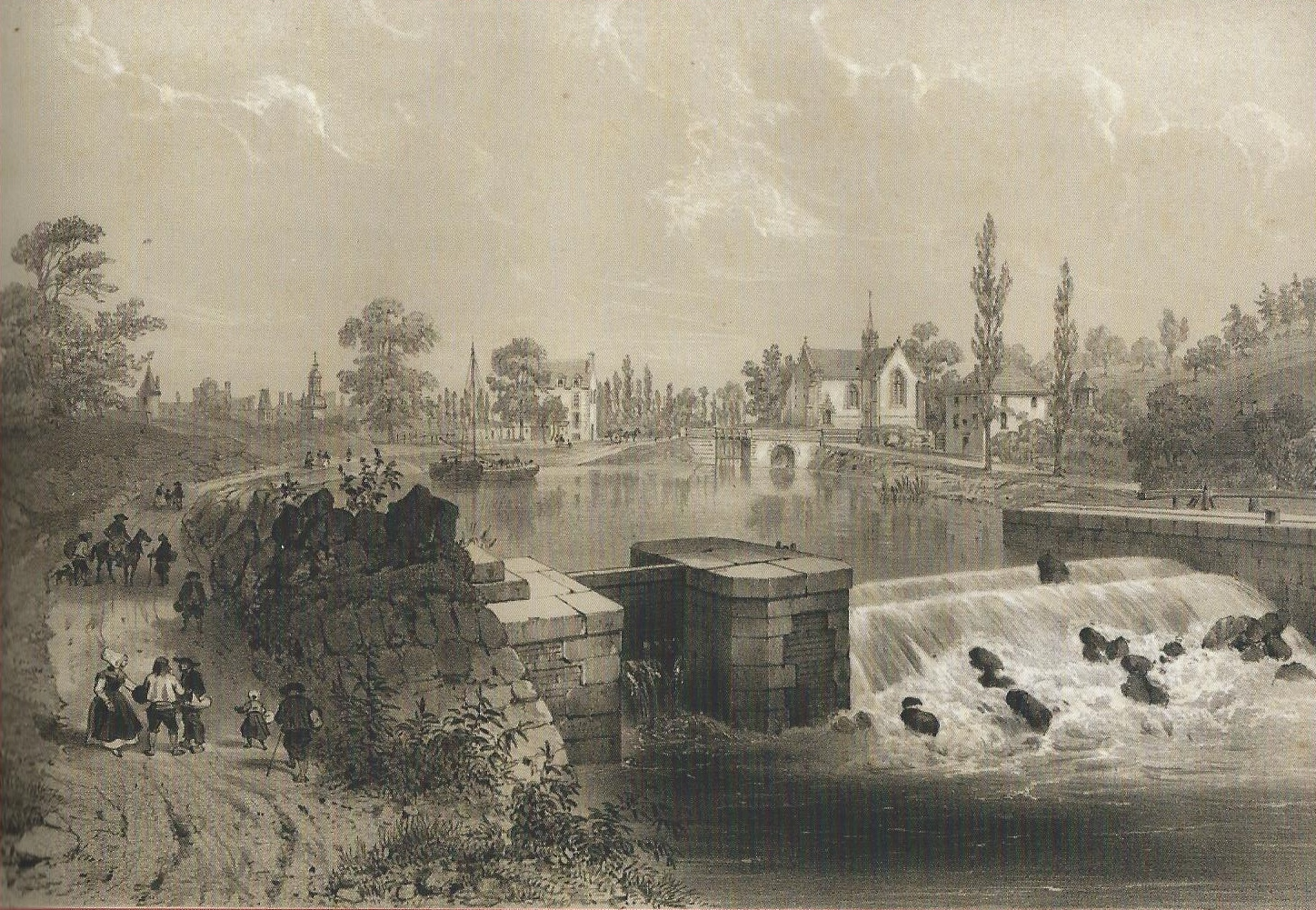
El canal de Nantes a Brest en Rohan (Morbihan) en 1865, dibujo de Félix Benoist.

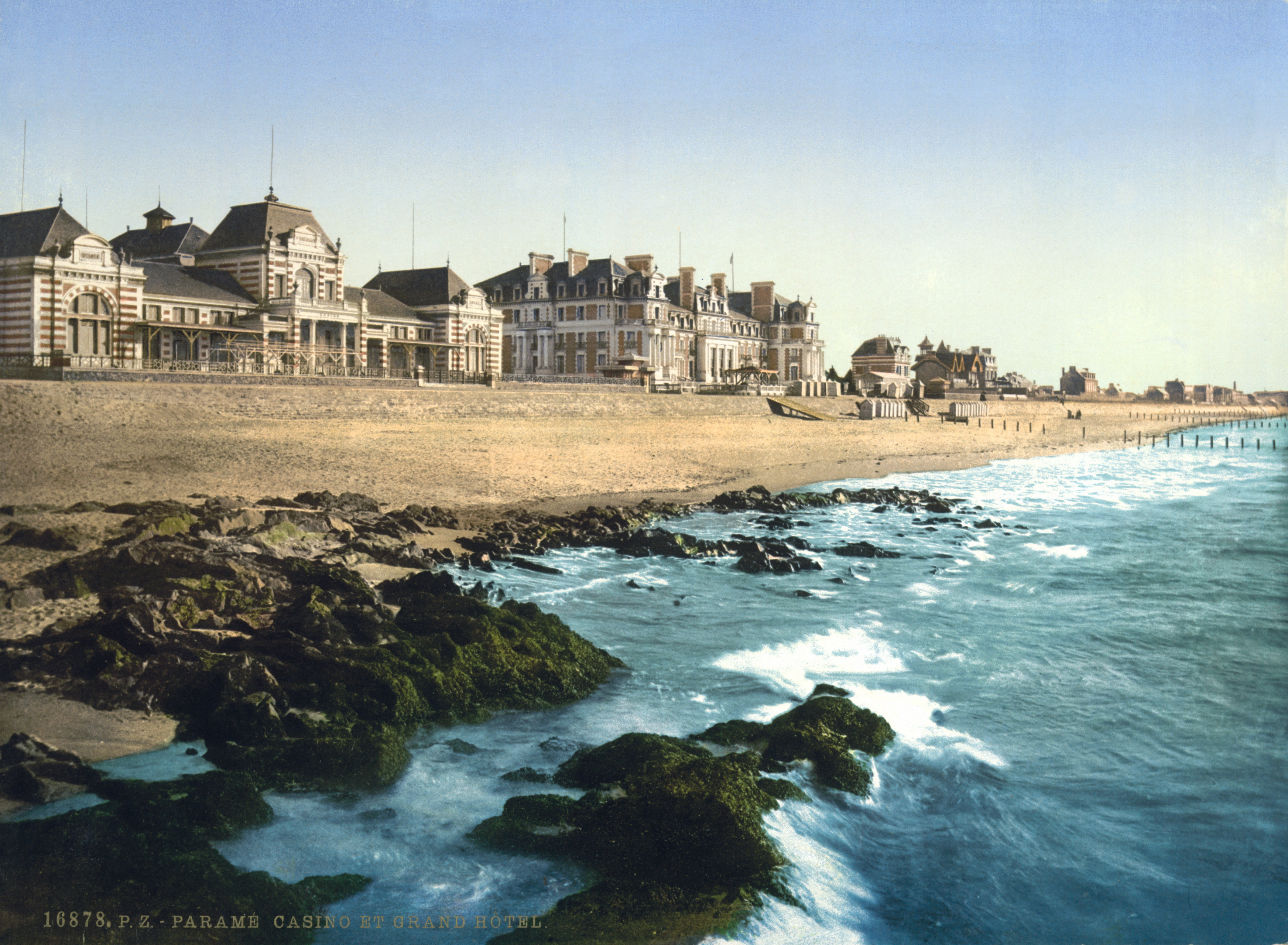
Construidos en 1883, el Grand Casino, demolido en 1937 y el Grand Hôtel de Paramé, transformado en Thermes marins en 1963.

El siglo XIX fue también un período de modernización de los medios de comunicación. El canal del Blavet se completó en 1826, el de Nantes a Brest en 1842 y el de Ille-et-Rance en 1843. La década siguiente, el ferrocarril llegó a la región: Nantes fue conectado con el resto de Francia en 1851, Rennes en 1857, Lorient y Guingamp en 1862, Quimper y Pontivy en 1864 y Brest en 1865. La red de carreteras dobló su longitud en el siglo XIX, en particular gracias a las políticas de acondicionamiento del territorio de la Monarquía de julio: creación de una red de carreteras estratégicas en las zonas afectadas por las guerras vendéanas (en el sureste del departamento de Ille-et-Vilaine y en la Loire-Inférieure) y la mejora de las carreteras reales, especialmente entre Rennes y Brest. Sin embargo, estas conexiones se realizan principalmente para servir a los arsenales (Brest, Lorient, Indret) y para conectar la región con París en una perspectiva centralizadora. Las conexiones norte-sur no se mejoran y siguieron siendo difíciles. Estos desarrollos permitieron evolucionar positivamente ciertos sectores económicos como la agricultura o la pesca, incluso estuvieron en el origen de la creación de otros como en el caso del turismo.
Otros sectores surgieron en ese momento gracias a las evoluciones tecnológicas. El descubrimiento de la esterilización permiteió, a lo largo de la costa sur, el desarrollo de una industria conservera centrada en las sardinas. Su apogeo fue alrededor de 1880, cuando Bretaña concentraba 132 de las 160 fábricas francesas de sardinas. Estas fábricas a menudo estaban controladas por capitales nanteses y se crean allí grupos como Cassegrain (en 1861) o Saupiquet (en 1877). Se desarrolló una nueva generación de fundiciones modernas que producían hojalata para abastecer a estas conserveras. Las fraguas en Hennebont, con 250 obreros cuando se fundaron en 1858, sumaron 3000 en 1914. La modernización de la construcción naval fue también una fuente de crecimiento: Saint-Nazaire con la ayuda del escocés John Scott abrió en 1861 un astillero de construcción de barcos de hierro. En 1881, siguiendo el camino de la construcción en hierro se crearon los Ateliers et Chantiers de la Loire y los Chantiers de l'Atlantique con capitales de Nantes. La marina militar siguió esta evolución: los arsenales de Brest y de Lorient también se pasaron a la construcción en hierro. De este último arsenal salió en 1861, la fragata acorazada La Couronne, seguida en 1876 y 1879 de los acorazados integrales La Dévastation y Le Redoutable. En 1913, el 50 % de los barcos de la marina nacional salieron de los astilleros bretones. Finalmente, en la última parte del siglo XIX, el ferrocarril permitió desarrollar el turismo a lo largo de la costa, en primer lugar para los habitantes de las ciudades de la región, y luego para los parisinos y extranjeros. Ciudades como Paramé o Dinard vieron villas construirse villas para acomodar a esta última clientela.
Los sectores más tradicionales también experimentaron un desarrollo significativo en ese momento. Fougères vio el desarrollo de una industria del calzado: primero con zuecos aprovechando los bosques circundantes, y luego desde la década de 1860 con base en el cuero. Nantes vio el desarrollo de una industria azucarera, con la creación por Cossé-Duval de una refinería de azúcar piedra en 1836, o la apertura de las galletas Lefèvre-Utile en 1846. La pequeña industria dominaba el paisaje regional; en 1896, había 325 000 establecimientos industriales en los cinco departamentos de Bretaña.

#### Una agricultura en mutación

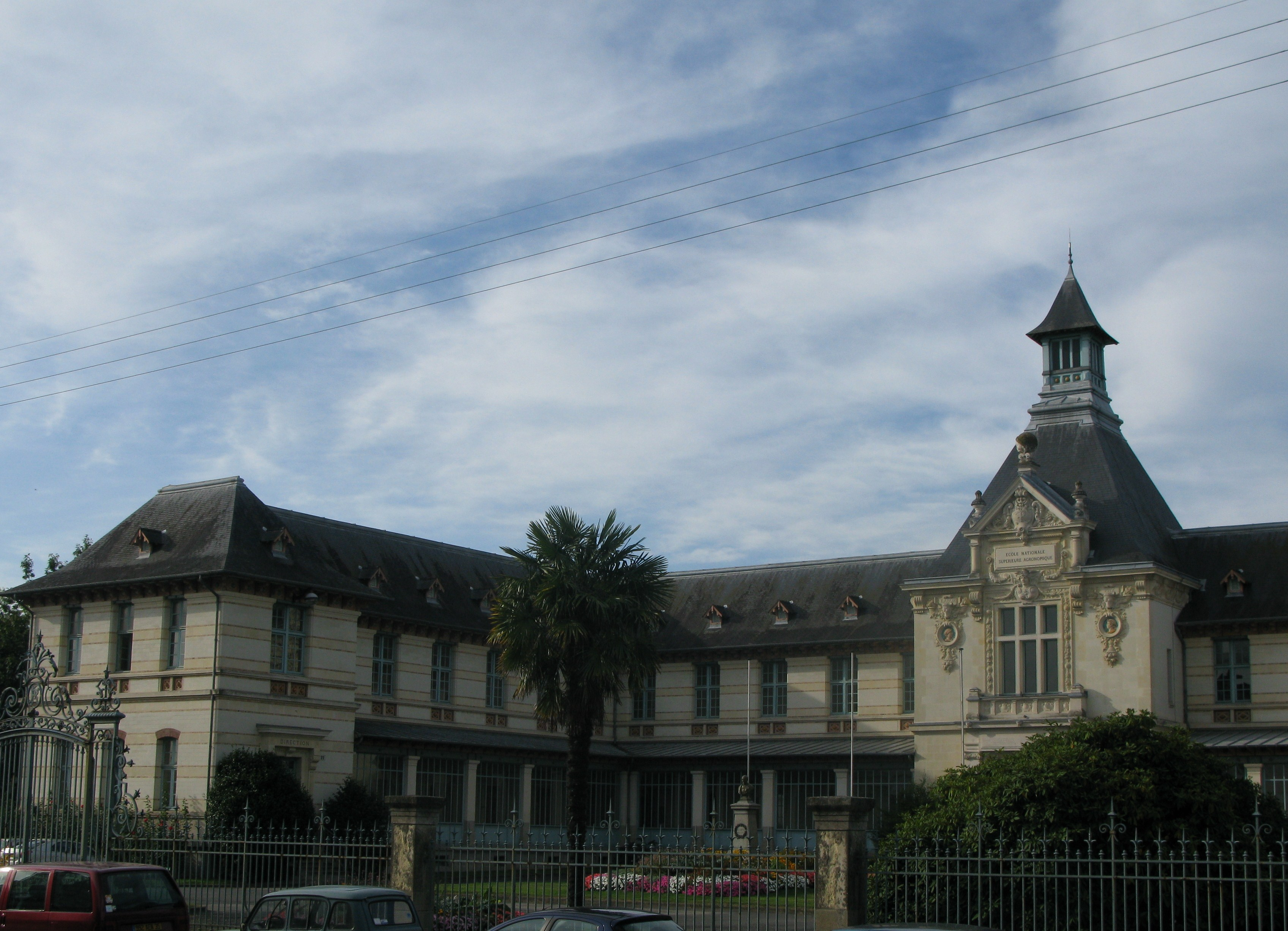
La escuela regional de agricultura, creada en 1830, se mudó a Rennes en 1895.

El siglo XIX vio la modernización de la agricultura bretona gracias a varios factores. La difusión de los métodos modernos pasó por la capacitación de los agricultores actuales y futuros. Jules Rieffel desempeñó un papel clave al estar en la iniciativa en 1830 de la creación de una escuela agrícola en Nozay que se convirtió en una escuela regional de agricultura en 1848, y luego se transfirió a Rennes en 1895, pero también mediante la creación de revistas para difundir nuevas ideas. En segundo lugar, la mecanización solo comenzó a tomar forma después de 1870, aunque la introducción de nuevas herramientas fue anterior. En 1823, el nantés Pierre Athénas adaptó una vertedera helicoidal a un arado. A fines de la década de 1830, el arado creado por Mathieu de Dombasle comenzó a popularizarse en la región. En 1882, Finistère ocupó el cuarto lugar en las clasificaciones nacionales en número de aventadoras, con Côtes-du-Nord en el octavo e Ille-et-Vilaine en la undécima plaza. En tercer lugar, el aporte de fertilizantes fosfatados comenzó a partir de 1850, primero lentamente y luego rápidamente después de 1880, ayudado por la modernización de los modos de transporte.
La landa continuó ocupando un lugar importante en la agricultura bretona del siglo XIX, en particular gracias a su libre disponibilidad para los campesinos más pobres, para quienes este sistema era esencial para la supervivencia. El étrépage continuó practicándose allí: los campesinos eliminaban con la azada la capa superior del suelo y esta última se utilizaba como lecho y luego como estiércol. Las áreas despojadas se usaban luego como pastos. Seguía un ciclo de barbechos. Las partes leñosas de tojo podían usarse como leña. En 1834, casi el 27 % de la superficie estaba cubierta de brezo, unas 900 000 hectáreas, pero esta proporción se elevaba al 40 % en los departamentos de Finistère y Morbihan. El desbroce llegó primero a la Alta Bretaña, antes de extenderse a la Baja Bretaña, especialmente después de 1880. Las superficies cayeron así a 785 000 hectáreas en 1862 y a 422 000 hectáreas en 1913.
Las producciones agrícolas se diversificaron. Durante el periodo, el trigo pasó de plantarse en cuarto a la mitad de las superficies, la cebada y avena progresaro hasta ocupar la tercera parte de la superficie cerealista, mientras que el centeno y el trigo sarraceno perdieron cada uno la mitad de su superficie. La patata duplicó su superficie y los nabos, desconocidos en el comienzo del siglo, ocupaban un séptimo de las superficies en 1913. Los equilibrios también cambiaron en la cría de ganado, a expensas de la cría de ovejas. La cabaña vacuna aumenta en un tercio en un siglo. Ayudados por la mejora de la alimentación, el peso de los animales se duplicó; la cantidad de cerdos también se duplicó, gracias al crecimiento de la cultura de la patata. La cría de caballos de tiro se benefició del desarrollo del ferrocarril, particularmente en Landivisiau.
Las exportaciones se desarrollaron: por ejemplo, los productores de cebolla de la región de Roscoff exportaban sus productos a Inglaterra ya en 1828. Estos Johnnies (comerciantes de cebolla roscovitas) llegaron a ser hasta 200 en 1860. En términos más generales, la llegada del ferrocarril permitió una exportaciónmás rápida de las producciones hacia el exterior, particularmente a París, y condujo a un aumento en los precios de venta, favorable para los campesinos pero que penalizaba a los trabajadores de las ciudades pequeñas.

#### Presión demográfica y emigración
La población bretona creció en aproximadamente un millón de habitantes entre 1815 y 1914, lo que permitió que la región permaneciese alrededor del 8 % de la población total de Francia. Este crecimiento poblacional se debió a la combinación de una alta tasa de natalidad y una lenta disminución en la tasa de mortalidad. El resultado fue una población joven, de los cuales los de menos de 20 años representaron durante el período aproximadamente el 40 % de la población, mientras que la esperanza de vida de los bretones superaba los 41 años en todos los departamentos a partir del período 1891-1900. La densidad de población de la región siguió siendo más alta que la media francesa, siendo 92hab./km² en 1911 contra 75hab./km² en el resto del país.

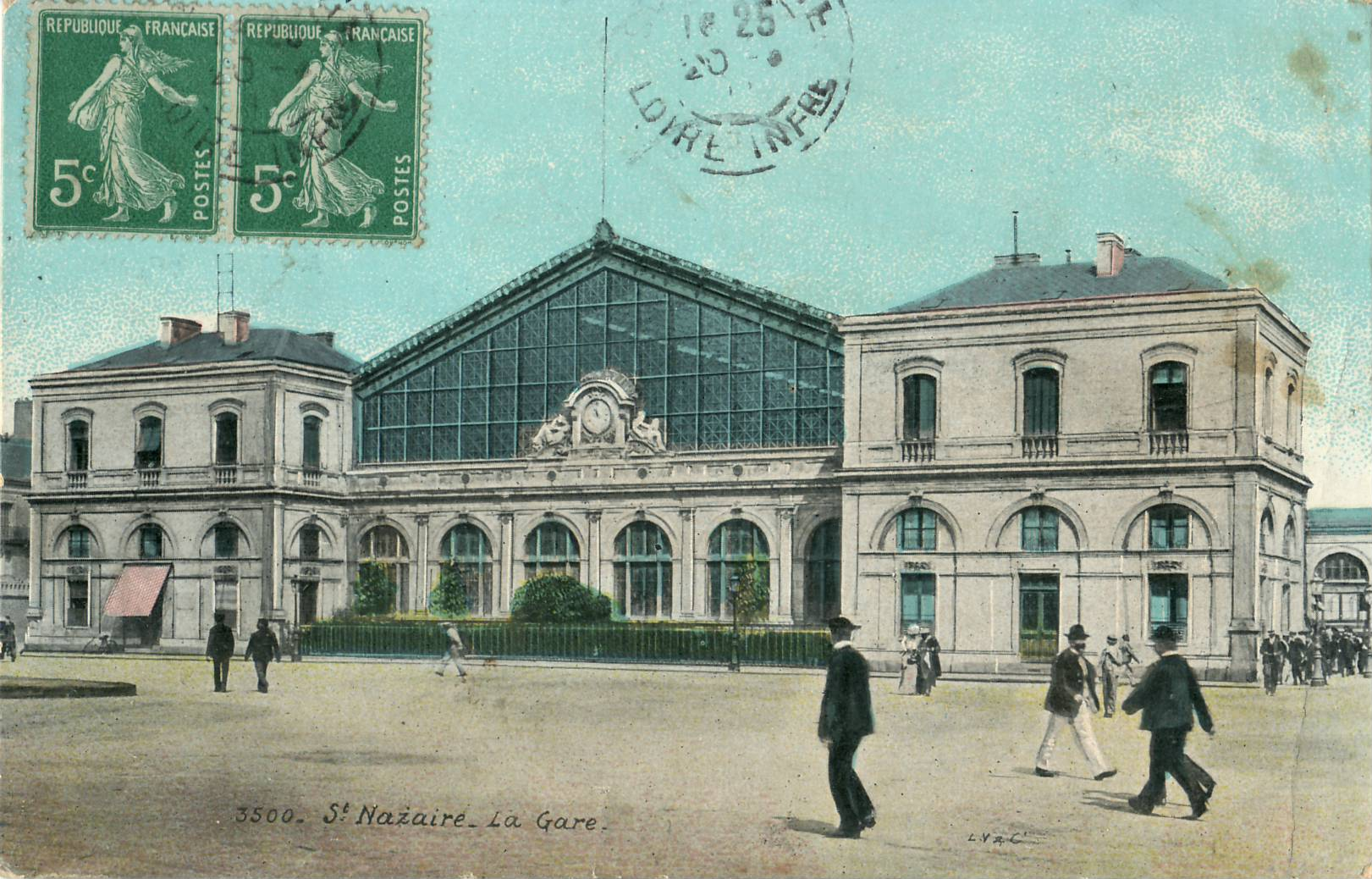
Saint-Nazaire conoció un fuerte crecimiento en el que le llevó a los 19000 habitantes en 1865.

La población siguió siendo predominantemente rural, la proporción de «urbanos» pasó de solo el 20 % al 26 % entre 1876 y 1911. Esta tasa siguió siendo muy inferior a la media francesa que superaba el 54 % en 1911. Son los pueblos rurales los que experimentaron un crecimiento fuerte, en lugar de las grandes ciudades. Algunas ciudades pequeñas en la costa sur se estaban desarrollando rápidamente gracias al auge de las conserveras: Le Guilvinec pasó en pocos años de 500 a 3000 habitantes, Concarneau de 2500 a 5000 y Douarnenez de 1800 a 7500. En la mayoría de estas ciudades, los modos de vida permanecieronn muy cercanos a los del campo circundante, y el bretón como el gallo se mantuvieron fácilmente hasta la Primera Guerra Mundial. Algunas grandes ciudades, sin embargo, se impusieron en el momento. Nantes pasó de 74 000 habitantes en 1801 a casi 200 000 en vísperas de la guerra, y fue la única ciudad bretona que tenía una industria diferenciada y dotada de capitales propios, así como del primer tranvía francés. Rennes pasó de 25 000 habitantes en 1801 a 80 000 en 1911 y se afirmó como una ciudad administrativa y universitaria. Brest y Lorient dependían ambas de las actividades de la Marina, la primera contaba con 85 000 habitantes en 1911 (para una aglomeración de 115 000) y la segunda 45 000 habitantes con una aglomeración de 55 000. Saint-Nazaire, transportado por la construcción naval, pasó de 4200 habitantes en 1846 a 19 000 habitantes en 1865.

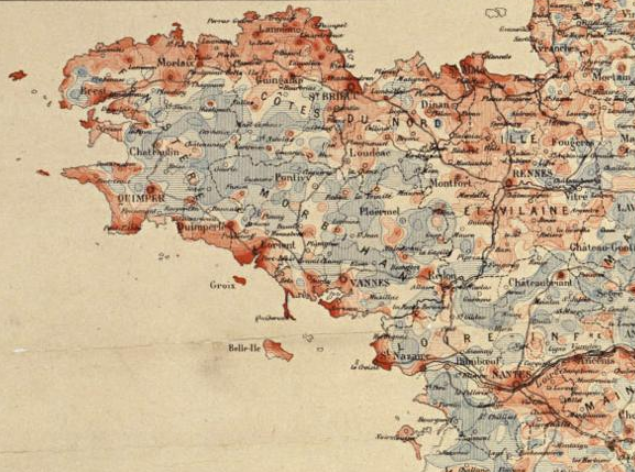
Densidad de población en Bretaña en 1887

Después de 1850, se producirá un movimiento de emigración debido a varios fenómenos. En el interior de Bretaña, se observó la salida de los campesinos del interior de la región hacia las zonas costeras, provocada por el cierre de forjas, minas y fábricas de tejidos que constituían complementos financieros indispensables y por una puesta en valor de las tierras demasiado lenta para absorber el aumento de la población rural. Al mismo tiempo, alrededor de 500 000 personas salieron de Bretaña para otras regiones entre 1871 y 1911. Esta emigración se vio facilitada por la llegada del ferrocarril a la región ya en 1852. La mitad de los emigrantes vive en la región de París, donde las mujeres trabajaron principalmente como empleadas domésticas y los hombres como cavadores.
Los marineros bretones se implantaron en los grandes puertos franceses: los marineros estatales en Toulon o Cherbourg, los del comercio en Le Havre, y los pescadores en Boulogne-sur-Mer o en La Rochelle. Se crearon en ellos barrios bretones, como el de Saint-François en Le Havre o el de Saint-Sauveur en La Rochelle. Por el contrario, fueron pocos en número los que emigraron al exterior o a las colonias.
La población permaneció marcada por muchos problemas de salud y varias crisis de subsistencia se declararon durante el siglo. En 1910, los bretones siguieron siendo los más numerosos en Francia en ser eximidos del servicio militar debido al raquitismo, la idiotismo o la tuberculosis. Las epidemias disminuyeron en general durante el siglo, pero las enfermedades endémicas como la fiebre tifoidea, la disentería, la viruela y especialmente la tuberculosis continuaron afectando a la región.
Se explican por la mediocridad de la alimentación, que siguió siendo desequilibrada y mal abastecida de carne fresca, pero también por una falta de higiene generalizada en el campo. La educación conoció una bajada significativa después del período revolucionario. En 1832, 952 comunas bretonas de las 1475 existentes no tenía ninguna escuela. Los progresos siguieron siendo lentos: en 1878, Finisterre se clasificó como el 87.º de los 89 departamentos franceses por tasa de escolarización de 6-13 años, Morbihan el 85.º, Côtes-du-Nord el 82.º, Loire-inférieure el 77.º e Ille-et-Vilaine el 67.º El alcoholismo y el número de suicidios también están aumentando en la segunda mitad del siglo.
En general, Bretaña siguió siendo una tierra a modernizar y era presentada como tal durante las exposiciones universales parisinas que marcaron el final del siglo XIX y el comienzo del siglo XX.

#### Política, sindicatos, Iglesia: evolución de las relaciones de poder

##### Una tierra conservadora
Durante la Restauración y la Monarquía de Julio, el modo de sufragio siguió siendo censitario. Bretaña contó con menos electos que el resto de Francia: 1 elector por 423 habitantes en 1820, frente a 1 de 300 de media. Esta tasa aumentó solo un 20 % en 1830. Los representantes electos, en su mayoría nobles o grandes terratenientes, eran en su mayoría Ultras. Durante la revolución de julio de 1830, solo Nantes conoció disturbios.
El cuerpo electoral dobló entre 1830 y 1848, a raíz de los cortes progresivos en los umbrales de elegibilidad, pero la región permanece por debajo de la media francesa, con un elector por 220 habitantes en Bretaña en 1848 frente a 1 por 150 habitantes en promedio en el resto del país. Al mismo tiempo, se constituyó una asociación de oposición republicana, la «association républicaine de l'Ouest» [asociación republicana del Oeste], llevada por Guépin a Nantes o Morhéry a Loudéac.
La revolución que instauró en 1848 la Segunda República fue acogida de una manera generalmente favorable. Las elecciones de abril de 1848 proporcionaron en Bretaña elegidos principalmente salidos de las profesiones liberales (37 de un total de 70 diputados), del derecho (48) y apoyados por el clero, mientras que los llegados de la vida económica fueron una minoría (16). En las elecciones presidenciales del mismo año, Bretaña votó mayoritariamente por Luis Napoleón Bonaparte, pero Cavaignac obtuvo un mejor resultado que en el resto de Francia (53 % para Bonaparte en Bretaña contra el 74.2 % a nivel francés), 43.06 % para Cavaignac en Bretaña contra el 19.4 % a nivel francés). Los diputados bretones, principalmente legitimistas, se opusieron al golpe de Estado del 2 de diciembre de 1851 (44 de 59), pero durante el plebiscito de 20 y 21 de diciembre de 1851, como en las elecciones legislativas del 19 de febrero de 1852, los bretones votaron en mayoría por el partido imperial, a pesar de las bajas tasas de participación, en torno al 67 %. El clero, por su parte, también apoyó localmente al nuevo emperador, después de su apoyo a la expedición de Roma de 1849 para apoyar al papa y a la ley Falloux de 1850 sobre la libertad de enseñanza.

##### La marcha de las ideas republicanas

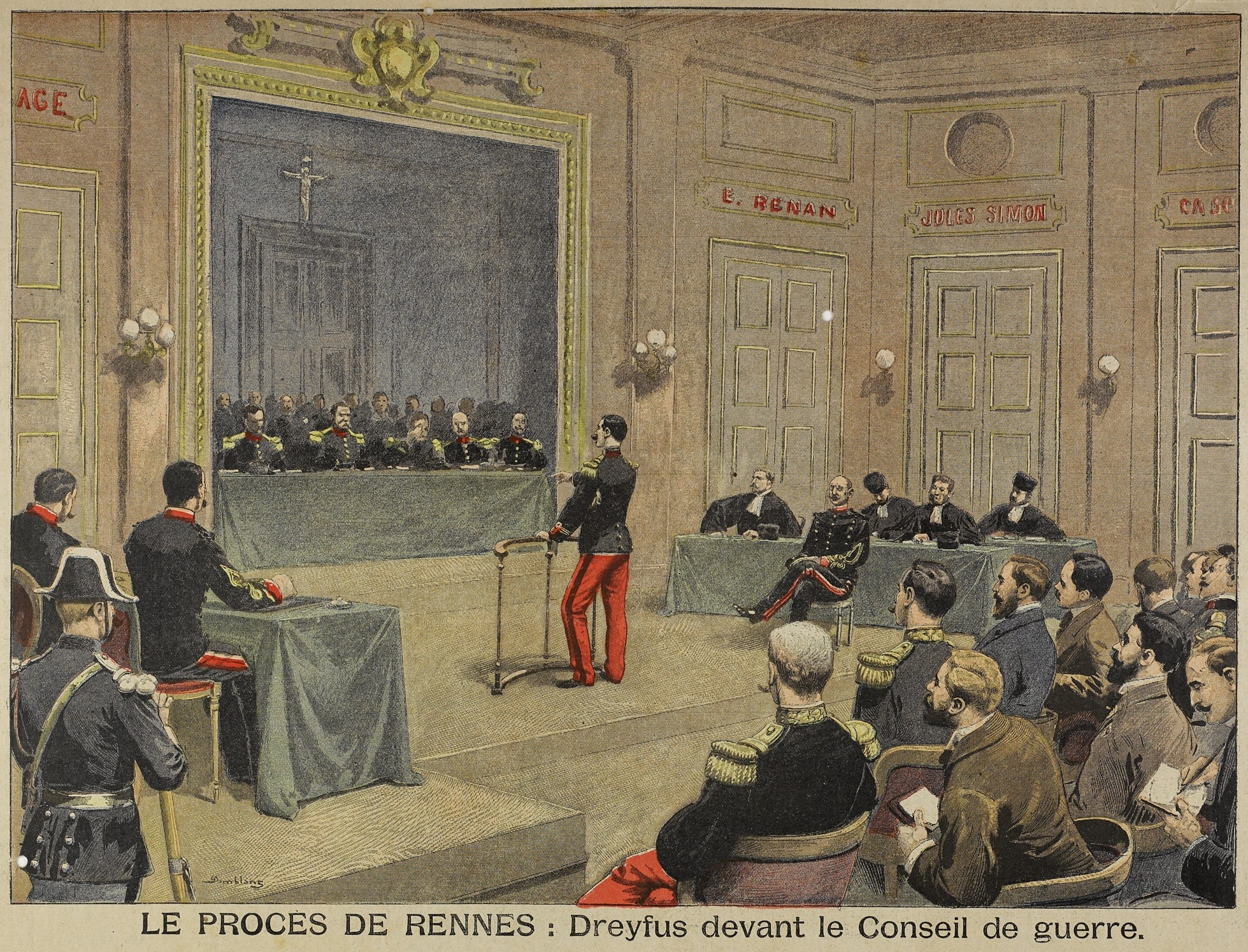
El proceso de'Alfred Dreyfus en el Consejo de guerra de Rennes en 1899.

El Segundo Imperio conoció un apoyo limitado que se deterioró desde principios de la década de 1860. El nuevo apoyo de Napoleón a la unidad italiana le enajenó al clero. En los últimos años de esta década, la burguesía bretona basculó a la oposición republicana. El plebiscito de 1870, sin embargo, vio una gran victoria del «oui» con el 90.6 % de los votantes a favor de la nueva constitución imperial (contra el 81.3 % a nivel nacional), pero el «non» obtuvo buenos resultados en grandes ciudades como Brest (donde fue mayoritario), 40,1 %), o Lorient (27 %).
La caída del Imperio durante la Guerra franco-prusiana de 1870 vio a los bretones participar activamente en la formación del nuevo gobierno provisional: el general Trochu de Belle-Île-en-Mer fue su presidente, Jules Simon, de Lorient, era el ministro de instrucción pública, el general Le Flô de Lesneven, ministro de Guerra y Alexandre Glais-Bizoin de Quintin era miembro de la delegación de Tours. Sin embargo, la movilización bretona también trajo el episodio de Conlie, donde el contingente de 60 000 bretones movilizados por el general Kératry para la contraofensiva contra los prusianos, fue aparcado desarmado en condiciones insalubres por Léon Gambetta y los republicanos que temen «une nouvelle armée de chouans».
La Tercera República tuvo dificultades para afirmarse en la región, debido a las diferencias económicas existentes entre Bretaña y el resto de Francia (latifundios nobiliarios contra pequeñas propiedades privadas) y debido a su oposición a la Iglesia, que era fuerte en la región. El auge del republicanismo en la década de 1870 se logró por las ciudades, grandes y medianas, en detrimento de los elementos más radicales. Por primera vez en las elecciones legislativas de 1881, los republicanos superaron a los conservadores. La encíclica Inter-Solicitud de 1892 del papa León XIII, pidiendo a los católicos franceses que aceptasen la República, causó el desfonde de los candidatos monárquicos al legislativo de 1893. Las cuestiones religiosas sin embargo resurgieron a principios del siglo XX, con el fondo del affaire Dreyfus —del que la revisión del proceso se llevó a cabo en Rennes en 1899— y de la política anticlerical de Émile Combes entre 1902-1905, que también tuvo como objetivo el uso del bretón. Estas acciones en contra de lo que se percibía como los dos pilares de la identidad bretona, la religión y la lengua, fueron el origen del desarrollo de los partidos políticos como el primer premier Emsav como la Union régionaliste bretonne, antes del alta de un millar de miembros, la Bleun Brug del abad Perrot en 1905, la Fédération régionaliste de Bretagne o el Parti nationaliste breton en 1911. Los dos últimos movimientos, sin embargo, tuvieron una audiencia muy limitada. También fue en el período 1902-1914 cuando la izquierda progresó más en Bretaña y cuando se afirmaron los Radicales.

##### Inicios del movimiento obrero
La ley Ollivier de 1864 que acordó el derecho de huelga tuvo una influencia limitada sobre la eclosión de un movimiento obrero en Bretaña. Habrá que esperar hasta 1869 para la fundación de la primera cámara sindical en Nantes; el desarrollo fue primero alrededor de esta ciudad, antes de que Rennes la siguiera en 1877 con la creación de su primera cámara sindical. La ley Waldeck-Rousseau de 1884 que autorizaba los sindicatos llevó a la creación de 27 sindicatos entre 1880 y 1887, especialmente en las regiones de Nantes, Rennes, Saint-Nazaire y Fougères. La progresión se aceleró en la última década del siglo: el movimiento pasó de 55 sindicatos con 5774 miembros en 1892 a 300 sindicatos con 36 330 sindicados en 1908. El movimiento bretón desarrolló contactos con el resto del movimiento francés tras el Congreso de Nantes de la Federación Nacional de Sindicatos de 1894. Se estableció una red de bolsas de trabajo: la primera, en Saint-Nazaire, en 1892; luego Nantes y Rennes, en 1893; Fougeres, en 1900; Lorient, en 1903; Brest y Saint-Brieuc en 1904; Quimper, en 1905; Vannes, en 1907; y Saint-Malo en 1909.
El socialismo apareció en Bretaña primero en Brest con la creación de la sección de Brest de la Primera Internacional en 1869 por Constant Le Doré. En Rennes, el primer grupo socialista se organizó en 1876 y fue seguido por la creación de un grupo de Nantes en 1880. En 1878 fue elegido unconcejal de este grupo en Rennes, seguido en 1884 por otros en Brest y Lambézellec. El movimiento se estructuró a nivel regional con la creación de la Federación Socialista de Gran Bretaña en 1900, pero su adhesión a la SFIO la hizo separarse en cinco secciones departamentales, ya que solamente se aceptaban federaciones departamentales. Brest proporcionó a Bretaña su primer alcalde socialista en 1904, Victor Aubert, luego su primer diputadoen 1910, Émile Goude.
Una serie de grandes conflictos afectaron a la región desde 1892 hasta 1914, con un total de 1297 huelgas que reunieron a 246 804 huelguistas y un con un total de más de 3 millones de días no laborables. Los principales movimientos de la época afectaron a la región de Nantes en 1893, Trignac en 1894 los marinos-pescadores de la costa sur en 1896-1897, a Finistère en 1905, a las forjas de Hennebont en 1906, a Fougèresen en 1906-1907 y nuevamente en 1914, a los estibadores de Nantes en 1907.

#### Una cultura entre el romanticismo francés, el redescubrimiento del patrimonio y el desarrollo endógeno
En el campo artístico, con el desarrollo de la corriente romántica al comienzo de siglo XIX en Francia, Bretaña fue redescubierta por muchos artistas y aparece idealizada. Después de la muerte de Chateaubriand en 1848, su tumba en Saint-Malo se convirtió en un lugar de peregrinación para sus admiradores y para otros artistas. Esta atracción por Bretaña se vio reforzada por la publicación de Barzaz Breiz en 1838 por Théodore Hersart de La Villemarqué y el éxito de sus reediciones durante la década siguiente. Una visión estereotipada de la región, llevada por la imagen de los campesinos endomingados con pardons o por las costas graníticas salvajes, se hizo popular fuera de Bretaña desde la década de 1850. Eugène Boudin presentó en París en 1859 Le Pardon à Sainte-Anne-la-Palud y encontró un cierto éxito, lo que llevó a pintores a la región, en busca de esos paisajes y de esos temas. Pont-Aven acogió a muchos desde 1865 y en particular a Gauguin en 1888. El turismo emergente también fue parte de este proceso de folclorización. La primera guía turística que trataba de la región se publicó en 1845. La loza de Quimper creó su primer plato de tema «breton» en 1878.

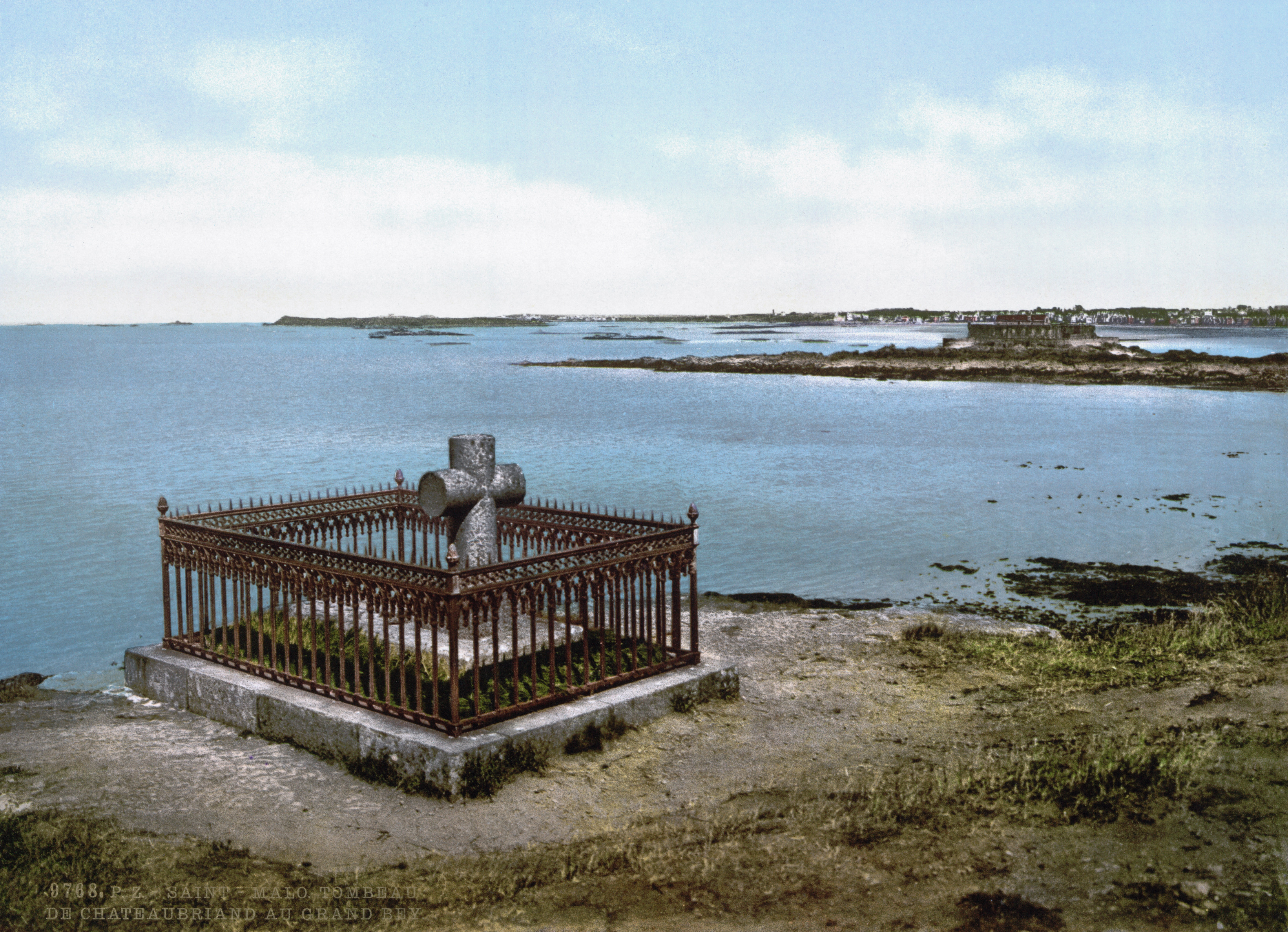
La tumba de Chateaubriand en Saint-Malo.
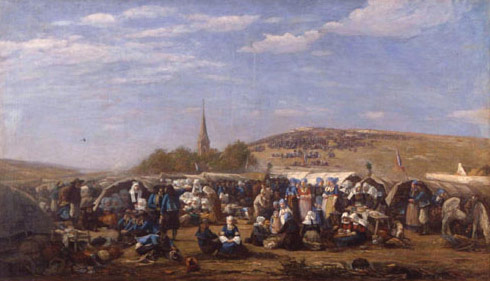
Le Pardon à Sainte-Anne-la-Palud de Eugène Boudin de 1859
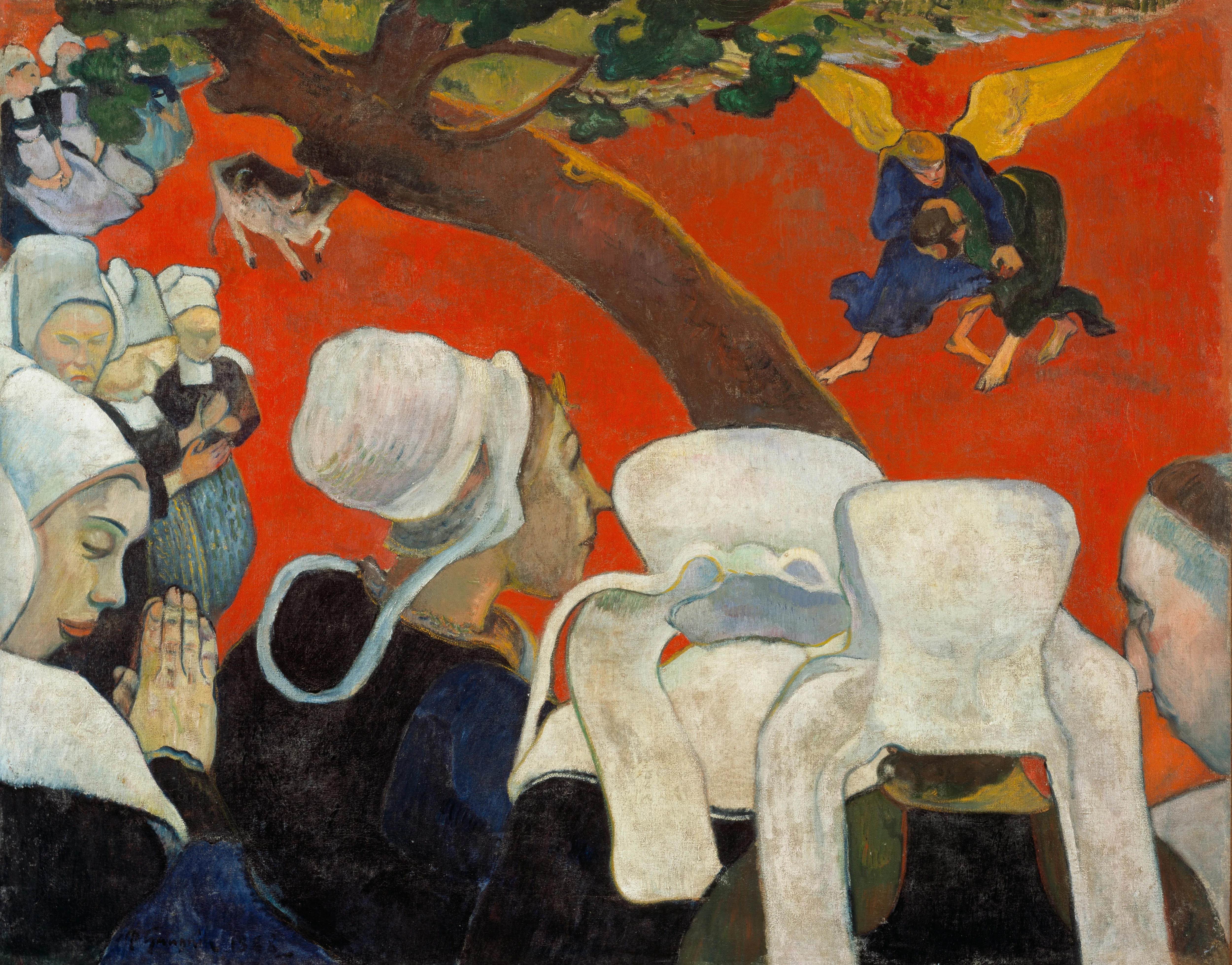
La Vision après le Sermon de Gauguin de 1888
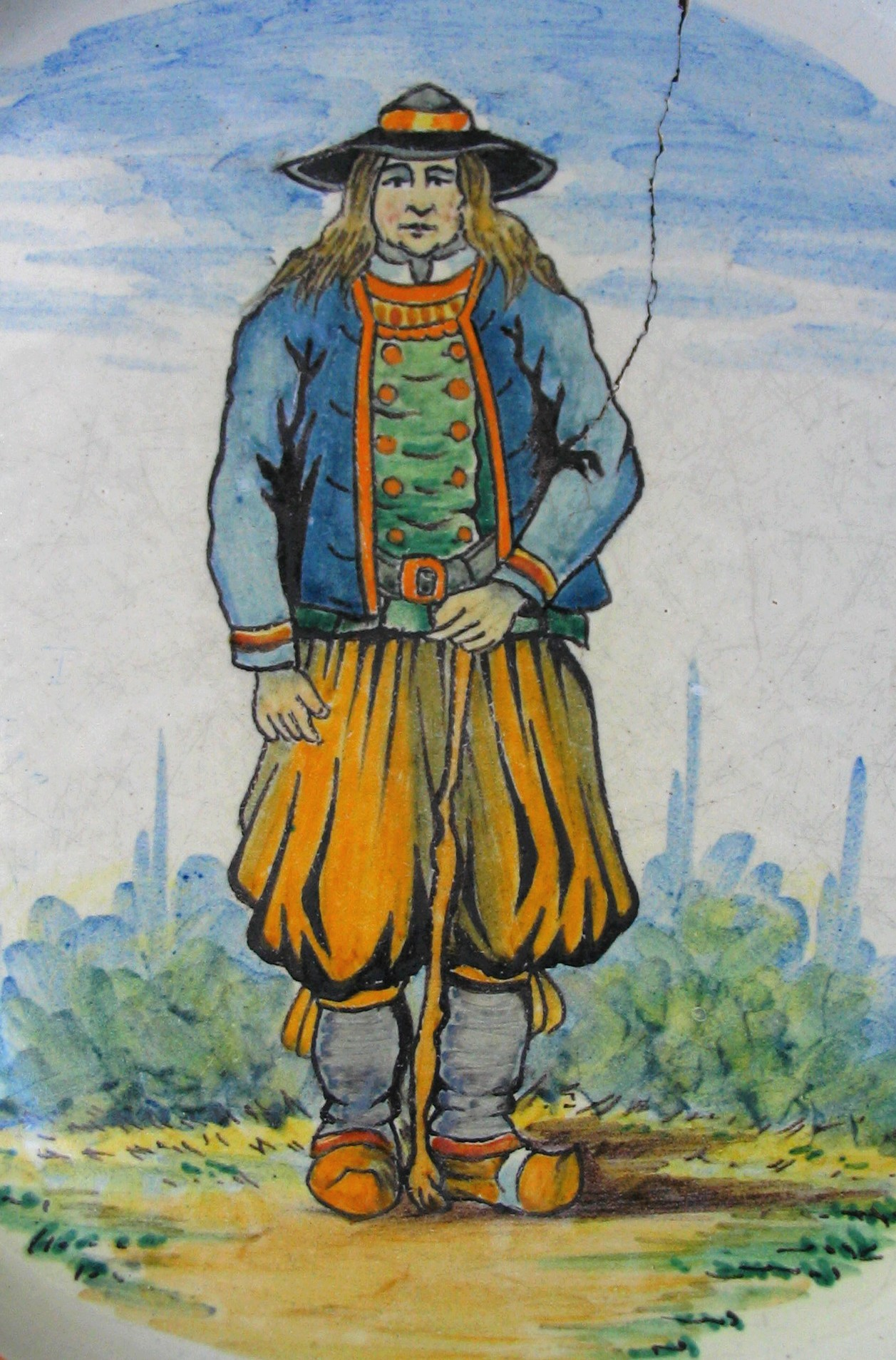
Faïence de Quimper un tema breton», producido a partir de 1878.
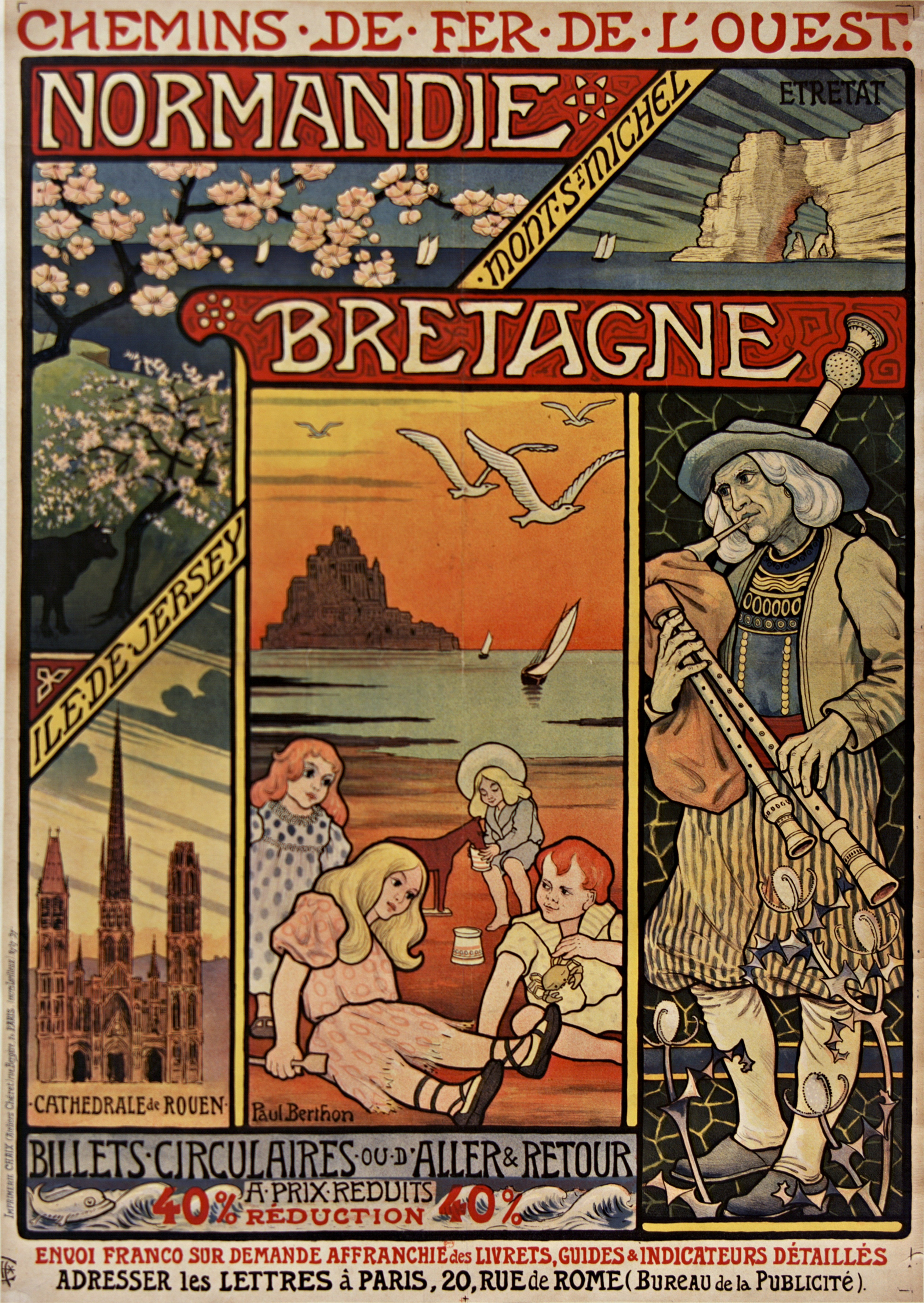
El turismo y los ferrocarriles ayudaron a transmitir los estereotipos de la época.

En el campo académico, se desarrollaron los estudios sobre la región. La Academia celta, activa en París desde 1804 hasta 1813, desempeñó un papel precursor. En 1826, el canónigo Mahé lanzó la sociedad polimática en Vannes con el objetivo de salvaguardar las alineaciones de Carnac. Tras la creación de la Asociación Bretona en 1843, se crearon varias sociedades arqueológicas departamentales en los años siguientes. Arthur de La Borderie se convirtió en el principal organizador de la investigación sobre estas cuestiones desde mediados del siglo y publicó a partir de 1899 y hasta 1906 una Histoire de Bretagne en seis volúmenes. La Universidad de Rennes comenzó a trabajar para abrir un cátedra celta. A continuación, se pidió a los cinco departamentos bretones que proporcionasen parte de los fondos necesarios para abrirla; en 1892, Finistère fue el primer departamento en proporcionar financiaciación, con 300 francos de los 3000 necesarios para la cátedra, y finalmente se inauguró en 1903.
En el campo de la creación artística local, varios movimientos estaban trabajando. Jean-François Le Gonidec está en el origen de una gramática y un diccionario de bretón, así como de una propuesta de unificación del lenguaje escrito. Las canciones y las historias orales en esta lengua comenzaron a ser publicadas con alrededor de 1500 ejemplares en la primera mitad del siglo XIX en forma de hojas de 6 a 8 páginas; nobles como Aymar de La Calande comenzó desde la Restauración a interesarse en esta cultura popular. Algunos de los escritores de la región, en idioma francés, Chateaubriand, Ernest Renan o Jules Verne gozaron de gran popularidad. También fue a partir de la segunda mitad del siglo XIX cuando el traje bretón, especialmente los tocados bretones, comenzaron a diversificarse. Dedicados a los festivales y a los desfiles, estos últimos se impusieron en el campesinado medio y alto.

#### Obras generales
- Joël Cornette (2008). «Des âges obscurs au règne de Louis XIV». Histoire de la Bretagne et des Bretons (Tomo 1). Le Seuil. p. 733. ISBN 2757809954. Cornette T1.
- Joël Cornette (2008). «Des Lumières au XXIe siècle». Histoire de la Bretagne et des Bretons (Tomo 2). Le Seuil. p. 749. ISBN 2757809962. Cornette T2.
- Joël Cornette, Histoire illustrée de la Bretagne et des Bretons, Le Seuil, 2015.
- Jean-Jacques Monnier (dir.); Jean-Christophe Cassard (dir.) (2012). Toute l'Histoire de Bretagne - Des origines à nos jours. Morlaix: Skol Vrezh. p. 864. ISBN 978-2-915623-79-6. Toute l'Histoire de Bretagne 2012.
- Alain Croix (octubre de 1996). Bretagne, images et histoire. Rennes: Presses universitaires de Rennes. p. 226. ISBN 2-909275-74-4. Bretagne, images et histoire.
- Jean-Christophe Cassard (dir.); Alain Croix (dir.); Jean-René Le Quéau; Jean-Yves Veillard (octubre de 2008). Dictionnaire d'histoire de Bretagne (en francés). Skol Vreizh. p. 942. ISBN 978-2915623451.
- Jean Delumeau (octubre de 2000). Histoire de la Bretagne (en francés). Privat. p. 560. ISBN 2708917048.

#### Obras centradas en un periodo
- Prehistoria y Antigüedad:
  - Jean-Laurent Monnier (noviembre de 1991). La préhistoire de Bretagne et d'Armorique (en francés). J.p. Gisserot. p. 123. ISBN 287747075X. 
  - Jacques Briard (noviembre de 1991). La Protohistoire de Bretagne et d'Armorique (en francés). J.p. Gisserot. p. 112. ISBN 2877470768. 
  - Pape Louis (1995). La Bretagne romaine. Université. Rennes: éditions Ouest-France. p. 309. ISBN 2-7373-0531-4.
- Alta Edad Media:
  - André Chédeville; Hubert Guillotel (1984). La Bretagne des saints et des rois - Ve-Ve siècle. Université. Rennes: éditions Ouest-France. p. 423. ISBN 2-85882-613-7.
  - Bernard Merdrignac (2012). D'une Bretagne à l’autre - Les migrations bretonnes entre histoire et légendes (en francés). Rennes: Presses universitaires de Rennes. p. 294. ISBN 978-2-7535-1776-9.
  - Léon Fleuriot (1988 [1980]). Les Origines de la Bretagne - l'émigration. Bibliothèque historique, 34 (en francés). París: Payot. p. 353. ISBN 2-228-12711-6. Archivado desde el original el 14 de septiembre de 2017. Consultado el 15 de noviembre de 2017.
  - Jean-Christophe Cassard (février de 2003). Les Bretons de Nominoë (en francés). Rennes: Presses universitaires de Rennes. p. 339. ISBN 978-2868477767.
- El ducado de Bretaña:
  - André Chédeville; Noël-Yves Tonnerre (1987). La Bretagne féodale - XIe-XIIIe siècle. Université. Rennes: éditions Ouest-France. p. 440. ISBN 2-7373-0014-2.
  - Michael Jones (1998). La Bretagne ducale. Jean IV de Montfort (1364-1399) entre la France et l'Angleterre (en francés). Rennes: Presses universitaires de Rennes. p. 268. ISBN 2-86847-297-4.
  - Jean Kerhervé (1987). L'État breton aux s- XIVe et XVe - Les ducs, l'argent et les hommes (en francés) (Tomos 1 y 2). París: Éditions Maloine. p. 1080. ISBN 2-22401703-0.
  - Jean Kerhervé (1992). 1491. La Bretagne terre d'Europe - Actes du colloque international de Brest (1991) (en francés). Brest: Centre de recherche bretonne et celtique. p. 523. ISBN 2-906790-02-8.
  - Jean-Pierre Leguay; Hervé Martin (1982). Fastes et malheurs de la Bretagne ducale, 1213-1532 (en francés). Rennes: Éditions Ouest-France. p. 435. ISBN 2-85882-309-X.
- La provincia francesa:
  - Alain Croix (janvier de 2009). La Bretagne aux 16e et 17e siècles : La vie, la mort, la foi (en francés) (Tomo 2). Maloine. pp. 1571. ISBN 978-2224006815. 
  - Joël Cornette (2008). Le marquis et le Régent. Une conspiration bretonne à l'aube des Lumières (en francés). París: Tallandier. p. 476. ISBN 978-2847344820.
  - Alain Croix (1996). L'âge d'or de la Bretagne -1532-1675. université. Rennes: éditions Ouest-France. p. 561. ISBN 2-7373-0737-6.
- Desde 1789:
  - Roger Dupuy (2004). La Bretagne sous la Révolution et l'Empire, 1789-1815 (en francés). Rennes: Éditions Ouest-France. p. 350. ISBN 978-2737335020.
  - Jean-Yves Guiomar (1987). Le Bretonisme. Les historiens bretons au XIXe siècle (en francés). Mayenne: Imprimerie de la Manutention. p. 444. ISBN 978-2855540238.
  - Michel Denis (dir.); Jean-Jacques Monnier (coord.); Ronan Le Coadic; Patrick Gourlay; Claude Geslin (juin de 2010). Histoire d'un siècle, Bretagne 1901-2000 - L'émancipation d'un monde. Morlaix: Sol Vreizh. p. 400. ISBN 2915623627. Histoire d'un siècle. 
  - Michel Lagrée (1992). Religion et cultures en Bretagne, 1850-1950 (en francés). París: Fayard. p. 289. ISBN 978-2213029245.

#### Obras temáticas
- Jean Balcou; V. Le Gallo (2000). Histoire littéraire et culturelle de la Bretagne (en francés). Honoré Champion. ISBN 2852038455.
- Guy Devailly (1980). Histoire religieuse de la Bretagne (en francés). Chambray-lès-Tours: CLD. p. 395.
- Mussat André (1979). Arts et cultures de Bretagne, un millénaire (en francés). Berger-Levrault.
- Le Page Dominique (direction) (2015). 11 batailles qui ont fait la Bretagne (en francés). Skol Vreizh. p. 362. ISBN 978-2-36758-043-2.